# San José (Costa Rica)
San José es la capital de la República de Costa Rica y la cabecera de la provincia homónima. Ubicada en el centro del país, específicamente sobre la meseta intervolcánica llamada Valle Central, y contenida en su totalidad por el cantón homónimo. San José es el centro político, económico y social más importante del territorio costarricense, así como el nudo principal para el transporte y telecomunicaciones. Culturalmente puede considerarse casi en su totalidad con influencia europea que le confirieron la inmigración (en especial española e italiana) y el acoplamiento de tendencias nacidas en Francia y Bélgica desde finales del siglo XIX. Esto se puede ver en la distribución de la ciudad, que creció alrededor de la actual catedral, y más tarde en su arquitectura.
Al igual que los cantones decanos del país, el cantón de San José fue fundado el 7 de diciembre de 1848, sin embargo la población surgió alrededor de 1737. A través de su historia, como una ciudad de importancia estratégica, ha sido capital de la República en tres ocasiones y, en la actualidad, su centro es un área eminentemente comercial que congrega diariamente a más de 1 millón de personas. El Área Metropolitana de la provincia de San José está integrada por el cantón de San José o ciudad capital y los otros 13 cantones de la provincia, formando junto con los conurbanos de Cartago, Heredia y Alajuela al Gran Área Metropolitana.
San José destaca entre las ciudades latinoamericanas por su alta calidad de vida, seguridad, globalización, desempeño ambiental, servicios públicos y reconocidas instituciones (hospitales, museos, universidades...), siendo la sexta capital turísticamente más atractiva de la región, líder en América Central. Esto ha propiciado que multitud de organismos internacionales y de cooperación continental establezcan sus sedes o representaciones regionales en la ciudad, así como las principales empresas de capital doméstico o trasnacional, lo que combinado con una potente actividad económica emergente (entre las mayores del mundo), importante estabilidad y marcada influencia cultural, financiera y turística, le permitan considerarse una ciudad global Beta- según GaWC y Capital Iberoamericana de la Cultura en 2006 y 2023.

## Toponimia
El nombre de la ciudad proviene de José de Nazaret, santo católico que cumple el papel de ser el padre putativo de Jesús y esposo de María. Esto debido a que el poblado fue consagrado al patronazgo de dicha figura religiosa alrededor de 1737.Igualmente, en un inicio la ciudad fue conocida como La Boca del Monte o la Villa de San José de la Boca del Monte, designación que fue evolucionando hasta el nombre actual.
De este modo, y como sucedió en todas las provincias basales de Costa Rica, el nombre de la actual ciudad influenció el de su provincia, por lo que en la actualidad ambas se llaman igual a pesar de ser entidades territoriales totalmente distintas. 
Asimismo, y debido a que el nombre de pila del patrono es José, la ciudad recibe el apodo de Chepe que es una deformación lingüística del apodo Pepe, así como sus variantes de San Chepe y Peche (este último en al verés), u otros sobrenombres de carácter generacional como La tacita de plata o SanJo. En la actualidad se considera que su abreviatura es SJO, debido principalmente a la marca ciudad.

## Geografía
Con una extensión de 4462 km² y una elevación de 1300 m s. n. m. el territorio que hoy ocupa la ciudad de San José está formado por un terreno fértil y llano con leves ondulaciones, una altitud estable y rodeado de montañas en el centro del llamado Valle Central.

### Ubicación
San José se ubica en Centroamérica, a 9°56′ latitud norte y 84°5′ longitud oeste, en el área central de una gran y fértil fosa tectónica conocida como el Valle Central.
La ciudad descansa a una distancia de 99 km del océano Pacífico (por carretera) y 159 km del mar Caribe. 
La capital centroamericana más cercana es Managua, a 424 km (6,5 horas en automóvil, 1 hora en avión).
Le siguen:
- Panamá a 851 km,
- Tegucigalpa a 819 km,
- San Salvador a 957 km, y
- Guatemala a 1157 km

(todas con un aproximado de 1 hora y media de vuelo).

### Límites
Los límites de la ciudad de San José, tal y como están definidos en la División Territorial Administrativa y estipulados en el Decreto Ejecutivo 11562 del 27 de mayo de 1980,  corresponden a los límites del cantón de San José, exceptuando el sector Este del distrito de Uruca. 
San José como casco urbano limita al norte con la provincia de Heredia, su borde norte es colindante con Goicoechea, Tibás y Montes de Oca, y su frontera suroeste y sur con Escazú. Al suroeste y oeste con los cantones de Alajuelita, Desamparados y Curridabat.
Límites cantonales de la ciudad de San José

| Noroeste: Belén  | Norte: Goicoechea Tibás Heredia Santo Domingo | Nordeste: Montes de Oca |
| Oeste: Escazú    |                                               | Este: Curridabat        |
| Suroeste: Escazú | Sur: Alajuelita                               | Sureste: Desamparados   |

### División administrativa
San José se encuentra contenido en el cantón homónimo, el cual se divide administrativamente en once distritos. La ciudad propiamente dicha está compuesta por diez distritos del cantón en su totalidad, a saber Carmen, Merced, Hospital, Catedral, Zapote, San Francisco de Dos Ríos, Mata Redonda, Pavas, Hatillo y San Sebastián, y el distrito Uruca se incluye parcialmente, del cual el Decreto Ejecutivo 11562 del 27 de mayo de 1980 omite su sector Este.
Previo al decreto de 1980, la ciudad de San José se definía conforme al Acuerdo Ejecutivo N.º 564 del 30 de octubre de 1909, y abarcaba únicamente los cuatro distritos centrales (Carmen, Merced, Catedral, Hospital), lo que en la actualidad se conoce cómo el casco central de la ciudad de San José.
De esos cuatro distritos centrales, los más poblados son Hospital, Catedral y Merced que tienen incluso una población superior a varias ciudades pequeñas del área rural costarricense. Pese a esto, los distritos josefinos tienen una tendencia al despoblamiento desde la segunda mitad del siglo XX, experimentando una reducción sostenida de sus habitantes hasta la actualidad.
Por otro lado, los distritos de Pavas y Uruca son la excepción a esta tesitura poblacional, siendo los más ocupados, ya que poseen una cantidad de residentes incluso superior a varias de las principales ciudades de la nación (por ejemplo, si Pavas fuera una ciudad sería la sexta más habitada de Costa Rica, tras Puntarenas y antes de Limón). Pero esto se debe a que tienen la mayor parte de su territorio fuera del casco central, donde concentran grandes y populosas zonas residenciales, mientras que sus barrios integrados a la ciudad tienden también a la despoblación.

#### Barrios
Los barrios más antiguos de la ciudad se ubican en torno a los cuatro distritos del casco central; Carmen, Merced, Hospital y Catedral. En conjunto, todo el cantón posee 390 barrios. Cada barrio de la ciudad tiene sus propias características, muchos son confundidos al lado de su vecino más grande (como el Barrio Milflor con el Barrio Luján) y hay algunos que son muy icónicos, por ser entidades capitalinas centenarias.
Asimismo hay barrios interdistritales como Barrio La California, Barrio San Cayetano o Barrio Francisco Peralta; y también denominaciones no oficiales como el Centro (entre Merced, Hospital y Catedral), el Barrio chino, la Zona Roja o la Sabana (para llamar a toda Mata Redonda). En el Carmen y Mata Redonda se encuentran los barrios de mayor poder adquisitivo como Escalante, Otoya, Aranjuez, Rohrmoser, la Salle o Américas. Por otro lado, a excepción de barrios cómo González Lahmann, las comunas hacia el sur ostentan los menores indicadores socioeconómicos de la ciudad.

### Hidrografía

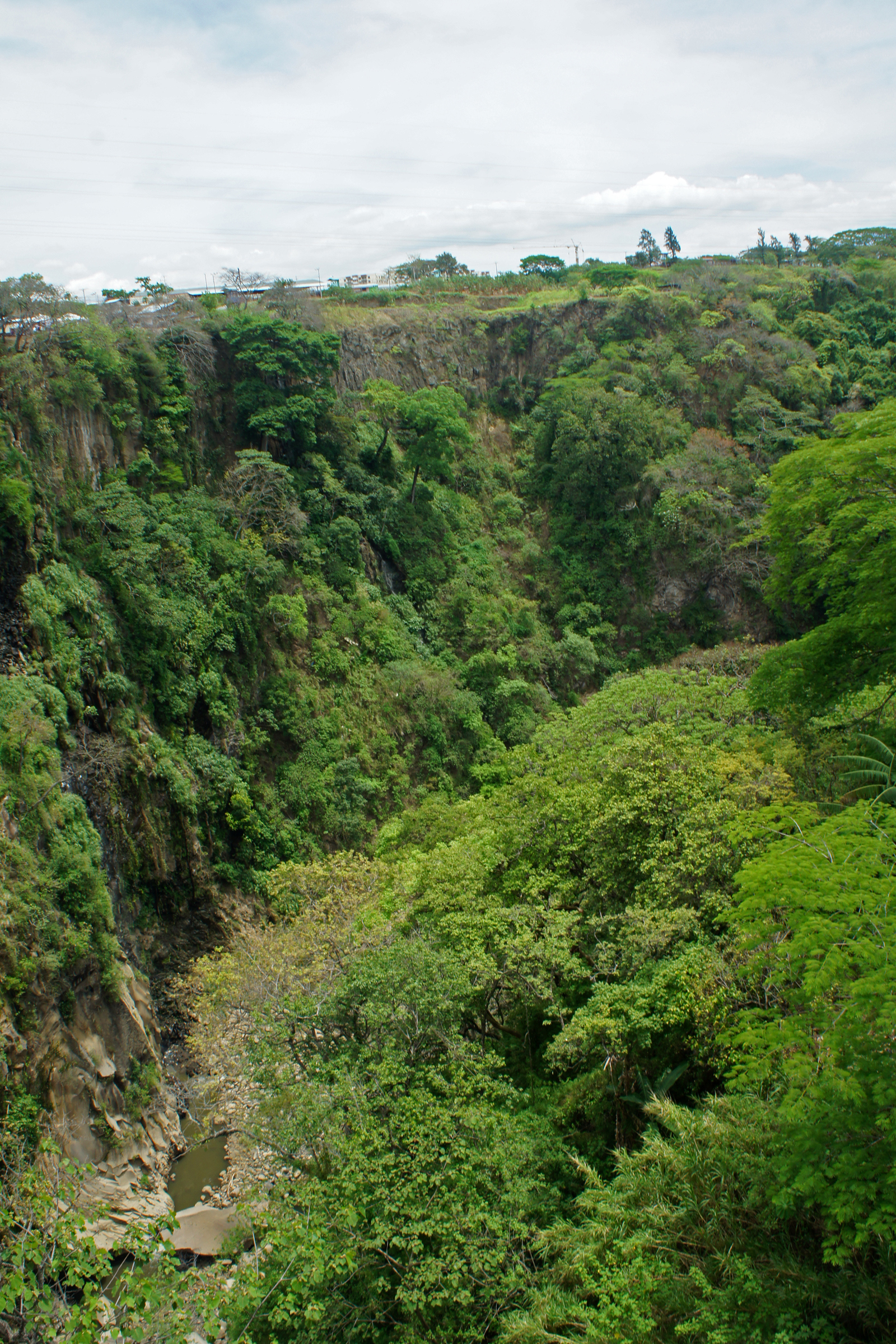
Cañón del Río Virilla, al norte de la ciudad.

Los principales ríos de San José son el Torres y el Virilla, al norte, y el María Aguilar, al sur. Además, la ciudad es cruzada por varios ríos y quebradas, de este a oeste, todos desembocando en el Océano Pacífico. El afluente josefino más destacado es el Río Virilla, que nace en la cordillera Volcánica Central y a su paso por la ciudad drena la mayoría de las aguas negras del Valle Central, vertiéndose en la cuenca del río Grande de Tárcoles, que desemboca en el vertiente del Pacífico. Muchos de estos ríos son utilizados para el desarrollo hidroeléctrico.
Por las características hidrográficas de sus ríos, cortos, profundos y encañonados, la ciudad de San José no posee puertos.

### Clima
Aunque la ciudad se encuentra en el trópico, su elevación suaviza los efectos del clima tropical de sabana (Aw) debido a la altitud y a las brisas que recibe de las costas. En San José específicamente la media no sobrepasa los 22 °C, ostentando temperaturas agradables de entre 12 y 28 °C, con fuertes vientos, lluvias ocasionales y mañanas despejadas.
El régimen estacional es netamente tropical, es decir, estable y con dos períodos marcados: época seca (verano) y época lluviosa (invierno). Los meses de verano, que van de enero a abril, suelen ser secos y calurosos, ya que fácilmente alcanzan los 31 °C. Las mínimas pueden llegar a los 10 °C en el centro de la urbe, y en las zonas más altas a 5 °C, registrándose incluso heladas. El invierno ocurre de mayo a noviembre, incrementando de forma visible las precipitaciones pluviales y la velocidad del viento. Las temperaturas en esta época suelen ser relativamente bajas, con medias de 21 °C, máximas absolutas de 26 °C, mínimas de 15 °C y mínimas absolutas que descienden hasta los 2 °C en los meses de noviembre a febrero. 
Las precipitaciones acumuladas durante el año rondan los 2000 mm con incluso 25 días de lluvia mensuales entre julio y septiembre, y son más altas que las de cualquier otra capital centroamericana. En general, San José es una de las ciudades más frías de América Central debido a que no posee una isla de calor muy grande, a su relativa altitud, a su gran acumulación de lluvia y a los constantes vientos frescos que recibe de los océanos.
| Parámetros climáticos promedio de San José,Costa Rica | Parámetros climáticos promedio de San José,Costa Rica | Parámetros climáticos promedio de San José,Costa Rica | Parámetros climáticos promedio de San José,Costa Rica | Parámetros climáticos promedio de San José,Costa Rica | Parámetros climáticos promedio de San José,Costa Rica | Parámetros climáticos promedio de San José,Costa Rica | Parámetros climáticos promedio de San José,Costa Rica | Parámetros climáticos promedio de San José,Costa Rica | Parámetros climáticos promedio de San José,Costa Rica | Parámetros climáticos promedio de San José,Costa Rica | Parámetros climáticos promedio de San José,Costa Rica | Parámetros climáticos promedio de San José,Costa Rica | Parámetros climáticos promedio de San José,Costa Rica |
| Mes                                                   | Ene.                                                  | Feb.                                                  | Mar.                                                  | Abr.                                                  | May.                                                  | Jun.                                                  | Jul.                                                  | Ago.                                                  | Sep.                                                  | Oct.                                                  | Nov.                                                  | Dic.                                                  | Anual                                                 |
| ----------------------------------------------------- | ----------------------------------------------------- | ----------------------------------------------------- | ----------------------------------------------------- | ----------------------------------------------------- | ----------------------------------------------------- | ----------------------------------------------------- | ----------------------------------------------------- | ----------------------------------------------------- | ----------------------------------------------------- | ----------------------------------------------------- | ----------------------------------------------------- | ----------------------------------------------------- | ----------------------------------------------------- |
| Temp. máx. abs. (°C)                                  | 30                                                    | 32                                                    | 34                                                    | 32                                                    | 30                                                    | 29                                                    | 27                                                    | 26                                                    | 25                                                    | 25                                                    | 28                                                    | 30                                                    | 33                                                    |
| Temp. máx. media (°C)                                 | 26.0                                                  | 26.8                                                  | 27.9                                                  | 28.4                                                  | 27.6                                                  | 27.0                                                  | 26.9                                                  | 27.0                                                  | 26.9                                                  | 26.5                                                  | 26.2                                                  | 25.9                                                  | 26.9                                                  |
| Temp. media (°C)                                      | 21.8                                                  | 22.2                                                  | 22.8                                                  | 23.0                                                  | 22.2                                                  | 21.7                                                  | 22.0                                                  | 21.8                                                  | 21.3                                                  | 21.2                                                  | 21.6                                                  | 21.8                                                  | 22                                                    |
| Temp. mín. media (°C)                                 | 17.8                                                  | 20.0                                                  | 20.1                                                  | 20.8                                                  | 18.0                                                  | 18.9                                                  | 18.0                                                  | 17.8                                                  | 18.2                                                  | 17.2                                                  | 18.6                                                  | 15.3                                                  | 18.4                                                  |
| Temp. mín. abs. (°C)                                  | 2                                                     | 5                                                     | 10                                                    | 11                                                    | 12                                                    | 13                                                    | 12                                                    | 13                                                    | 13                                                    | 12                                                    | 9                                                     | 7                                                     | 2                                                     |
| Precipitación total (mm)                              | 6.3                                                   | 10.2                                                  | 13.8                                                  | 79.9                                                  | 267.6                                                 | 280.1                                                 | 181.5                                                 | 276.9                                                 | 355.1                                                 | 330.6                                                 | 135.5                                                 | 33.5                                                  | 1971                                                  |
| Días de lluvias (≥ 1 mm)                              | 1                                                     | 1                                                     | 2                                                     | 4                                                     | 16                                                    | 15                                                    | 23                                                    | 25                                                    | 23                                                    | 15                                                    | 8                                                     | 2                                                     | 135                                                   |
| Horas de sol                                          | 285.2                                                 | 266.0                                                 | 282.1                                                 | 240.0                                                 | 175.9                                                 | 144.0                                                 | 151.9                                                 | 158.1                                                 | 147.0                                                 | 161.2                                                 | 177.0                                                 | 244.9                                                 | 2433.3                                                |
| Fuente: HKO                                           |                                                       |                                                       |                                                       |                                                       |                                                       |                                                       |                                                       |                                                       |                                                       |                                                       |                                                       |                                                       |                                                       |

### Relieve

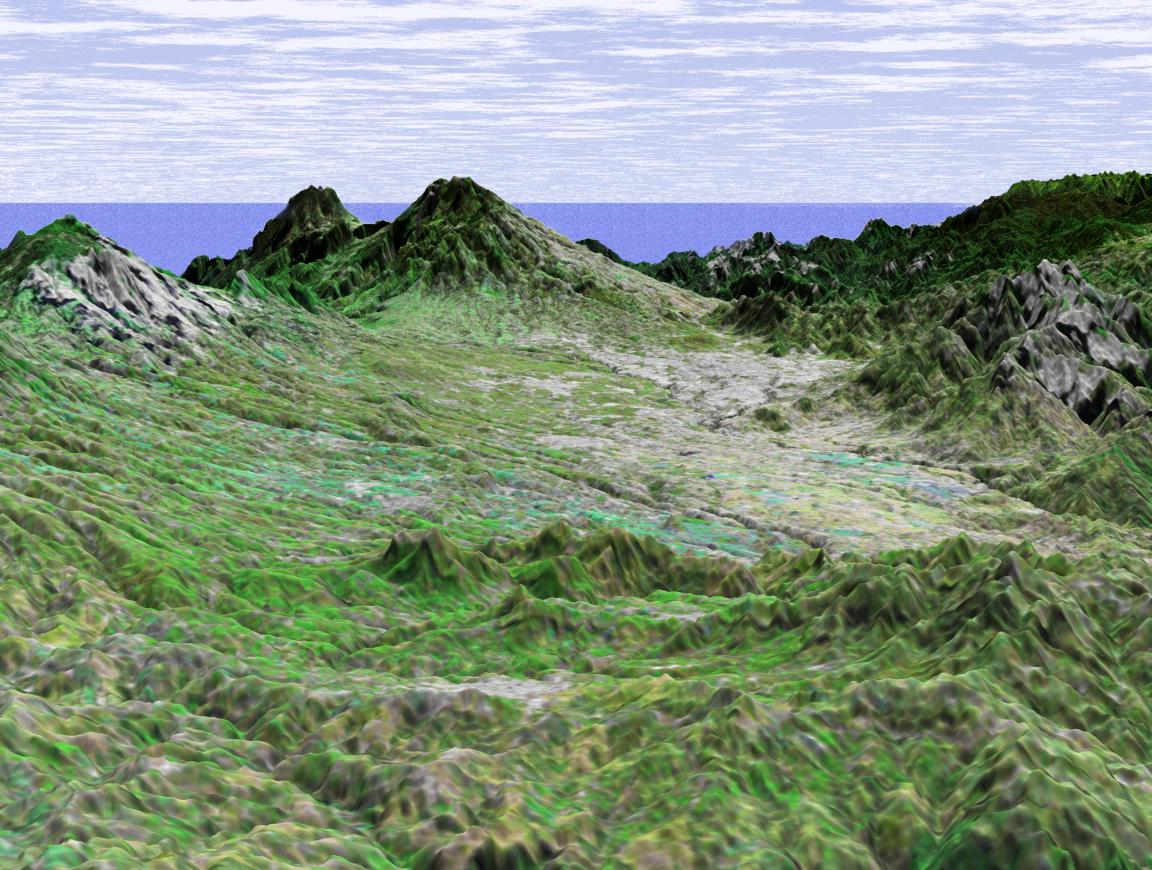
Mapa topográfico del Valle Central.

El relieve josefino es bastante regular con una ligera inclinación de este a oeste, encontrándose Zapote en unos 1175 m s. n. m. y del otro extremo Pavas a solo 1.045 m s. n. m. Asimismo, la ciudad forma parte de una gran unidad geomórfica de origen volcánico, representada por un relleno sedimentario uniforme, que corresponde a una superficie plana ondulada en la fosa de la Meseta Central, donde predominan materiales del periodo cuaternario y —en menor medida— del terciario.

### Riesgo
El riesgo por desastres es la interrelación de las amenazas de origen físico-natural —causadas por la acción humana y tecnológica— con las condiciones de vulnerabilidad o exposición frente a éstas. El Área Metropolitana de San José, así como la misma ciudad, poseen un escenario dinámico de múltiples amenazas de origen físico-natural, causado por el quehacer antropológico. Estos riesgos se manifiestan de forma territorial y temporal como eventos de escala local, generando diversos impactos negativos para la población josefina afectada.

#### Hidrometereológico
Debido a que la ciudad recibe aguas de muchos ríos y quebradas, que se organizan en una serie de microcuencas al norte y al sur de la misma, existe la tendencia que durante la estación lluviosa estas regiones sufran de inundaciones, especialmente en barrios a lo largo del Río María Aguilar en los distritos de Hospital y Catedral, ya que son áreas de gran crecimiento urbano-demográfico.

#### Sísmico
Por otro lado, y por estar localizada en el Valle Central, la ciudad de San José está sometida a una serie de presiones sísmicas producto de la actividad tectónica que ha provocado fallamiento de varios tipos. Este conjunto de fallas son consideradas activas debido a que han presentado incidencia reciente. Su localización se da principalmente en todo la parte sur, norte y oeste de la provincia de San José, siendo particularmente riesgosas las fallas en los cantones de Desamparados y Vázquez de Coronado.
De manera histórica estos fallamientos han producido sismos, algunos de gran intensidad, que pueden generar eventos desastrosos en el casco urbano josefino, provocando daños a la población o afectación a las infraestructuras civiles como edificios, viviendas, carreteras y acueductos. Asimismo, los pequeños movimientos telúricos podrían activar nuevas zonas de deslizamientos, flujos de detritos y zonas de reptación de suelos.

## Historia
Previo a la llegada de los españoles a Costa Rica en el siglo XVI, la región que hoy ocupa San José estuvo habitada por indígenas huetares del Señorío de Garabito. Estos aborígenes pertenecían a la región cultural del Área Intermedia y se caracterizaron principalmente por sus trabajos en la escultura en piedra y la elaboración de piezas de jade. En los alrededores de la actual ciudad existieron varios cacicazgos, con el río Virilla como límite entre el reino de Garabito y el Señorío del Guarco, el otro reino huetar importante de la región.
Tras la conquista española, la primera población importante surgió en el actual distrito de Mata Redonda, por parte de Pedro de las Alas, en un terreno otorgado por Diego de Artieda Chirino y Uclés, el primer gobernador de la Provincia de Costa Rica, quien formó allí un hato de ganado que luego heredó a sus hijos en dos haciendas: la Mata Redonda y Las Pavas. En 1640, una española llamada María de Aguilar era propietaria de un terreno que colindaba con el hato de los Alas.
La población propiamente dicha surgió en el siglo XVIII de la planificación colonial, diferente a la tradicional fundación de ciudades que hacían los españoles en el continente.

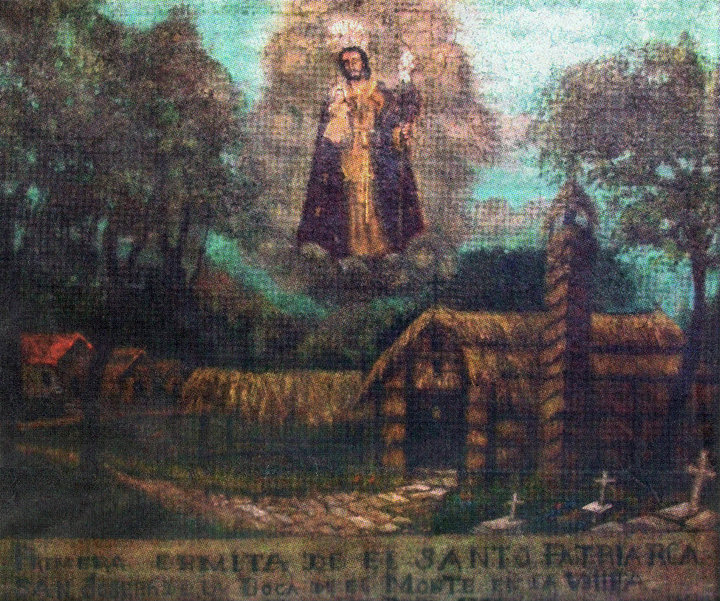
Fundación de la Villa Nueva de la Boca del Monte. Pintura circa 1800.

En 1736, por orden del Cabildo de León, ciudad a cuyo obispado pertenecía Costa Rica, se buscaba concentrar los dispersos habitantes del Valle de Aserrí, por lo que se ordenó la construcción de una ermita cerca del sector conocido como La Boca del Monte, próximo al contemporáneo Curridabat, la cual fue terminada dos años después; esta se ubicaba entre los afluentes de los ríos Virilla y Torres. Ese mismo año se eligió a San José como patrono parroquial y de allí su actual nombre. La ermita, que era muy modesta, fue erigida como ayuda de parroquia para la iglesia matriz de Cartago.
San José presentaba problemas de agua, y esa fue una de las principales causas de que la inmigración no fuera favorable para la población y creciera a paso lento. Sin embargo, la provisión de agua se aseguró mediante acequias, y la fertilidad de los campos aledaños, así como la instalación en ella de la Factoría de Tabacos de Costa Rica en 1784, hizo que la concentración urbana aumentase rápidamente a finales del siglo XVIII y principios del siglo XIX. De esta forma, los recursos económicos y la influencia de la ciudad comenzaron rápidamente a sobrepasar a los de cualquier otra localidad costarricense, aunque su peso político y burocrático estuviera totalmente diezmado.
De hecho, a diferencia de lo ocurrido con Cartago o Esparza, esta población no fue objeto de un acto jurídico formal de fundación y no se le consideró como una ciudad o villa de españoles, por lo que careció durante mucho tiempo de un ayuntamiento. Por contraposición a Heredia, que era llamada Villa Vieja, popularmente se le dio el nombre de Villa Nueva o la Villita, pero esta práctica no tenía sustento legal e incluso fue prohibida por las autoridades en 1801.
No fue sino hasta la promulgación de la Constitución de Cádiz en 1812 cuando San José pudo contar por primera vez con ayuntamiento. En 1813, a propuesta del diputado costarricense Florencio del Castillo, las Cortes españolas dieron a la población el título de ciudad, que perdió en 1814 cuando Fernando VII de España anuló todo lo actuado por las Cortes. Al restablecerse el absolutismo fue también disuelto el Ayuntamiento josefino, que había tenido una gestión muy fecunda. El gobierno municipal fue restablecido en 1820, al volver a instaurarse el régimen constitucional, y las Cortes dieron nuevamente el título de ciudad a la población.

### Primer período como capital (1822)
Con la independencia de la Capitanía General de Guatemala y la Provincia de Nicaragua y Costa Rica, a la cual pertenecía el Partido de Costa Rica en 1821, se opta por separarse de las autoridades provinciales instaladas en León, restableciendo la autonomía del territorio, nuevamente bajo el nombre de Provincia de Costa Rica, y se redactó una primera constitución provisional, conocida como Pacto de Concordia, la cual estipulaba, entre otras determinaciones, la rotación de la sede de las supremas autoridades de Costa Rica entre las poblaciones de Cartago, San José, Heredia y Alajuela. Por esta circunstancia, la ciudad fue capital por primera vez de mayo a agosto de 1822.

### Guerra civil de Ochomogo y segundo período como capital (1823-1834)

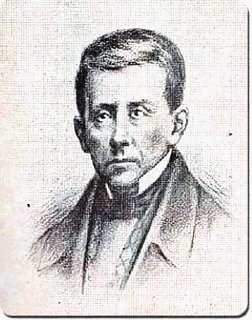
Gregorio José Ramírez, dirigente josefino en la guerra de Ochomogo.

Con la independencia de América Central de la Monarquía española, Costa Rica se vio dividida en dos bandos con intereses contrapuestos en cuanto al destino del país: los heredianos y cartagineses, más conservadores, abogaban por adherirse al Imperio mexicano de Iturbide. Por su parte los josefinos y alajuelenses, aunque al principio aceptaron la unión a México, posteriormente se inclinaron por un sistema republicano. Para entonces San José era ya líder económico en el Valle Central, un punto estratégico en las rutas comerciales entre Cartago, Heredia y los puertos del Pacífico; con enormes sembradíos de café y una pujante factoría tabacalera.
En marzo de 1823 el gobierno constitucional fue derrocado por los monárquicos dirigidos por Joaquín de Oreamuno y Muñoz de la Trinidad. Dirigidos por Gregorio José Ramírez y Castro, los josefinos y los alajuelenses marcharon contra Cartago y el 5 de abril de 1823 los derrotaron en una batalla que tuvo lugar en las lagunas de Ochomogo. Como consecuencia de este combate, las fuerzas de Ramírez ocuparon Cartago y el comandante republicano dispuso trasladar la capital a San José. Allí permanecieron las autoridades hasta 1834, cuando se aprobó la llamada Ley de la Ambulancia y la capital se trasladó a la población de Alajuela. En 1835, el jefe de Estado Braulio Carrillo Colina derogó la Ley de la Ambulancia, disponiéndose la residencia de los poderes Ejecutivo y Judicial en San José y el Legislativo en Heredia. Esto ocasionó la llamada Guerra de la Liga, en la cual las ciudades de Alajuela, Heredia y Cartago se levantaron contra el gobierno en San José, que resultó victoriosa en octubre de 1835.
La sociedad josefina se mostraba entonces más preparada para albergar una capitalidad naciente. Su población de comerciantes y cafetaleros, muy influenciada por ideales liberales venidos de Europa, consideraba la vía republicana como un medio idóneo para el desarrollo de la creciente nación. Esto se veía evidenciado en su capacidad para influir en las demás comunidades del Valle Central, controlando la economía del país y generando la mayor cantidad de recursos.

### Fijación definitiva de la capital (1838)
En 1838, el entonces jefe de Estado Manuel Aguilar Chacón derogó el decreto de Braulio Carrillo que hacía a San José capital del país, abriéndose de nuevo el debate sobre la capitalidad de la nación. En mayo de ese año, un golpe militar llevó nuevamente al poder a Braulio Carrillo Colina, pero esta vez como dictador. Enseguida de su ascenso al mandato, Carrillo dispuso el traslado a San José de las autoridades establecidas en Cartago, y posteriormente emitió una ley en la que se confirmaba a San José "por siempre" como capital de Costa Rica, ordenándose el traslado de los poderes públicos, que residían en Heredia, de nuevo a la ciudad. Esta ley fue derogada en 1842 por el gobierno de facto de Francisco Morazán Quesada, pero San José continuó siendo de hecho la sede de las supremas autoridades del Estado.

### Década de 1850

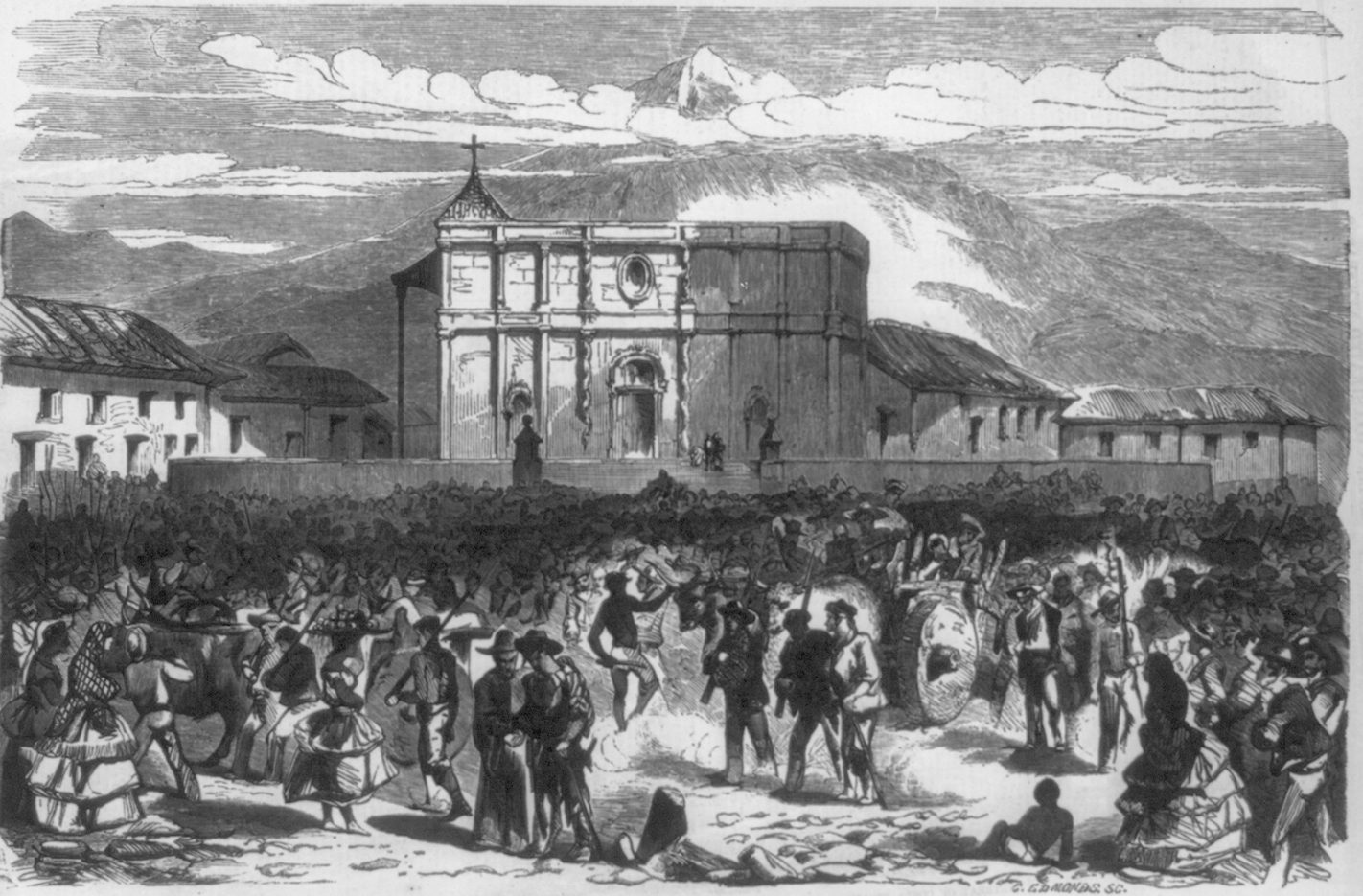
San José en 1856.

Con la llegada al poder del presidente Juan Rafael Mora Porras en 1850, San José comenzó a cambiar su fisonomía de aldea para transformarse en urbe. Mora promovió la centralización del poder, eliminando los localismos que habían dominado los primeros años de vida independiente del país, lo que permitió la consolidación de la ciudad como centro político, económico y social de la nación. De la mano de la prosperidad económica producida por la exportación del café a Europa, aunado a la presencia de ciudadanos europeos con grandes conocimientos técnicos dentro del círculo cercano al presidente, se construyeron importantes edificaciones como el Palacio Nacional (ubicado en el sitio que ocupa actualmente el Banco Central de Costa Rica), que fue sitio emblemático de la ciudad hasta su demolición en la década de 1940. Se construyeron también el primer teatro, llamado Teatro Mora, predecesor del Teatro Nacional de Costa Rica; la Fábrica Nacional de Licores, inaugurada en 1856 (en plena Campaña Nacional de 1856-1857) y cuyas instalaciones son ocupadas actualmente por el Centro Nacional de la Cultura; y el Hospital San Juan de Dios, aún en activo y uno de los nosocomios más importantes del país.

### Desarrollo a mediados y finales delsigloXIXy principios delXX

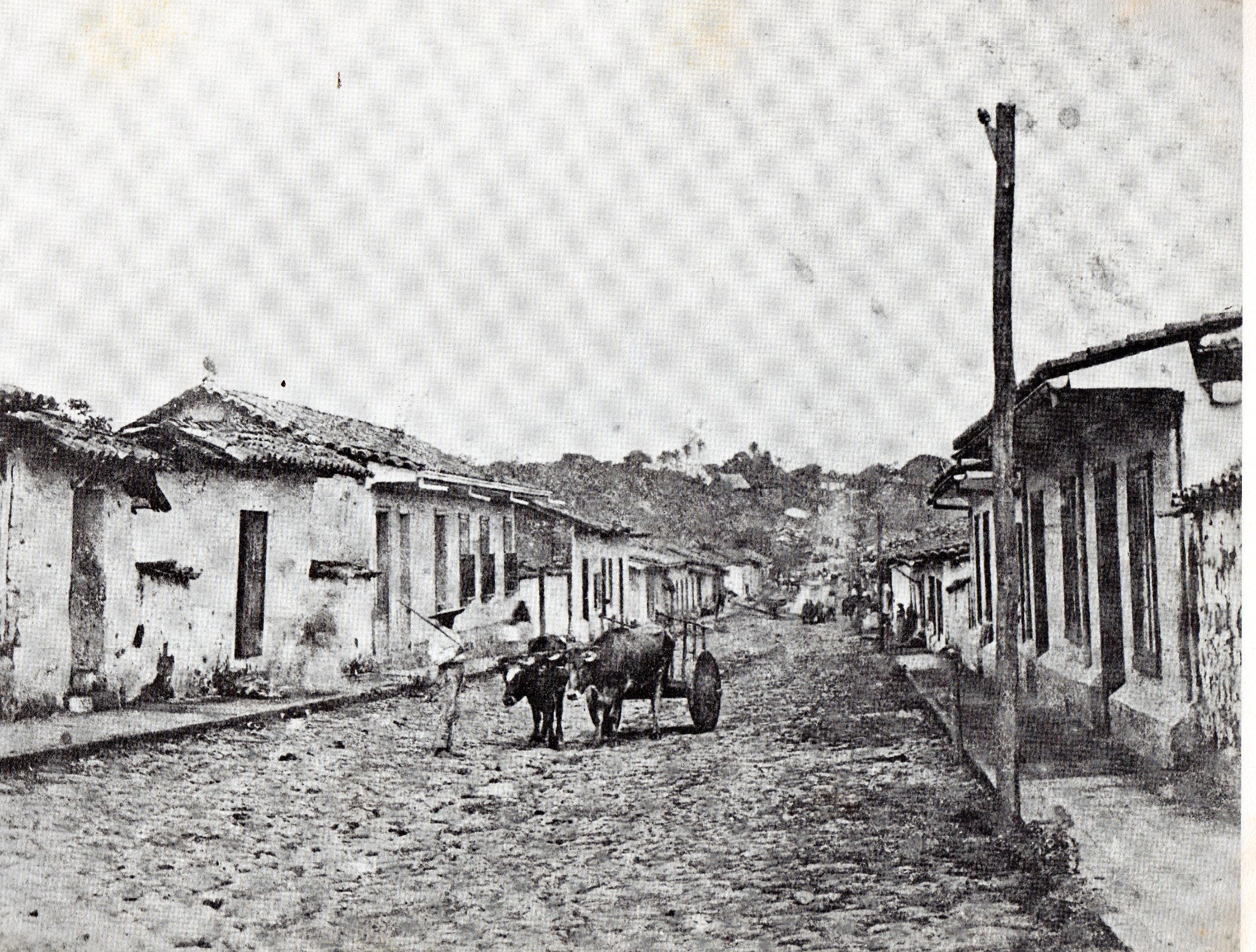
Avenida Central en 1885

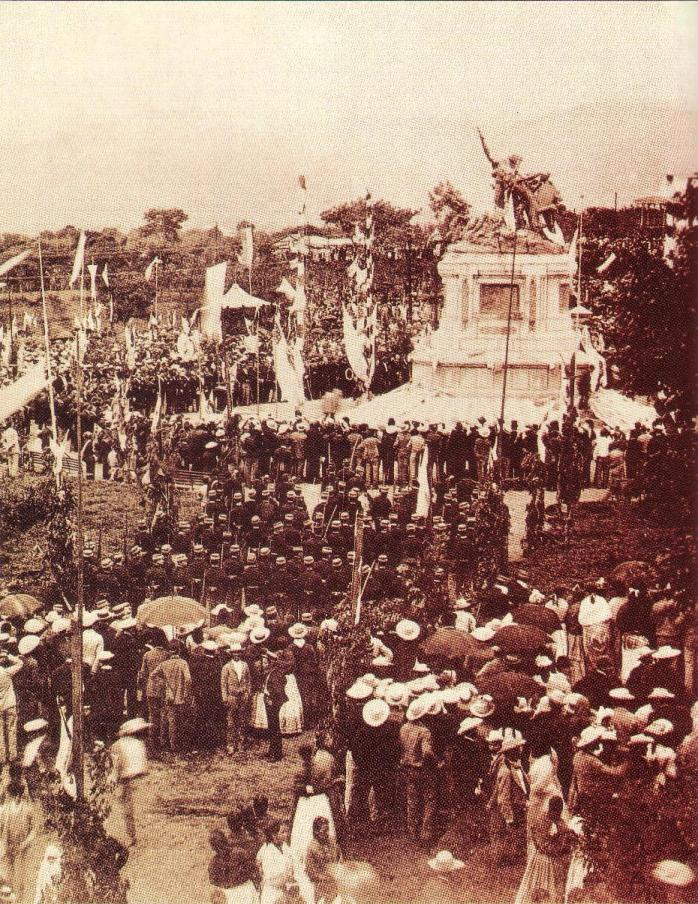
Inauguración del Monumento Nacional en 1895

El desarrollo de San José como ciudad se vio favorecido por las ideas liberales que predominaron desde mediados del siglo XIX y sus postrimerías. En 1884, se convirtió en una de las primeras ciudades del mundo en contar con iluminación eléctrica. Se dice que fue la tercera, pero es difícil definir quienes lo habían logrado exitosamente en ese momento. Durante finales del siglo xix, la ciudad ya se perfilaba como el principal receptor de inmigrantes europeos en Centroamérica, que arribarían en masa hasta mediados del siglo xx y cambiarían radicalmente la cultura e idiosincrasia josefina. Para la década de 1890, San José ya contaba con alumbrado público, tranvía y telégrafo; además se levantaron numerosos teatros y escuelas, con diseños inspirados en la arquitectura neoclásica europea, como el Liceo de Costa Rica, el Edificio Metálico, el Colegio Sion y el Colegio Superior de Señoritas. En 1888, el inmigrante español Tomás Garita construyó el Teatro Variedades, el más antiguo de la capital aún en funcionamiento. Ese mismo año, se construyó la Biblioteca Nacional de Costa Rica, siendo su primer director Miguel Obregón Lizano. Entre 1890 y 1897, con dinero obtenido de los impuestos a la exportación del café, se construyó el Teatro Nacional, joya arquitectónica de la ciudad, diseñado por el inmigrante italiano Ruy Cristófro Molinari Acchipatti. En 1890 se inauguró la Estación del Ferrocarril al Atlántico. Para el funcionamiento de esta, se construyó en 1908 el edificio de la antigua Aduana, y se realizaron remodelaciones de gran envergadura, como la construcción de la avenida 3, conocida hoy como Paseo de las Damas, debido a que esta vía fue sitio de recreo de los josefinos, donde se paseaban las damas de sociedad, y además fue embellecido por los liberales de la época con una gran cantidad de árboles de dama. El 15 de septiembre de 1895, se inauguró el Monumento Nacional de Costa Rica, el más importante del país, pues rememora la victoria centroamericana sobre los filibusteros de William Walker en la Campaña Nacional de 1856-1857.

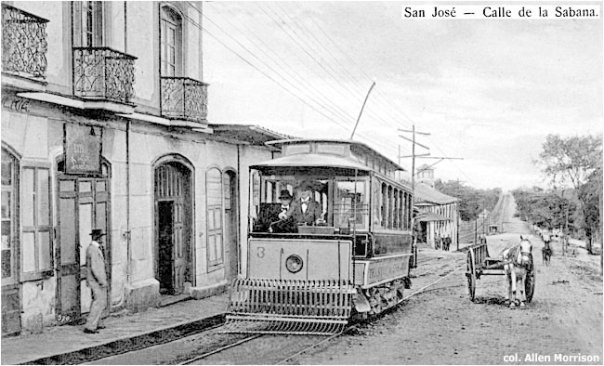
Fotografía del tranvía en calle 21, en 1899.

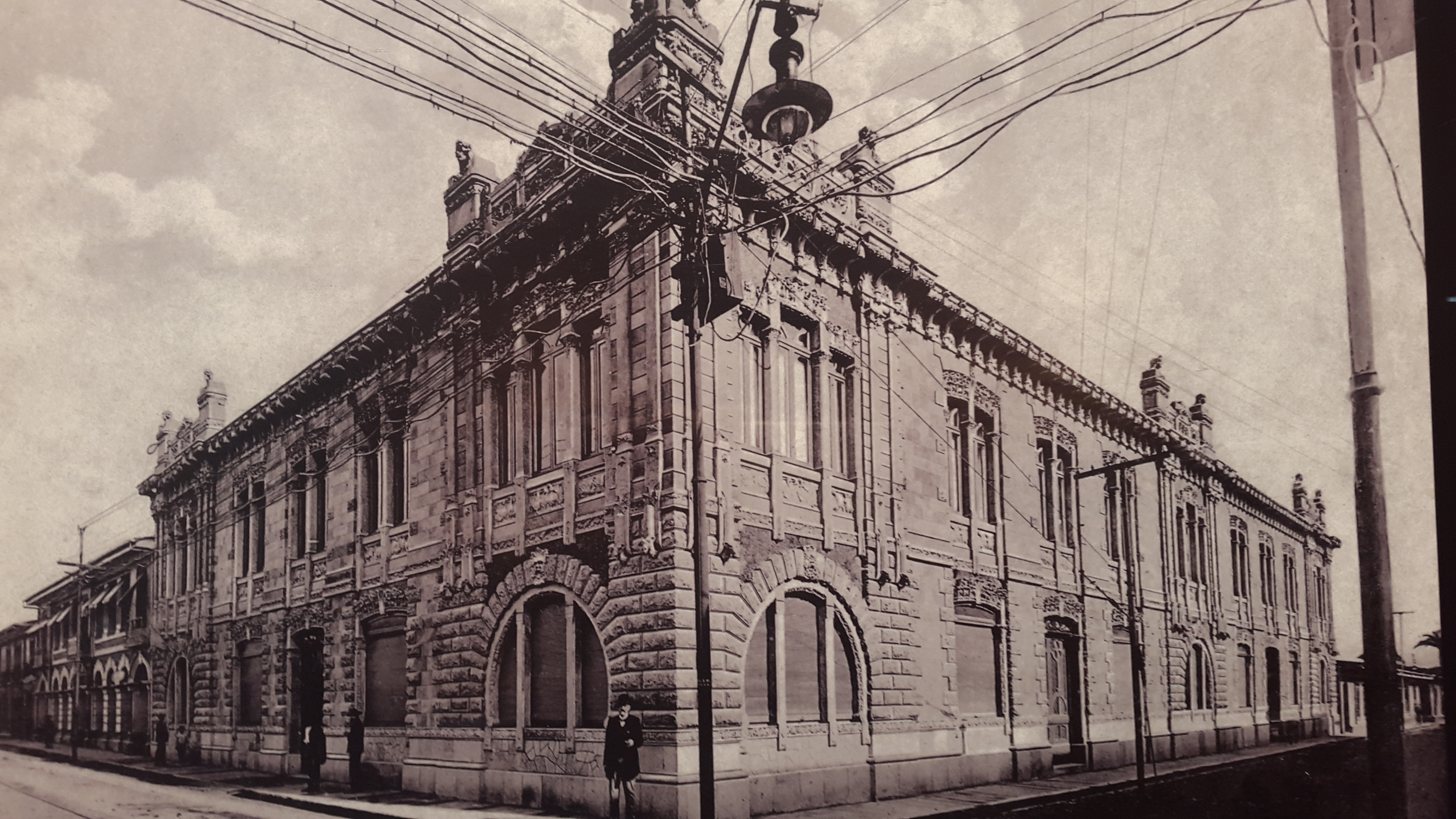
El edificio Steinvorth en 1908.

El desarrollo urbanístico, aunado a la bonanza del café durante el último lustro del siglo XIX, atrajo la inversión extranjera, permitiendo el establecimiento de varios comercios, como los edificios de: La Alhambra, el Steinvorth, el Knöhr y el Maroy, que reflejan la consolidación de la burguesía nacional. En 1890, el farmacéutico Otto Solera Valverde compró una antigua casa en Barrio México, que pasó a convertirse en la botica Solera, punto de referencia importante para los josefinos y la cual funcionó hasta 1940.
Entre 1860 y 1910, intelectuales, políticos y acaudalados de su época, impulsados por el crecimiento comercial del centro de la capital se dedican a buscar mejores terrenos para vivir, y adquirieron varias propiedades hacia el noreste de la ciudad, las cuales pertenecían al inmigrante francés Amón Fasileau Duplantier, construyendo allí viviendas lujosas de estilo europeo, que dieron lugar al Barrio Amón. Un proceso similar se dio con terrenos que pertenecieron al entonces embajador peruano Francisco Otoya y al inmigrante catalán Juan de Dios Aranjuez, dando lugar a los actuales barrios Otoya y Aranjuez, respectivamente.
Hacia 1907, se construyó la Penitenciaría Nacional, cuya arquitectura recuerda las antiguas fortalezas españolas. Esta funcionó hasta 1979, cuando fue cerrada y transformada, en 1994, en el Museo de los Niños. En 1910 se finalizó la construcción del Ferrocarril al Pacífico, quedando de este modo unidas ambas costas del país por rieles, con San José como su epicentro. El 1 de enero de 1912, el estadounidense Jesse Seligman efectuó el primer vuelo en avión sobre Costa Rica, al sobrevolar La Sabana a bordo de un monomotor Blériot. En 1913, se dio la primera marcha del Día del Trabajador en el país, mientras que la primera huelga data de 1920, con motivo de establecer la jornada de 8 horas.

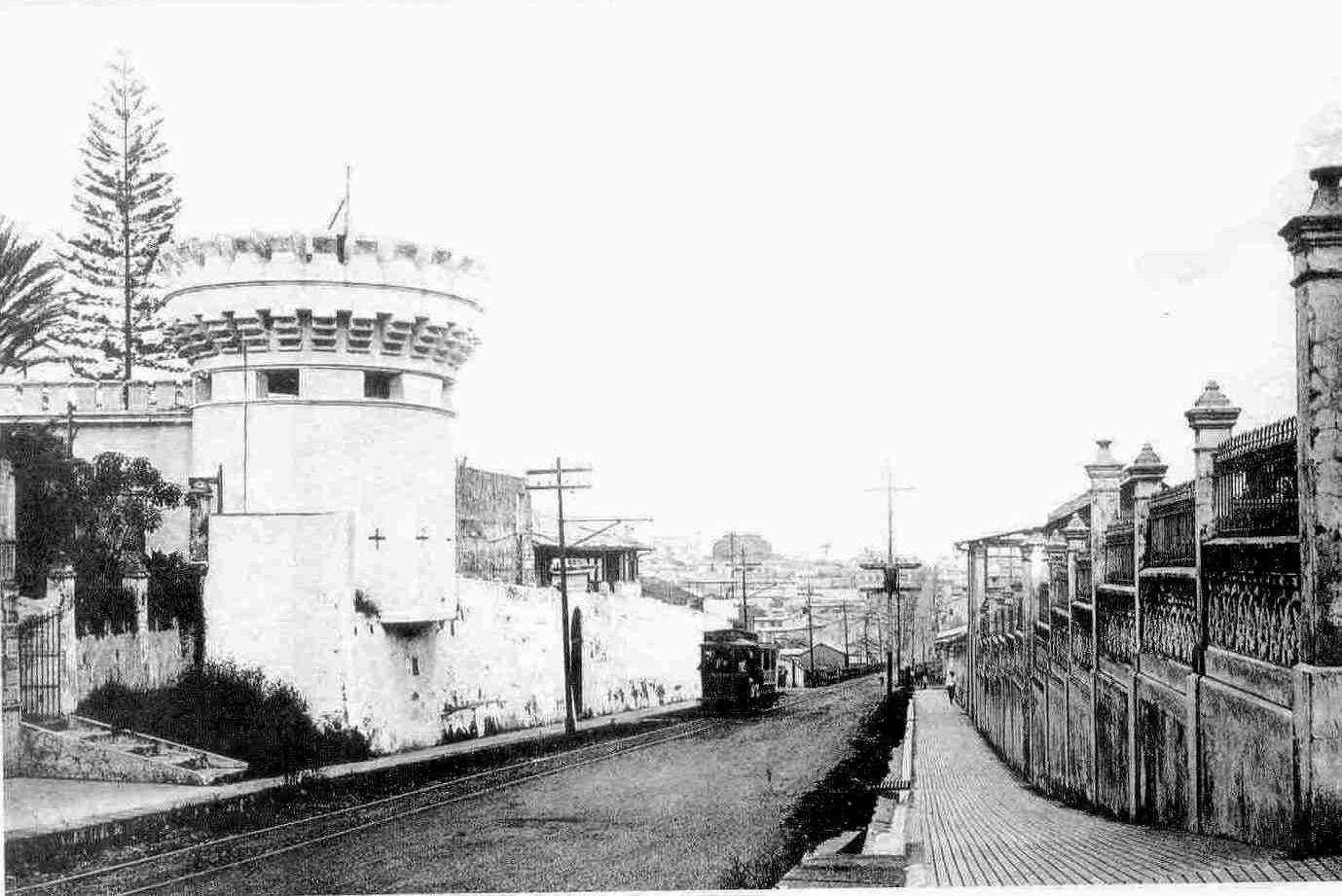
Cuesta de Moras a inicios del siglo xx.

De 1917 datan el Edificio de Correos y Telégrafos, el Teatro Raventós (hoy Teatro Popular Melico Salazar), y el Cuartel Bellavista, este último construido en Cuesta de Moras, uno de los pocos lugares elevados de la ciudad, lo cual permitía el monitoreo de la misma. Este edificio fue escenario de momentos claves de la historia nacional, como «el Bellavistazo», un intento de golpe perpetrado contra el gobierno de Cleto González Víquez, y la abolición del ejército nacional en 1949 tras la Guerra Civil de Costa Rica. Desde esa fecha, el Bellavista es la sede del Museo Nacional de Costa Rica. En 1919, la calle 9, ubicada al sur de San José, fue escenario del movimiento cívico estudiantil de 1919, en que estudiantes de secundaria del Liceo de Costa Rica, Colegio Superior de Señoritas y Colegio Seminario protestaron contra la dictadura de Federico Tinoco Granados, cuyo gobierno cayó ese año. En honor a este movimiento, la calle 9 fue rebautizada como paseo de los Estudiantes.
En 1920, con la construcción del Templo de la Música, se instaló el monumento más representativo del Parque Morazán, sitio icónico de San José. La construcción del parque había sido decretada en 1887. En 1924, se completó la construcción del primer Estadio Nacional de Costa Rica, por muchos años el máximo recinto deportivo de la capital costarricense y del país. Este estadio fue remodelado en 1941 y finalmente derribado en 2008 para ser substituido por el actual estadio, que data de 2011 y es uno de los mejores del continente. En 1925, se construyó la Plaza Cleto González Víquez, sitio histórico de la capital costarricense. En 1928, el aviador Charles Lindbergh visitó Costa Rica aterrizando su avión, el Spirit of Saint Louis, en La Sabana, un año después de cruzar por primera vez el Océano Atlántico en aeroplano. En el mismo sitio, se inauguró en 1940 la terminal del Aeropuerto El Coco, el primer aeropuerto de Costa Rica, que funcionó hasta 1955. El edificio luego se convertiría en la actual sede del Museo de Arte Costarricense. En 1941, abrió sus puertas la Universidad de Costa Rica, principal centro de enseñanza superior del país, en el sitio que actualmente ocupa el circuito judicial de San José.

### Época contemporánea

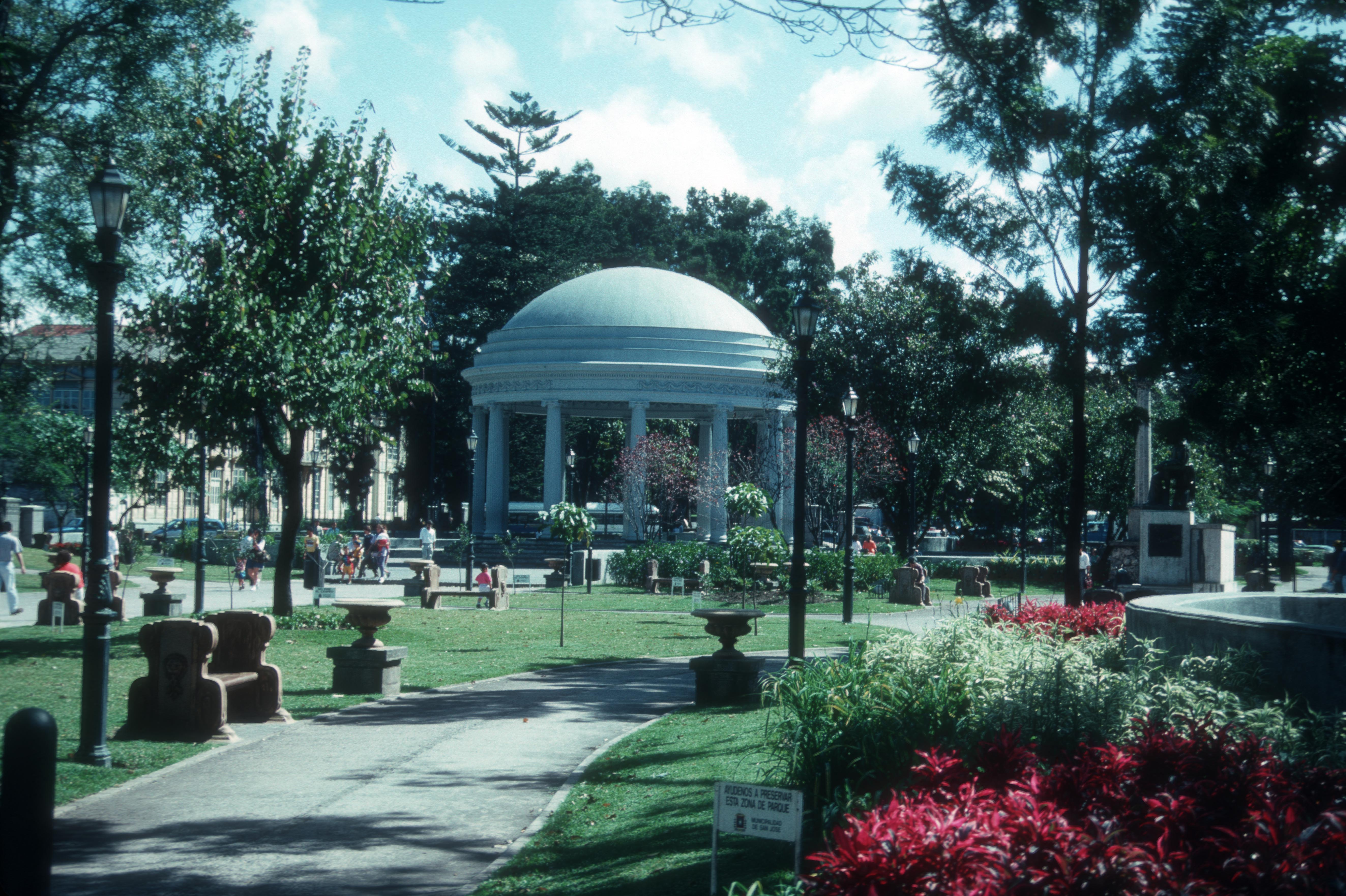
Parque Morazán.

La Guerra Civil de Costa Rica, efectuada en 1948, trajo grandes cambios para el país en general y para la ciudad en particular. Los nuevos gobernantes iniciaron un proceso de remodelación y construcción de nuevos edificios para albergar las instituciones creadas con la fundación de la Segunda República. Tras la abolición del ejército en 1949, el Cuartel Bellavista pasó a ser la sede del Museo Nacional. Un edificio histórico, el Palacio Nacional de Costa Rica, construido en la época de Juan Rafael Mora Porras, fue derribado y en su lugar se levantó el actual Banco Central de Costa Rica.
En 1963, la capital fue cubierta de ceniza por la erupción del volcán Irazú. La lluvia de ceniza se mantuvo los dos siguientes años, obligando a los josefinos a tomar medidas para lograr continuar con el quehacer diario de la ciudad. En marzo de ese año, se dio la visita del presidente John F. Kennedy, la primera de un mandatario estadounidense a territorio nacional, siendo recibido por decenas de miles de personas. En 1966, se inauguró el complejo arquitectónico del Poder Judicial, que incluye varios icónicos edificios de la capital, siendo el más importante la Corte Suprema de Justicia. En 1972, se construyó el Mercado del Mayoreo en la avenida 10, cerca de La Sabana y el Cementerio General. En 1972, se finalizó la terminal del Aeropuerto Tobías Bolaños en Pavas. En 1979, se inauguraron las Ferias del Agricultor, siendo la primera la de Zapote, ubicada al sureste de San José.

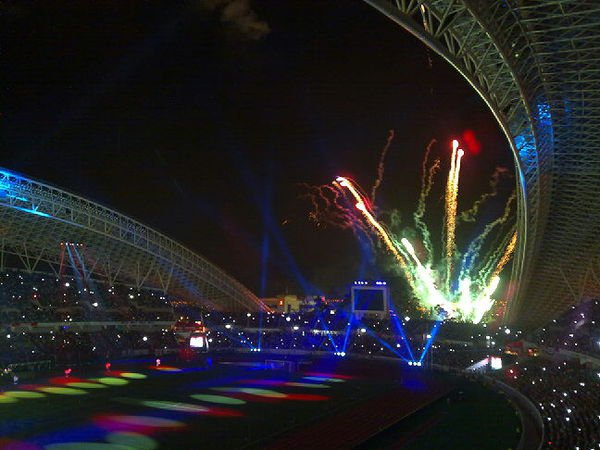
Inauguración del Estadio Nacional en 2011.

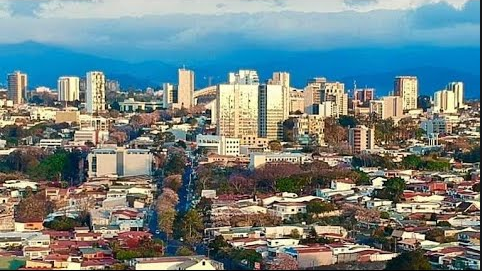
Panorámica del área occidental de la ciudad.

En 1983, el papa Juan Pablo II visitó la ciudad, la única visita de un pontífice a Costa Rica en toda la historia. En 1996, se organizó el primer Festival de la Luz, celebración que se ha vuelto tradicional desde esa época año con año. En 2006, San José fue declarada Capital Iberoamericana de la Cultura, y en 2011, se inauguró el Nuevo Estadio Nacional de Costa Rica, el recinto deportivo más moderno de Centroamérica. En 2012, con la construcción de un arco representativo de la Dinastía Tang, se creó el Barrio Chino, el primero de Centroamérica, ubicado en el paseo de los Estudiantes, cerca de la plazoleta de la Iglesia de la Soledad.
El San José del siglo xxi difiere notablemente de la aldea campesina que fue en sus inicios. En la actualidad, la ciudad que ocupa apenas un 4% del territorio nacional, alberga el 60% de la población del país. Por sus calles circula el 70% de la flotilla vehicular de Costa Rica y se localiza el 85% de su industria. Desde el aire, su Gran Área Metropolitana se manifiesta con una enorme mancha urbana extendida y compacta, que ha crecido sin organización ni concierto. San José presenta un panorama congestionado y estrictamente urbano producto de la falta de planificación estatal y municipal, panorama en el que subsisten muchos focos aislados de cultura, historia y naturaleza. Esto ha conllevado a la existencia de iniciativas e ingentes esfuerzos por darle una fisonomía más ordenada, sostenible, inclusiva y ecológica, más amigable con el habitante urbano, así como de repoblar su casco central, donde cada vez más se observa la construcción de grandes edificios de apartamentos y de negocios. Estas iniciativas muchas ocasiones han experimentado trabas burocráticas o falta de recursos económicos, así como ausencia de voluntad política. Aun con toda su problemática, en 2013, la revista inglesa Monocle calificó a San José como una de las cinco ciudades más "adorables" del mundo.

## Población y desarrollo urbano

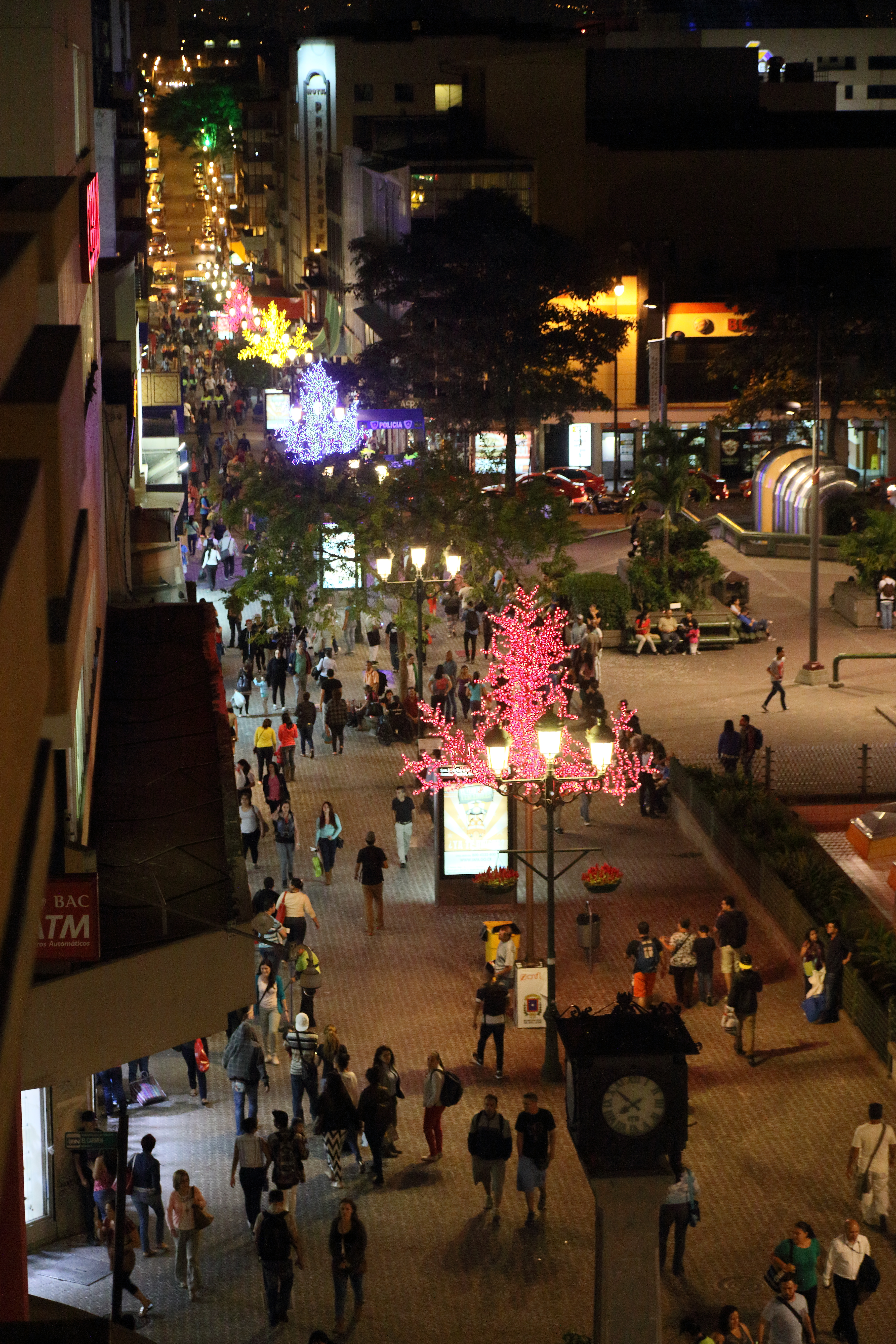
Bulevar de la Avenida Central en las inmediaciones de la Plaza de la Cultura.

Según el censo de 1815, San José tenía unos 11.500 habitantes. Para los años 1820 superaba ya en población y recursos a la ciudad de Cartago, que había sido la capital desde el siglo XVI, debido a que desde 1784 había comenzado a explotar el negocio de la producción tabacalera. Este desarrollo socioeconómico se vio acelerado por el surgimiento de plantaciones de café en sus alrededores, durante los decenios de 1820 y 1830, el establecimiento de la Fábrica Nacional de Licores en 1856 y la gran inmigración desde otras áreas de la Meseta Central.
A lo largo del siglo XIX se manifestaron los signos de la planificación urbana, con el sistema de cuadrícula español y la fundación de diversos templos, como la Merced en el centro, El Carmen al norte, y mucho más tarde, la Soledad al este. En 1843 el entonces Ministro General José María Castro Madriz, firmó el decreto que inauguró la Universidad de Santo Tomás, primer centro de enseñanza superior del país y antecesor de la actual Universidad de Costa Rica.
Con el gobierno de Juan Rafael Mora Porras, a mediados del siglo XIX, la ciudad tomó un nuevo aire urbanístico, con la llegada de varios arquitectos e ingenieros europeos, ya que se ampliaron las avenidas y se apostó por una arquitectura moderna en la ciudad, además del inicio de una continua y gran inmigración proveniente de Europa, los Estados Unidos, el Oriente Próximo y el resto del país. Se fundaron teatros, bancos, hoteles y edificios estatales, así como se establecieron los servicios de cañería, alumbrado público, tranvía y telégrafos. El 9 de agosto de 1884 se puso en operación una central hidroeléctrica en el Barrio Aranjuez, con la que se pudieron iluminar unas 25 lámparas en el centro de San José; así que fue la tercera ciudad en contar con alumbrado público eléctrico del mundo y la primera de América Latina, solamente superada por Nueva York y París. Además, se reformaron gran cantidad de vías importantes: se amplió la avenida Segunda y se ornamentaron con ayuda de urbanistas europeos a los paseos Colón (en avenida Central) y de las Damas (en avenida 3).
Al iniciar el siglo XX el casco central josefino resultaba muy atractivo para el comercio, que creció desmesuradamente e inició la emigración del centro de la ciudad hacia los alrededores más apacibles. En la administración de Cleto González Víquez se mejoran las condiciones salubres y la pavimentación total de calles.

### Demografía

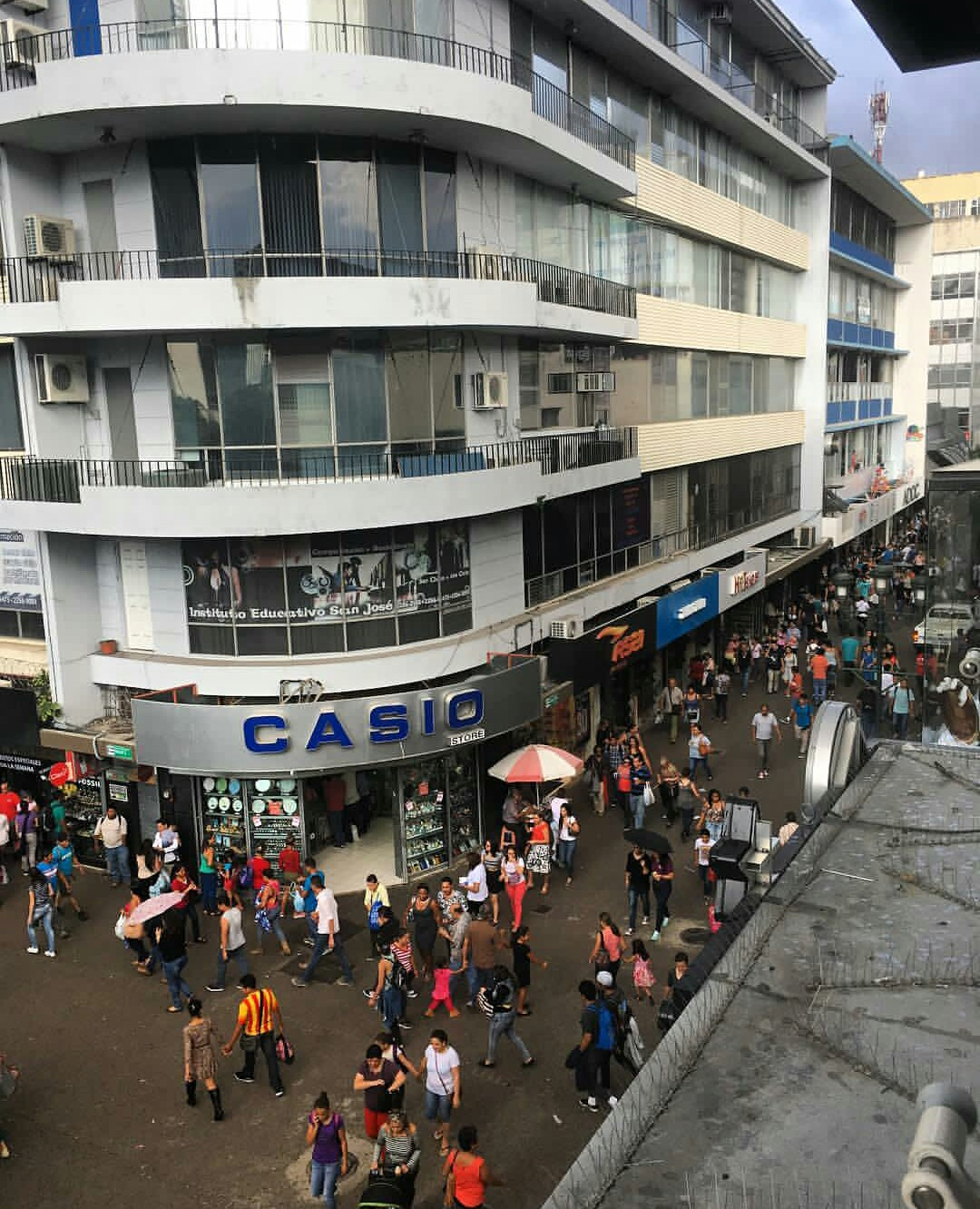
Bulevar de la avenida Central en la intersección con calle 2

San José posee una población completamente urbana (que a nivel cantonal representa el 7,7 % de la población nacional y el 21,38 % de la población de la provincia). Actualmente viven en la ciudad personas de todos los grupos étnicos y todas sus posibles mezclas, principalmente blancos y mestizos de origen español e italiano. Además se encuentran afrodescendientes, asiáticos, un enorme grupo de inmigrantes (latinoamericanos, estadounidenses, europeos y chinos en su mayoría) y también colectividades nativas.
El cantón central, que se encuentra absorbido totalmente por la conurbación de la ciudad, cuenta actualmente con 288.054 habitantes, y la población femenina representa el 54% del total. Asimismo, la mayoría de habitantes de la ciudad se concentran en los distritos de Pavas, Uruca y Hospital, mientras que en el Carmen y Mata Redonda los niveles de población son bastante inferiores. Estos dos últimos además albergan el mayor porcentaje de población adulta mayor, con un 24,9% y un 16,7% respectivamente. Por otro lado, la ciudad experimenta una contracción de la base de la pirámide poblacional en los menores de 14 años (lo cual refleja una reducción de nacimientos en los últimos años), y la expansión relativa del rango superior a los 75 años (que refleja un envejecimiento de la población y un alza importante en la expectativa de vida).
Con respecto a la importante expansión de su mancha urbana, el Área Metropolitana de San José también se extiende por los cantones de Goicoechea, Tibás, Moravia, Montes de Oca, Curridabat, Alajuelita, Escazú, Santa Ana; y parcialmente los cantones de Desamparados, Vázquez de Coronado, Aserrí y Mora. La aglomeración urbana de San José, a su vez, conforma el Gran Área Metropolitana (GAM), que incluye además a la conurbación de Alajuela (254.886 hab.), Cartago (147.898 hab.), Heredia (123.616 hab.) y otros cantones del Valle Central. Todo el conjunto de residentes del GAM representan un 60% de la población neta de Costa Rica con más de 2.600.000 habitantes.

#### Religión

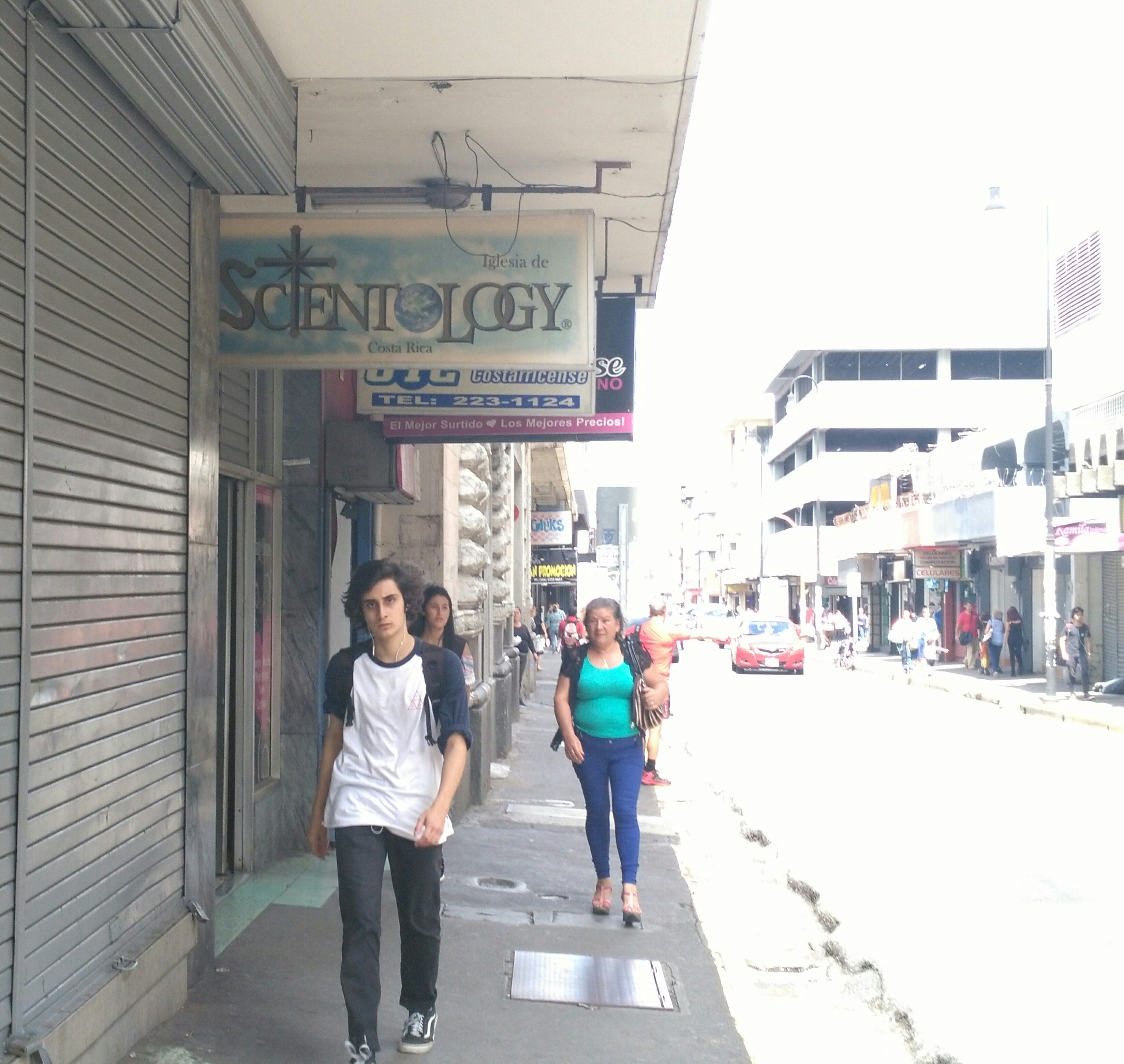
Una iglesia de la Cienciología ubicada en calle 1 Castegnaro Morsaletti.

En la ciudad está declarada la libertad de culto, como en el resto de la nación. De este modo, San José no escapa de las tendencias costarricenses en el ámbito confesional, debido a que la mayoría de su población es cristiana, especialmente católica. En la urbe está la sede de la arquidiócesis de San José así como un gran número de templos católicos en todos los distritos. Asimismo, se encuentran en la ciudad practicantes de casi todas las denominaciones religiosas existentes, con su respectiva representación física y comunal.

### Arquitectura
La arquitectura de la ciudad ha evolucionado según sus necesidades demográficas, pasando de ser eminentemente colonial y muy pobre, a albergar grandes edificios neoclásicos de la época liberal republicana y cientos de construcciones modernas en tiempos recientes. Esto configura, en la ya de por sí diversa urbe, un gran sincretismo ecléctico que se ve reflejado en los requerimientos arquitectónicos que demandó San José a través de su historia.

#### Histórica

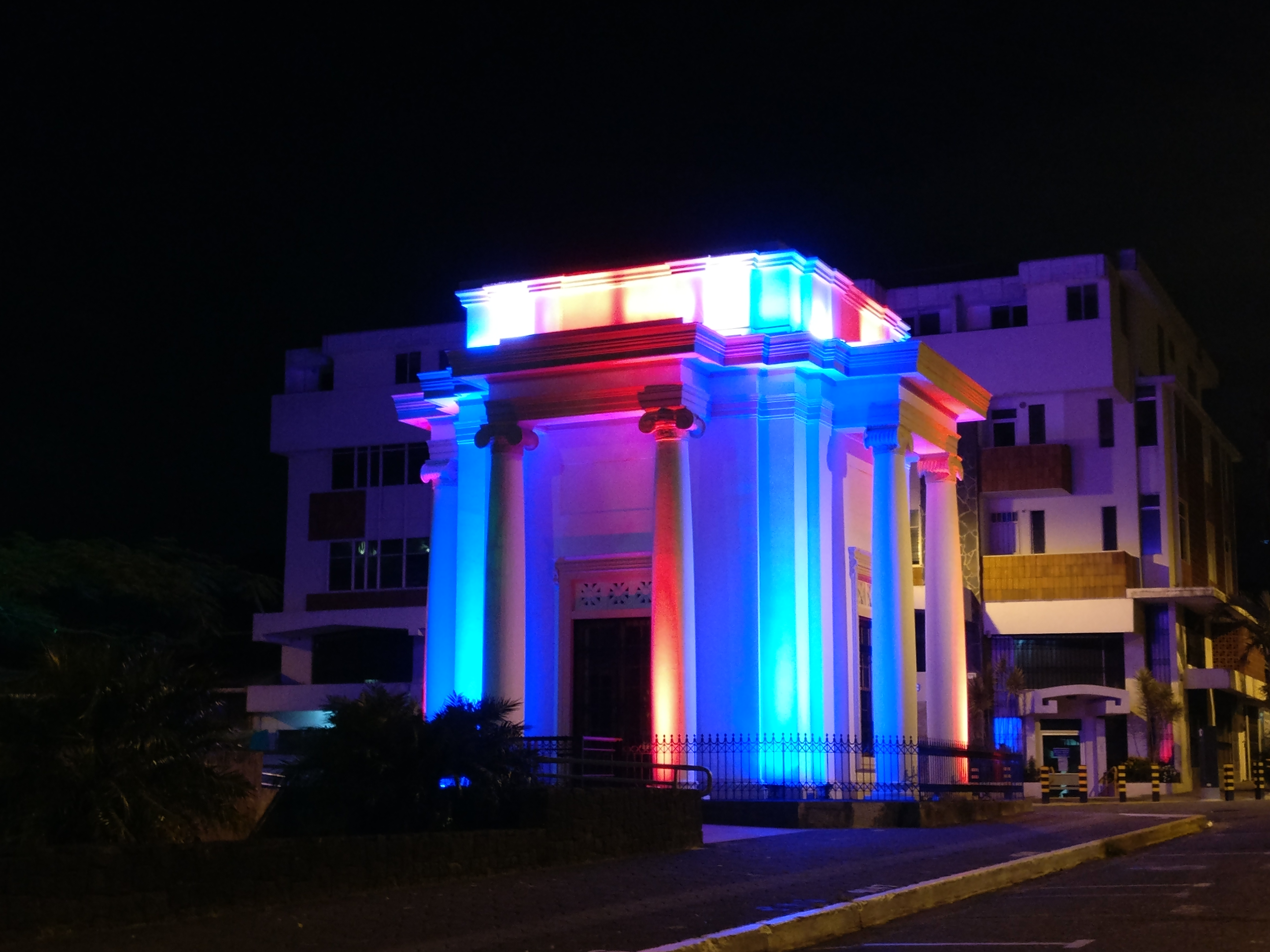
Este edificio, de estilo neoclásico, corresponde la esquina noreste del primer edificio de la Escuela de Derecho de la Universidad de Costa Rica, construido en 1928 en barrio González Lahmann, y demolido en 1970 para construir la Plaza de la Justicia. La foto corresponde a la iluminación del mismo con los colores de la bandera nacional, durante las fiestas patrias de septiembre de 2016.

La arquitectura de carácter histórico, principalmente neoclásico, puede apreciarse en el centro histórico de San José que data de 1850 y tiene un perímetro de diez manzanas de ancho por diez manzanas de largo, el cual alberga los edificios y plazas más antiguos e importantes de la ciudad. A diferencia de otras naciones latinoamericanas, el casco histórico de San José no ha logrado conservarse intacto hasta la actualidad, pues es relativamente reciente (segunda mitad del siglo XIX), posee corrientes arquitectónicas no coloniales sino liberales, y muchas de sus estructuras originales fueron derribadas o sufrieron modificaciones significativas, sobre todo luego de la fundación de la Segunda República en 1949, cuando algunos edificios fueron demolidos para dar lugar a otros, como fue el caso del Palacio Nacional de Costa Rica, que estuvo ubicado donde actualmente se sitúa el Banco Central.
Por este motivo, se habla del centro histórico de San José cuando se delimita la zona donde se combinan edificios que mantienen su atractivo antiguo con puntos de referencia histórica pero que ahora son ocupados por otros inmuebles, como por ejemplo: el sitio donde se erigió la primera ermita de San José, donde está hoy la tienda Scaglietti, un icónico establecimiento comercial de ropa y calzado.
Los límites del centro histórico de San José están dados por un cuadrante determinado por las avenidas 7 y 10 y las calles 9 y 12. O en su defecto mediante el área que forman el Edificio Metálico al noreste, el antiguo Cine Líbano de Barrio México al noroeste, la iglesia de Los Ángeles al suroeste y el edificio de Acueductos y Alcantarillados al sureste. La arquitectura del casco antiguo cuenta con una destacable e intrínseca influencia europea, de países como España, Italia, Francia, Alemania, Inglaterra y Bélgica, ya que posee una multitud de edificios históricos que cuentan con diseños neoclásicos y barrocos.
En total, 86 edificios de la capital han sido reconocidos como patrimonio histórico y cultural de la nación costarricense. En 2015 esta zona interdistrital se declaró oficialmente como el centro histórico de la ciudad, con el objetivo de generar un gran atractivo cultural y arquitectónico, reforzado con una fuerte inversión municipal en rotulación. Dentro de esa ubicación se encuentran importantes barrios como La California, México, Aranjuez, Escalante, Los Ángeles, Oyota, Amón, Cristo Rey y la zona centro (Teatro Nacional, Plaza de la Cultura, Catedral Metropolitana, Parque Central, entre otros).
De este modo, el principal edificio histórico josefino es el Teatro Nacional de Costa Rica, de estilo neorrenacentista en su exterior y neobarroco en todo el interior, construido entre 1890 y 1897, y considerado la joya arquitectónica de la ciudad.

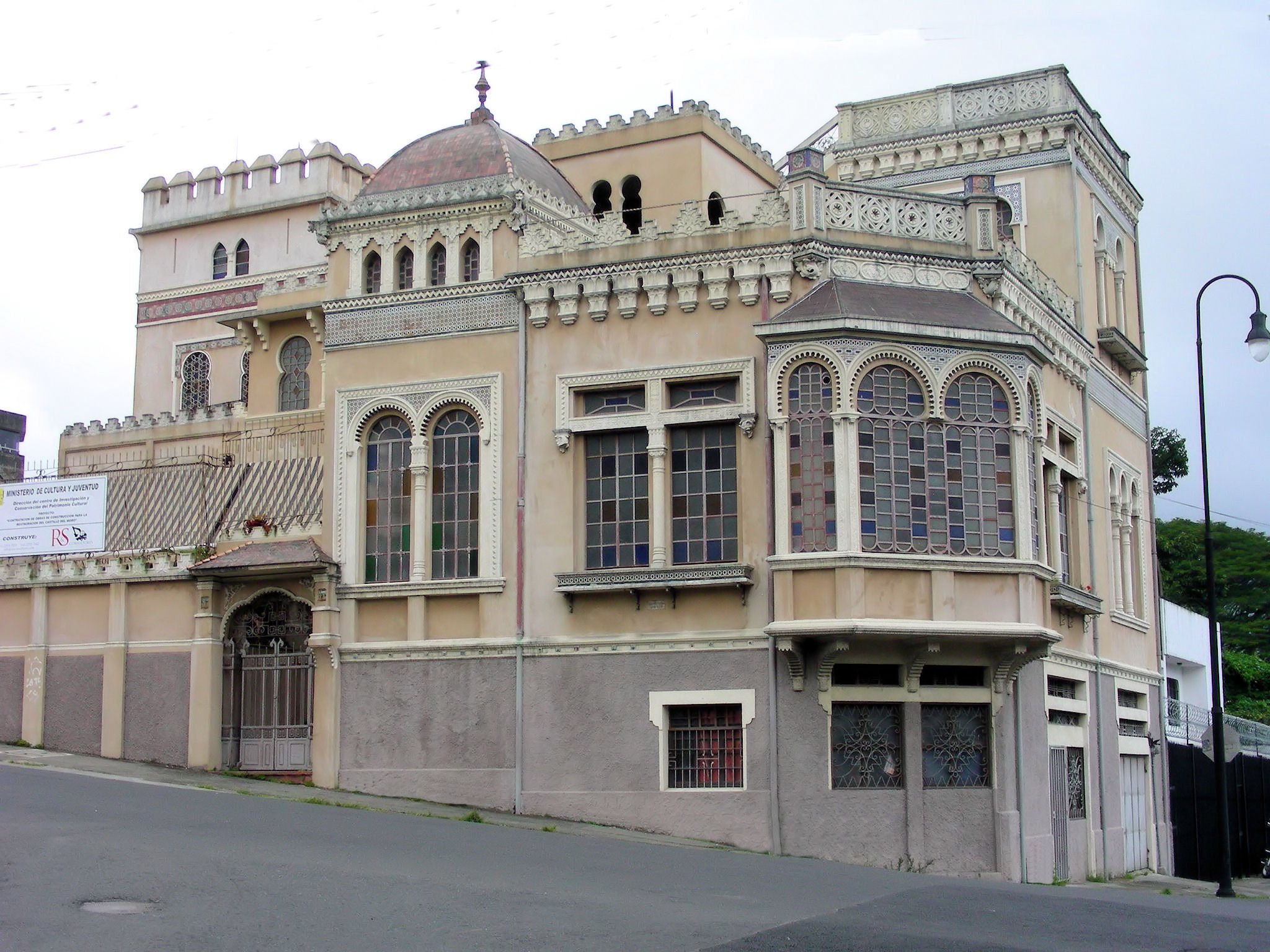
El Castillo del Moro, ubicado en el histórico Barrio Amón. Construido por el inmigrante español Anastasio Herrero, presenta una arquitectura de influencia mudéjar, con detalles de los más exquisitos, donde resaltan 2000 mosaicos con escenas de El Quijote.
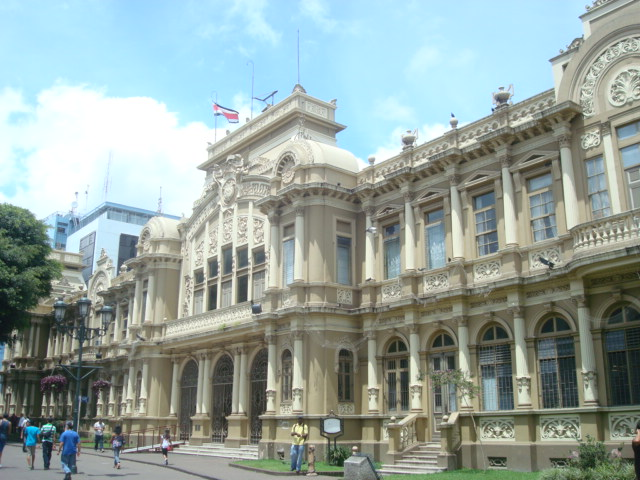
Edificio de Correos y Telégrafos de Costa Rica, construido en 1917, de estilo neo-renacentista neoclásico europeo, diseñado por el arquitecto español Luis Llach Llagostera. En 1980 fue declarado Reliquia de Valor Histórico y Arquitectónico. Alberga el Museo Filatélico Nacional de Costa Rica desde 1985.
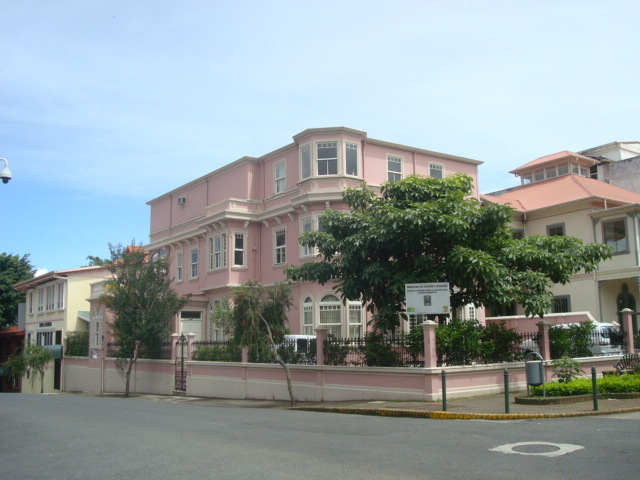
Edificio del Centro de Cine en Barrio Amón. Construido en 1910 por la familia Iglesias Castro, albergó la Legación de Estados Unidos en 1920 y fue residencia temporal de José Figueres Ferrer, caudillo de la Guerra Civil de Costa Rica, en 1948 y sede de la Junta Fundadora de la Segunda República.
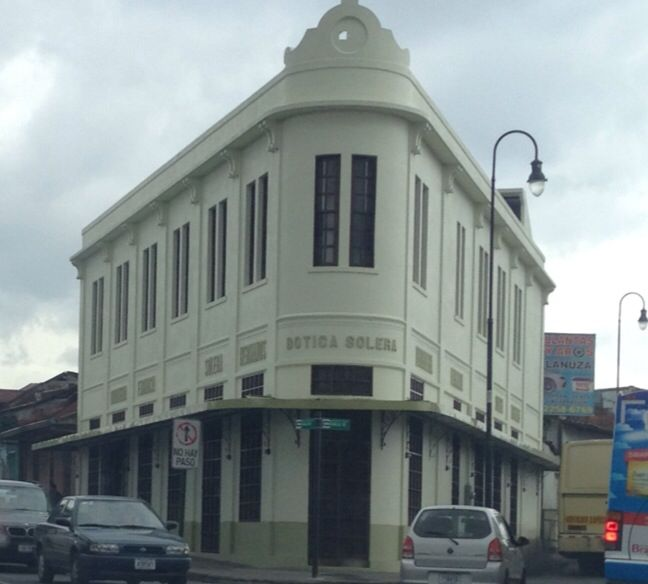
La botica Solera, uno de los edificios más representativos de Barrio México. Construido en 1930 en el sitio de una antigua vivienda, con un diseño inspirado en el icónico rascacielos Flatiron de Nueva York. Actualmente es sede de un centro cultural.

Otros edificios históricos de la ciudad son:
- El Edificio de Correos y Telégrafos de Costa Rica, también de estilo neoclásico.

- Teatros como el Melico Salazar, de estilo barroco y el Variedades, de estilo neobarroco.

- Instituciones educativas tales como: el Liceo de Costa Rica, el Colegio Superior de Señoritas, la Escuela Buenaventura Corrales, la Escuela Mauro Fernández, el antiguo Colegio Nuestra Señora de Sion y la Escuela Vitalia Madrigal.

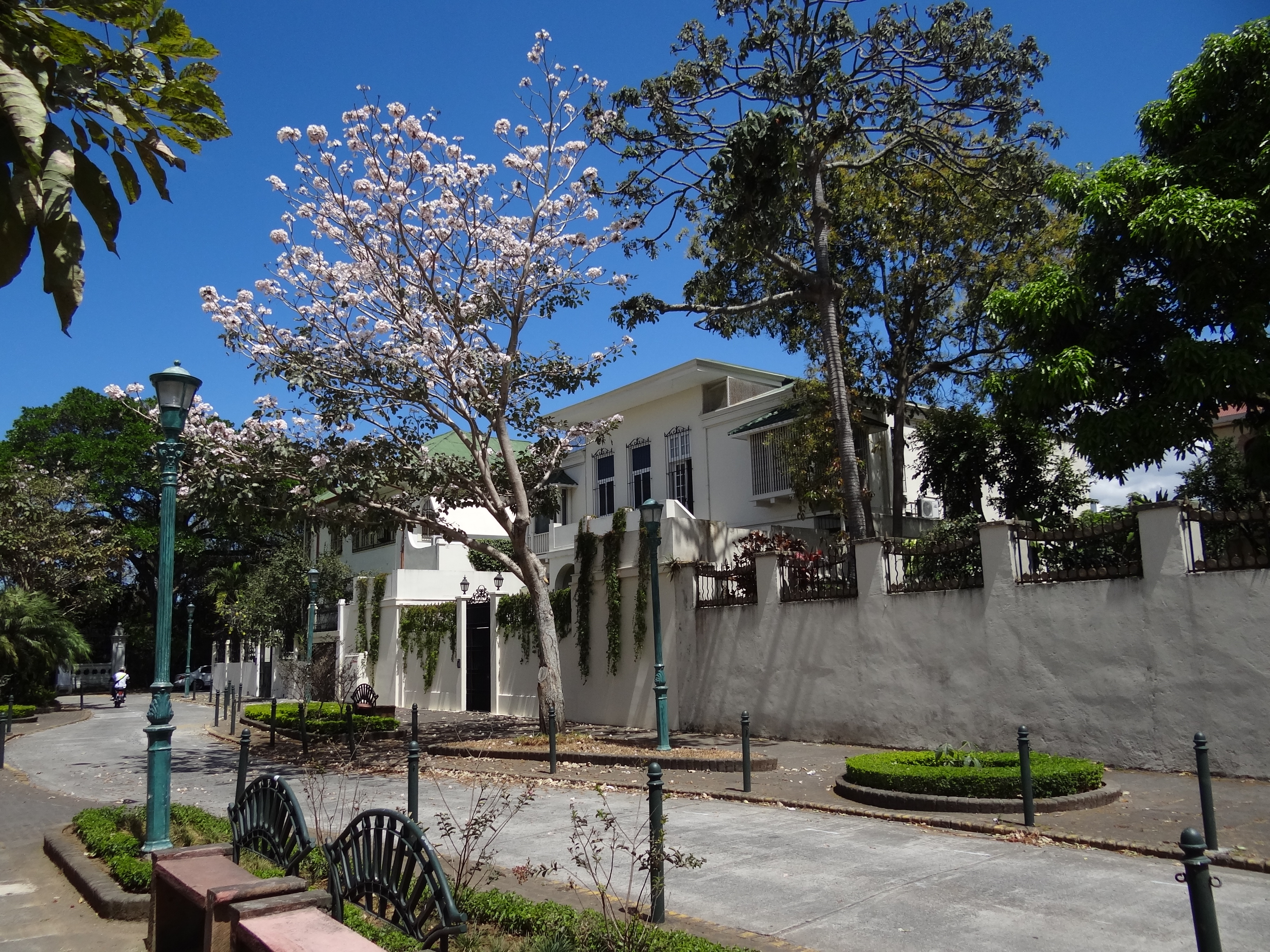
Paseo de República Argentina en la calle 11.

- Edificios históricos de propiedad estatal, sobresaliendo la Casa Amarilla (sede del Ministerio de Relaciones Exteriores) o el Castillo Azul (sede de la Asamblea Legislativa).

- Inmuebles icónicos de gran antigüedad, destacando: La Alhambra, Herdocia, Steinvorth, Knöhr, Luis Ollé, Maroy, Macaya, Moro, Gran Hotel Costa Rica, Club Unión, Casa Matute Gómez, Apartamentos Jiménez, Casa González Feo, Apartamentos Interamericanos, Librería Lehmann, Antiguo Banco Anglo, Casa 927, Embajada Mexicana, Casa Aguilar Bolandi, Casa Álvarez Mengar, Casa Tinoco Granados y el Hotel Taormina; así como los edificios del Asilo Carlos María Ulloa, el edificio del antiguo Asilo Chapuí (actual Biblioteca Nacional de la Seguridad Social), la antigua Botica Solera, la Estación del Ferrocarril al Atlántico y la antigua Soda Palace.

- Sedes de instituciones culturales, a saber: el Centro Costarricense de Producción Cinematográfica, el edificio de la Alianza Cultural Franco-Costarricense, el Centro Nacional de la Cultura (antigua Fábrica Nacional de Licores), la Biblioteca Nacional Miguel Obregón Lizano y el Edificio Fercori (antigua Aduana).

- Iglesias de la ciudad con gran valor histórico como: la Catedral Metropolitana, la Merced, la Soledad, el Carmen, la Dolorosa, Los Ángeles y Santa Teresita.

- Museos de gran importancia para el país: el Nacional (antiguo Cuartel Bellavista), el de Niños y el de Arte Costarricense (antigua torre de control del Aeropuerto El Coco).

- Antiguos mercados tradicionales como: el Mercado Central de San José, el Mercado Borbón, el Mercado de Artesanías y el Mercado del Antiguo Registro.

Así como numerosas viviendas y construcciones de los históricos y antiguos barrios tradicionales de la ciudad: Amón, Otoya, Aranjuez, Escalante, California, Empalme, Francisco Peralta, Carmen, Bella Vista, México, Dolorosa, Soledad, González-Lahmann, Mil Flor, Los Ángeles y Luján.

#### Moderna
Posterior a la guerra civil de 1948 y la reforma de la República, la ciudad de San José experimentó una total renovación arquitectónica, muchas veces considerada nefasta. Desde los años 1950 fueron derribadas decenas de inmuebles antiguos de carácter renacentista, y en su lugar se emplazaron edificaciones de corrientes modernas, eclécticas y contemporáneas como las sedes del Banco de Costa Rica, el Instituto Nacional de Seguros, la Corte Suprema de Justicia, la Caja Costarricense del Seguro Social, el Ministerio de Hacienda (sede central del Banco Anglo), el Ministerio de Educación (edificios Rofas y Raventós) y el Banco Central, así como la Plaza de la Cultura. Por otro lado, también se levantaron muchos edificios de capital privado con estos diseños como el Hotel Aurora Holiday Inn, el Edificio Llacuna y el Hotel Crown Plaza.
En la actualidad, y desde los últimos 15 años, otra enorme gama de edificaciones modernas se han propuesto, llegándose a construir una gran variedad de inmuebles dedicados al comercio o vivienda, y otros como edificios institucionales. Como resultado, ahora en la ciudad se observan las Torres Paseo Colón, Hilton Garden Inn, Torre Rohrmoser, Torres del Lago, Torre Sabana Real y Metropolitan Tower, entre muchas otras. Debido a esto se considera que existe un fuerte auge inmobiliario vertical, que impulsa la construcción de grandes torres en el barrio de Rorhmoser, el paseo Colón y los alrededores del Parque Metropolitano La Sabana.
Por otro lado, en 2016 se anunció la construcción de la Torre Sabana Capital con 42 pisos y 152 metros de altura, la cual será el edificio más alto del país y uno de los mayores de Centroamérica.
Actualmente el edificio o torre más alta de San José y de Costa Rica es el Leumi Business Center con 141 metros y 38 pisos.

Torres Paseo Colón.Torres Paseo Colón.

### Problemas urbanos

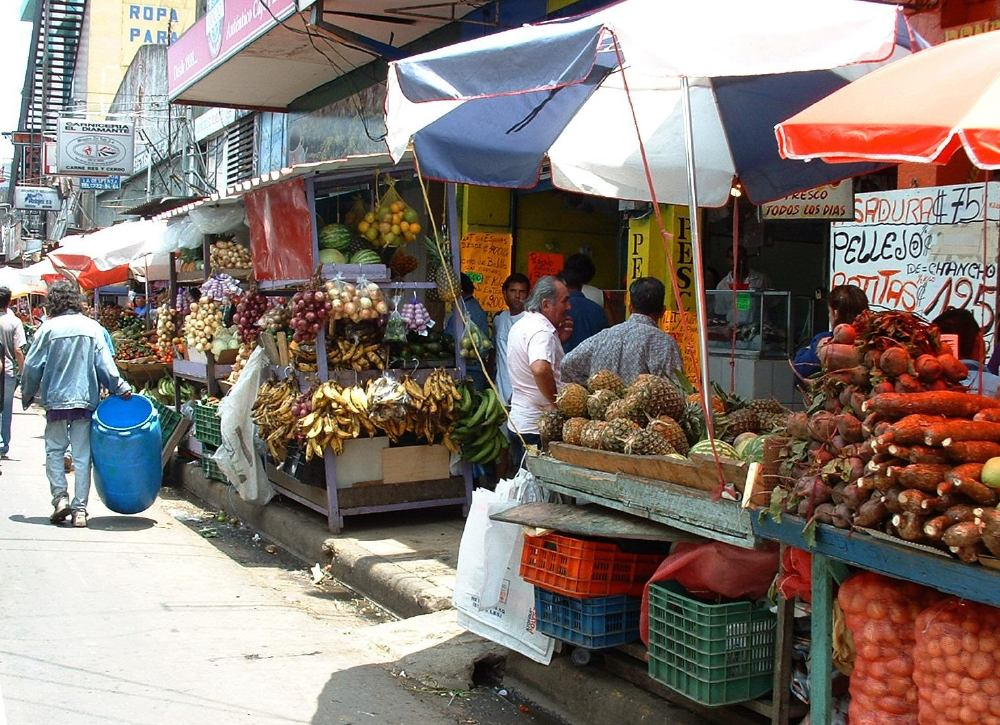
Ventas callejeras en la Zona Roja, alrededor de 2003.

Al ser la ciudad más grande del país, en San José se generan varios focos de problemáticas urbanas, que son característicos en el ambiente densamente poblado de cualquier urbe del mundo. Entre ellos destaca la poca iniciativa civil, así como el casi inexistente arraigo que muchos ciudadanos sienten para con la capital, que derivan en varias falencias cotidianas de la ciudad. Por otro lado, problemas de inseguridad ciudadana, vendedores ambulantes, inmigración irregular y tugurización así como de áreas deprimidas (como la Zona Roja de la Merced) en las que abundan los indigentes y precarios son otros conflictos bastante señalados en la rutina diaria josefina.

#### Despoblamiento
San José durante las últimas décadas del siglo pasado ha vivido un proceso sostenido de deterioro, obsolescencia y despoblamiento de su centro urbano a la par de un crecimiento acelerado, casi descontrolado, de los suburbios y la periferia, que conforman un esquema insostenible y derivan en gran cantidad de problemas secundarios. Esta problemática genera una relevante fuga de inversiones, aumento de inseguridad (ya que al ser solo un núcleo laboral-comercial, durante los días libres el centro permanece casi vacío) y limitaciones para una buena calidad de vida urbana en el horario de oficina.
A esto se suma la situación de las populosas áreas residenciales periféricas —alejadas de los centros de trabajo, comercio y servicios en el casco urbano— lo que provoca largos desplazamientos que implican un alto costo económico en hidrocarburos para el denso sistema de transporte público metropolitano. Sin embargo, el principal daño que provoca este modelo caótico de ciudad es un deterioro de la calidad de vida para todas las personas que, de una u otra forma, necesitan vivir o ingresar a la ciudad, afectando de gran manera la sostenibilidad de San José y su equilibrio con el medio ambiente.

#### Congestión vial
El congestionamiento vial representa la principal manifestación de la desorganización del tránsito en la ciudad de San José, el cual se debe al distanciamiento, cada día más grande, entre oferta y demanda del espacio vial. Esta situación se agrava debido a la pérdida de un tercio de capacidad de flujo vehicular de un carril promedio de las calles josefinas, debido a la infraestructura vial deficiente (caños muy profundos, bacheo defectuoso) o a obstáculos en las vías (parqueos y carga-descarga ilegales, ventas ambulantes, peatones, postes y cajas).

#### Contaminación
La contaminación del entorno natural capitalino se basa en una serie de consecuentes efectos, riesgos y amenazas sobre la salud y el ambiente debido al deterioro de la calidad del aire y otros componentes biológicos, situación provocada por problemas que se agudizan principalmente a la falta de gestión ambiental en las políticas josefinas.

##### Electromagnética
La electropolución es la producida por las radiaciones del espectro electromagnético generadas por equipos electrónicos u otros elementos producto de la actividad humana. Se ha detectado que en algunos puntos céntricos josefinos (como en la avenida 2) los niveles de emisión están debajo del límite máximo permitido para exposición poblacional, tanto en intensidad de campo como en densidad de potencia.

##### Atmosférica
San José es una de las ciudades con mejor calidad de aire en América, según la Organización Mundial de la Salud. En general, las partículas totales en suspensión y las partículas sedimentables constituyen la mayoría de contaminantes atmosféricos en el casco central. Mientras que los contaminantes medidos no sobrepasan los niveles límite fijados por la norma para 24 horas, sí lo hacen para un periodo de un año.

###### Lluvia ácida
En el sector occidental de la ciudad, cerca del barrio Américas de Mata Redonda, así como en otras comunidades próximas se han registrado valores de acidez mayores a 5.6, y que se transmiten en un 11% a las precipitaciones del sector. Estas condiciones pueden propiciar lluvias ácidas bastante nocivas a largo plazo para estructuras metálicas de edificios, casas, parques, monumentos y otras instalaciones.

##### Hídrica
Por la ciudad fluyen varios ríos y quebradas, la gran mayoría con cargas contaminantes altas, debido a que drenan muchos residuos que produce la urbe y su conglomerado urbano. Así, para 2010 de los principales cuerpos de agua que posee el cantón de San José: trece fueron clasificados como altamente contaminados, tres como contaminados moderadamente y dos con una baja contaminación.

##### Acústica
En sectores altamente transitados por el flujo vehicular, especialmente al oeste, se han registrado valores de hasta 88,5 dB que superan por amplio margen los límites de confort sonoro-ambiental sugeridos por la Organización Mundial de la Salud. La alta movilización de vehículos automotores figura como la principal causa de contaminación sónica, así como los comercios que instalan equipos de sonido para realizar propagandas y también los vendedores que se colocan en aceras y bulevares.

## Gobierno
La ciudad de San José está integrada por 11 distritos, por lo que es administrada en su totalidad por la Municipalidad de San José. La máxima autoridad urbana es el alcalde, puesto que desempeña Diego Miranda Méndez por el partido local Juntos San José desde 1 de mayo del 2024, con las vicealcaldías de Yariela Quirós Álvarez y Fernando Vega Guillén, del mismo partido. Estos son electos por sufragio popular cada cuatro años. El ayuntamiento funge como el poder ejecutivo de la ciudad y se encarga de mantener muchas funciones en el cantón, contando para ello con varias comisiones, dependencias y direcciones, su sede se ubica en el Edificio Municipal José Figueres Ferrer.
El órgano legislativo capitalino es el Concejo Municipal de San José, cuya sede se localiza al sur de la ciudad en las inmediaciones de la Plaza Cleto González Víquez. Este ente deliberativo se compone de once regidores y sus respectivos suplentes, actualmente dirigido por la presidente Mariana de los Ángeles Zúñiga Pérez, del Partido Juntos San José, y el vicepresidente Juan Diego Gómez González, del Partido Más San José. Además, el Concejo Municipal cuenta con la participación consultiva de los once síndicos distritales.

## Infraestructura
Costa Rica y principalmente la ciudad de San José están pasando por un constante proceso de modernización y actualización en la infraestructura, además de importantes programas de reurbanización en el centro de la ciudad que se ha visto despoblado por décadas. Debido a ser el núcleo de vida del país la ciudad necesita de una compleja red infraestructural integral que supla con las necesidades de todos sus habitantes, situación que ha generado a lo largo de la historia varios retos para el gobierno estatal y local.

### Transporte
La ciudad cuenta con una infraestructura de transporte dentro del área metropolitana y entre esta y el resto del país. Desde hace varios años, la infraestructura de transporte de la ciudad se encuentra en un continuo proceso de modernización.

#### Terrestre
En la ciudad hay más de 200 sendas (entre calles, avenidas, diagonales, transversales, vías, rutas y rotondas) con un entramado que se extiende por 568 km de caminos, con 13% de las vías con rango nacional y el 87% local, movilizando a más del 70% de la flota vehicular costarricense. Todas las calles de la ciudad están asfaltadas o pavimentadas y en condiciones favorables para el tránsito a lo largo del año. Incluso, durante un día laboral regular ingresan 313.000 vehículos al casco central, y de entre todos los 1.600.000 viajes en vehículo del Gran Área Metropolitana, un total de 626.000 atraviesan San José
En este marco, la principal arteria de la ciudad es la avenida Segunda (2) Libertador Juan Rafael Mora Porras, que atraviesa el centro desde el Hospital San Juan de Dios hasta la periferia josefina del cantón de Montes de Oca, en un único tramo poniente-naciente. Por otro lado, la avenida Central constituye una senda vital para la urbe, tanto en su extenso paso peatonal de 12 cuadras como en su tramo occidental conocido como el paseo Colón. Además, la ruta 39 de Circunvalación paseo de la Segunda República sirve para descongestionar la red vial central debido a que forma un anillo periférico que da acceso a las principales autopistas de la nación, siendo recorrida todos los días por 90.000 vehículos.
Otras vías importantes en el casco urbano son: la avenida 10 San Martín, la avenida Tercera (3) con el paseo de las Damas, la calle Central Alfredo Volio Jiménez, la avenida de las Américas y la calle 42 Hungría Libre. Por otro lado, San José cuenta con más de 6 kilómetros de pasos peatonales o bulevares, siendo sumamente importantes los de la avenida Central Fernández Güell, la avenida Cuarta (4) Unión Europea, la calle 9 Paseo de los Estudiantes (en el Barrio chino) y la calle 17 Moreno Cañas (desde el parque nacional por el Congreso y la Corte).
De modo similar la ciudad posee una ciclovía que discurre por las avenidas 6, 8, 10, 12 y 14 y las calles 10, 15 y 20; integrándose con la vía ciclista de Montes de Oca y conectando este cantón con el distrito de Mata Redonda a través de un solo tramo de paso para bicicletas.

##### Odonimia

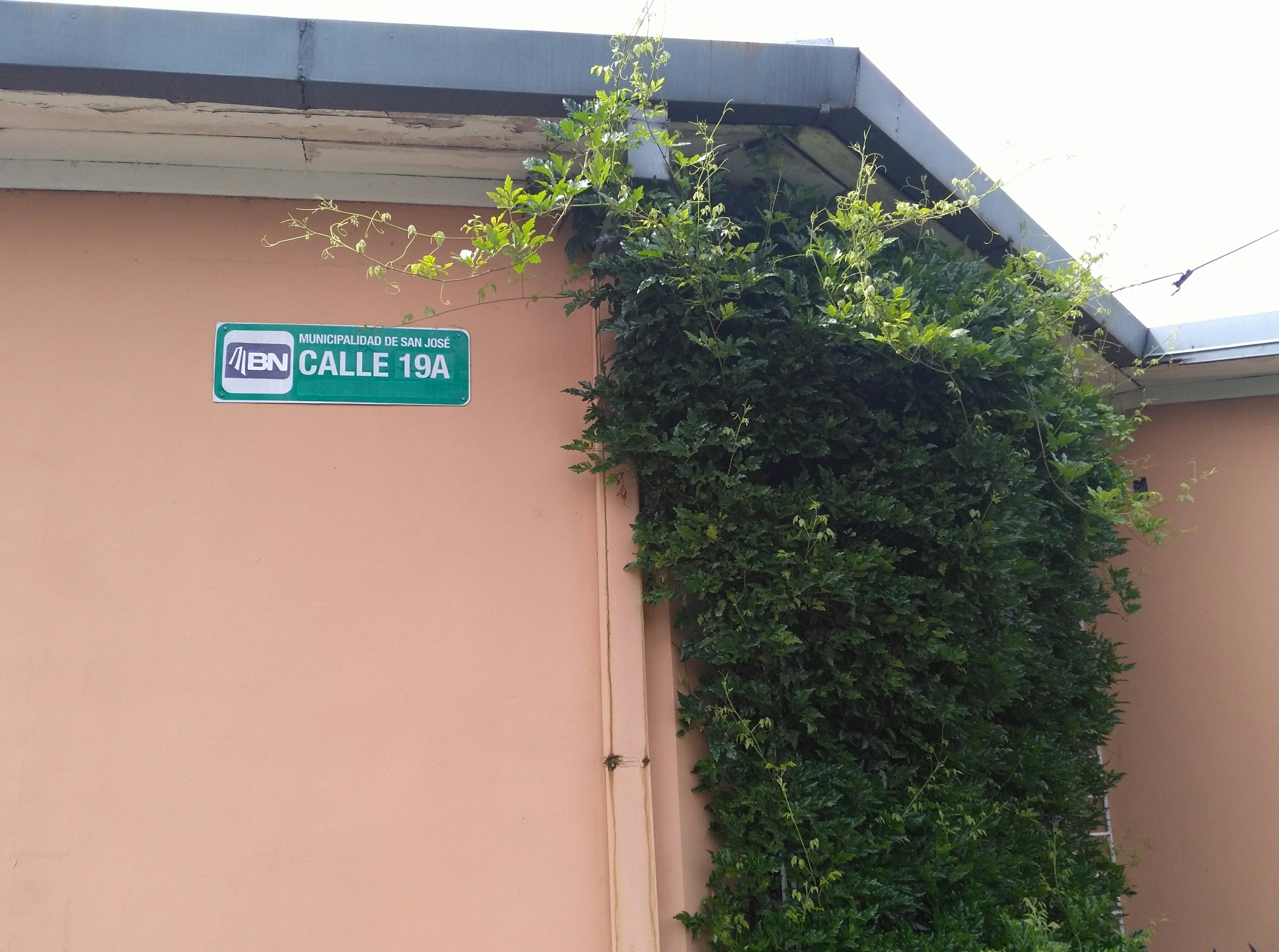
Señal sobre la calle 19-bis, al sur de la ciudad.

Los odónimos de San José —es decir el nombre de sus vías y espacios públicos— permiten recordar la herencia de muchas personas ilustres, notables por su vida y contribución al desarrollo de Costa Rica, desde los más diversos ámbitos del quehacer humano. De esta manera lo más frecuente es que las calles y avenidas de la ciudad lleven el nombre de individuos destacados, especialmente artistas y científicos josefinos, debido a que el foco de interés de la sociedad costarricense está centrado en las personas. Mientras que el tributo a fechas importantes, otras naciones, figuras religiosas e incluso expresidentes es casi inexistente.
El sistema de nomenclatura urbana de la urbe data de 1905, cuando se decide ordenar las calles y avenidas en pares (oeste y sur) e impartes (este y norte) a partir del eje formado por la avenida Central y la calle Central (0,0), vigente en la actualidad. Asimismo en 1965 es creada la Comisión Nacional de Nomenclatura adscrita al Congreso con el fin de monitorear la odonimia y otorgar nombres ilustres a los espacios públicos costarricenses.
En este marco la avenida Central y la calle Central son bautizadas, respectivamente, para recordar a Rogelio Fernández Güell y Alfredo Volio Jiménez, grandes opositores de la dictadura tinoquista. Mientras que la avenida Segunda (2) en su recorrido central fue nombrada en honor a Juanito Mora Porras destacado héroe nacional y expresidente de la República durante la Campaña de 1856, a la vez que su sección occidental conmemora a Rafael Francisco Osejo Escamilla, uno de los primeros jefes de Estado. Misma rúbrica sigue la calle Primera (1), que en su senda más céntrica rinde homenaje a Alvise Castegnaro Morsaletti, inmigrante italiano dedicado a la música que fortaleció la enseñanza de esta disciplina en el país, mientras que hacia el sur exalta a José María Cañas Escamilla, general militar durante la Campaña de 1856.
Por otro lado, los paseos de la ciudad, usualmente muy transitados son: en la avenida Central al oeste el Colón, por Cristoforo Colombo descubridor de América, y al este el Rubén Darío por Félix Rubén García Sarmiento, poeta nicaragüense; en la avenida 3 el de las Damas por estar adornado con árboles de dama; en la avenida 28 el Calderón Muñoz por Rafael de Jesús Calderón Muñoz médico y político; y en la calle 9 el de los Estudiantes por el movimiento cívico estudiantil de 1919.
Asimismo la mayor cantidad de vías dan tributo a escritores, por ejemplo: José María Alfaro Cooper (avenida Quinta (5), sección oriental), Roberto Brenes Mesén (calle 25), Eduardo Calsamiglia Arias (calle 27), Julián Marchena Valle-Riestra (calle 29, sección norte), Lisímaco Chavarría Palma (calle 35, sección norte), Rafael Ángel Troyo Pacheco (calle 35, sección sur), José María Zeledón Brenes (calle 38) y Max Jiménez Huete (calle 45).

##### Transporte público

###### Autobuses

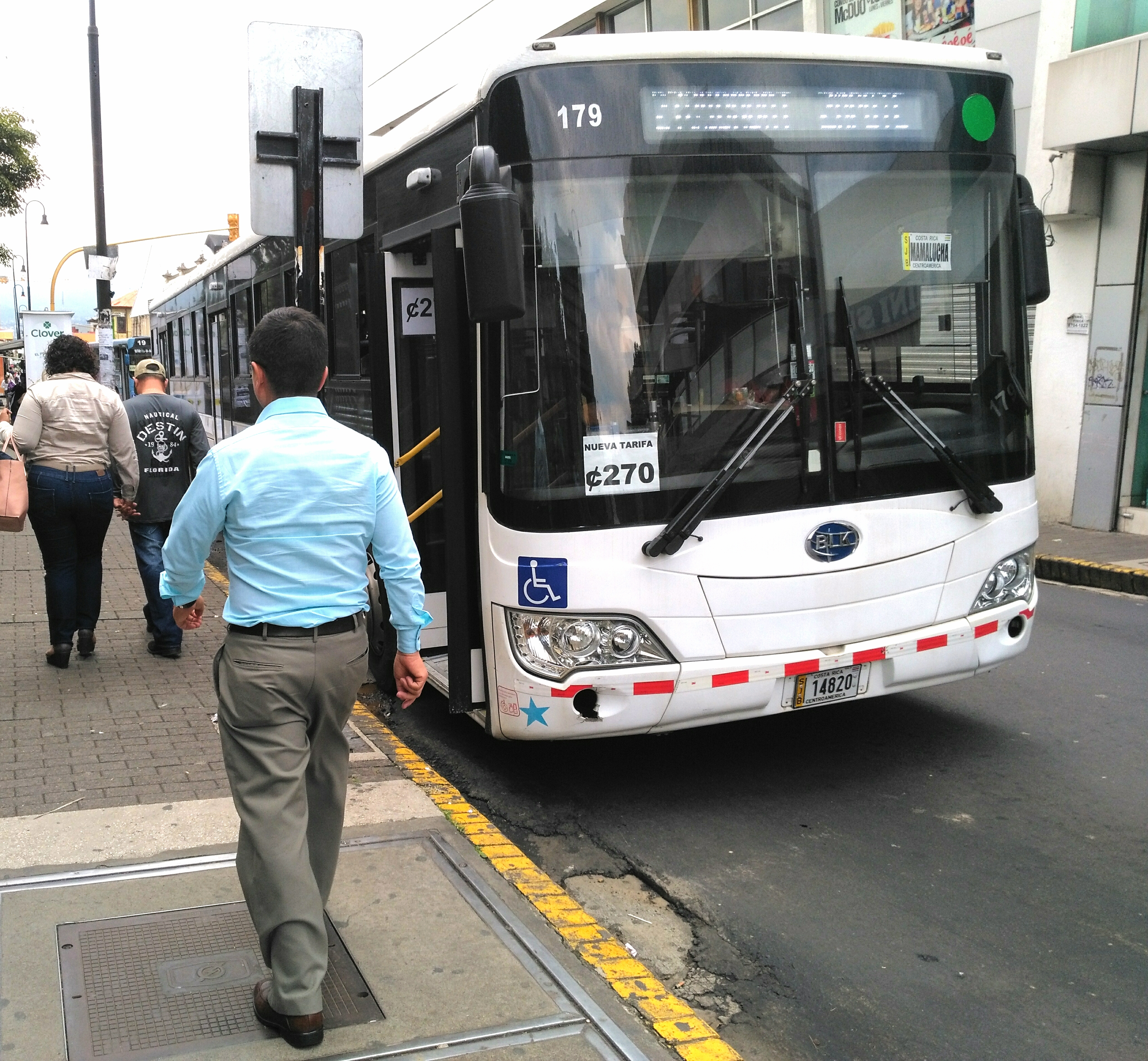
Parabús hacia Zapote en la calle 5 Luis Pasteur.

La capital cuenta con una red sumamente sólida de líneas de autobuses tanto dentro de su territorio urbano como a todas las provincias costarricenses y al resto de naciones centroamericanas y México. Desde hace varios años, la infraestructura y diseño de transporte de las redes de autobuses de la ciudad se encuentran en un continuo proceso de modernización, siendo actualmente la gran mayoría de los buses josefinos de piso bajo.
Esta necesidad de actualización en el sistema de colectivos urbanos es constante debido a su avasallador tamaño y diversificación, con más de 150 líneas hacia todos los distritos de San José en forma de rutas radiales, dadas en concesión a varias empresas y cooperativas debidamente identificadas y agremiadas.
En la actualidad el casco urbano congrega diariamente a más de 3000 unidades de colectivos, dirigidos a todas partes de la nación. Los autobuses se organizan en paradas a ras de calle, estipuladas por el ayuntamiento según zonificación y empresa, especialmente sobre la avenida 2, la Cuesta de Moras y gran parte del distrito de Merced. Por otro lado, los buses con destinos afuera del cantón suelen encontrarse en grandes estaciones o terminales específicas.

###### Interlíneas
Desde octubre de 2013, la ciudad cuenta con el sistema interlíneas de autobuses intersectoriales, que recorren las afueras del casco central de la ciudad en la ruta Escazú - La Uruca, Moravia - La Uruca, Guadalupe - Desamparados y Desamparados - Escazú, agilizando así el transporte público de San José.

###### Ferrocarril

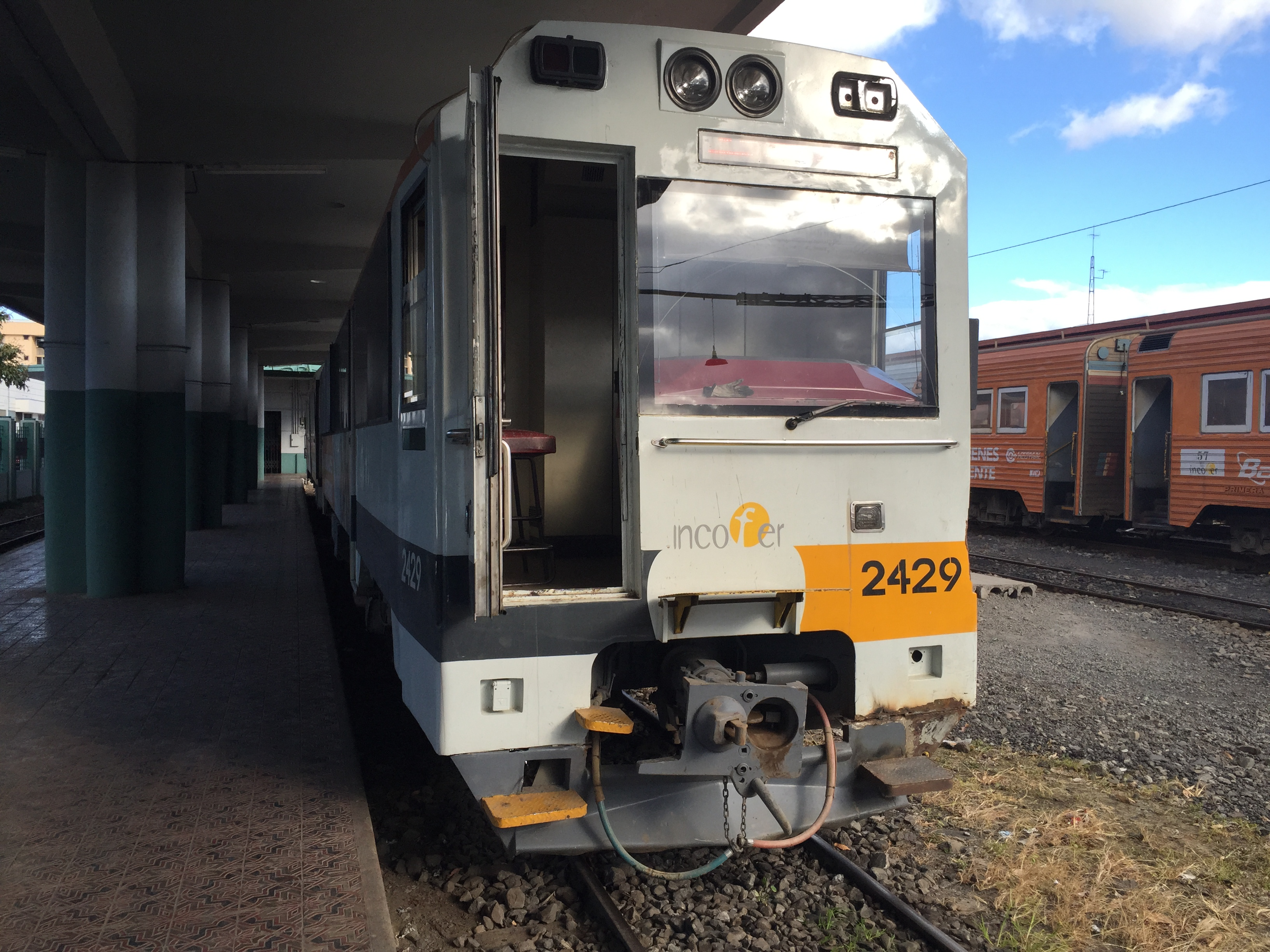
Unidad de tren Apollo 2400 en la Estación del Ferrocarril al Pacífico.

En Costa Rica, la construcción del ferrocarril data del siglo xix, cuando la ciudad de San José se conectó por tren con los principales puertos del país, Limón en el Atlántico (1870-1890) por medio del Ferrocarril al Atlántico, y Puntarenas en el Pacífico (1895-1910) por medio del Ferrocarril al Pacífico. Estos servicios de ferrocarril permitieron la movilización de personas y mercancías entre la capital y los puertos durante gran parte del siglo xx, interconectando San José con otras ciudades del país y permitiendo el desarrollo de pueblos que nacieron a la vera de las líneas férreas. El ferrocarril funcionó de forma ininterrumpida hasta 1995, cuando se decretó el cierre del Instituto Costarricense de Ferrocarriles  (Incofer), aunque dicha decisión fue revertida posteriormente. San José también contó con un servicio de tranvía que comunicó la ciudad entre 1899 y 1950.
En 2004, se inauguró el Tren Interurbano un sistema de transporte metropolitano administrado por el Incofer. Este sistema de trenes permite conectar la capital costarricense con otras ciudades de su aglomeración como Tibás, Heredia, San Antonio de Belén, Pavas, San Pedro de Montes de Oca, Sabanilla, Curridabat, Tres Ríos, Cartago, y Alajuela.

###### Taxis
Los taxis, como sistema de transporte público, complementan la red de autobuses urbanos, teniendo San José una de las tasas per cápita de taxis más alta de la región. Los taxis costarricenses se caracterizan por su color rojo y forman parte de cooperativas debidamente registradas. Por el contrario los taxis que comunican a San José con su aeropuerto internacional son de color naranja. Los conductores de taxis de la ciudad aplican un sistema de tarificación electrónica (taximetros o "marías") por zonas.

#### Aéreo

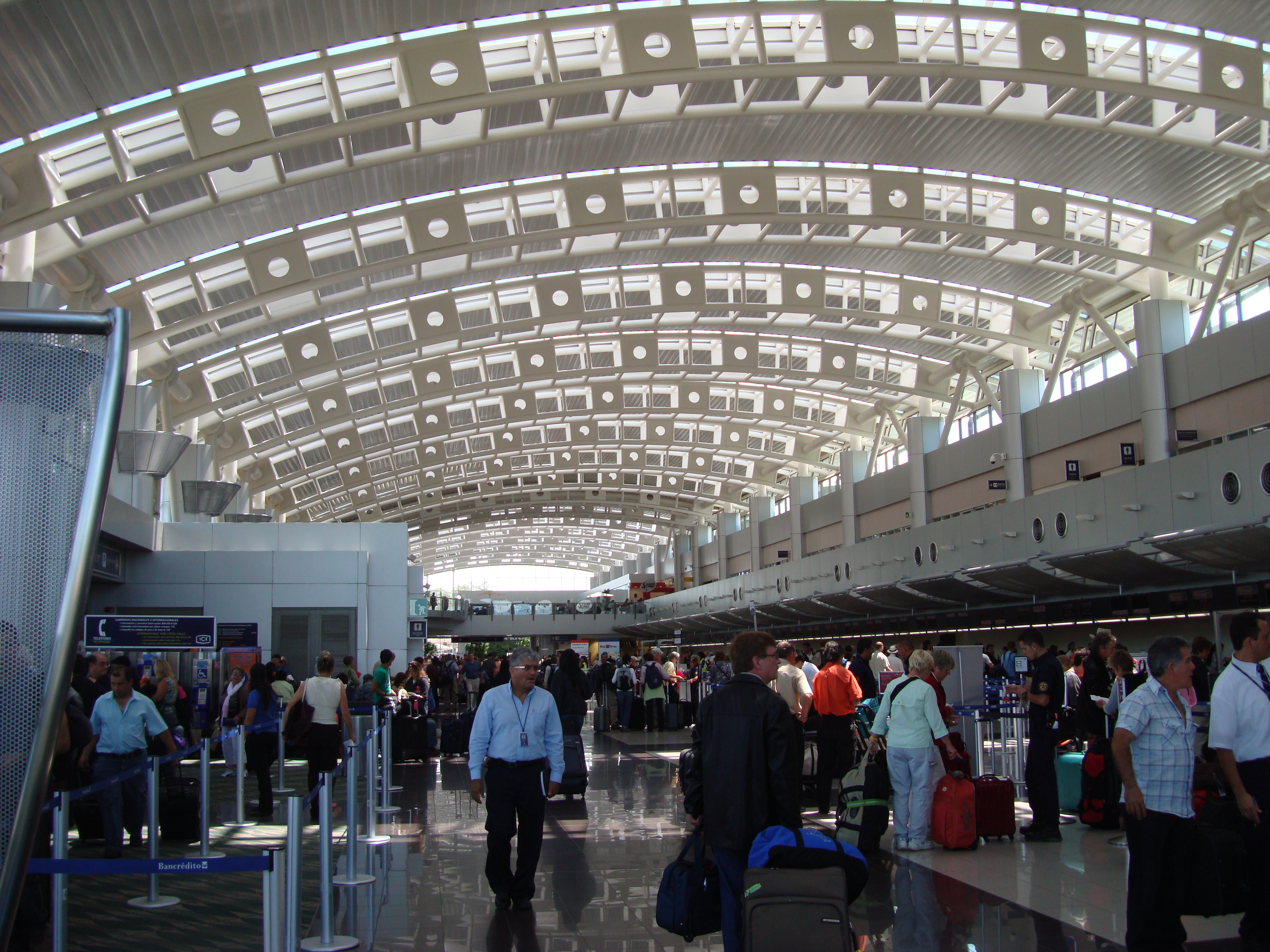
Interior de la terminal principal del Aeropuerto Internacional Juan Santamaría.

El Aeropuerto Internacional Juan Santamaría es el más importante del país y uno de los mejores de Centroamérica. Está ubicado en la parte occidental del Valle Central, a 20 km de San José, en la provincia de Alajuela. Cuenta con la mayor red de vuelos directos desde América Central a Norteamérica y un total de 37 destinos internacionales, incluyendo ciudades de todo el continente americano y Europa. Su tráfico de pasajeros fue de 4.3 millones en 2015. Actualmente ha sido ampliado y modernizado y proyecta continuar su expansión a corto plazo. Fue hub principal de la aerolínea costarricense LACSA integrante de TACA.
El segundo aeropuerto en importancia de la ciudad, el Aeropuerto Internacional Tobías Bolaños Palma, se encuentra a 8 km noroeste de San José y a 11 km. sureste del Aeropuerto Juan Santamaría en un terreno de aproximadamente 41 hectáreas. Este aeropuerto es la principal base para la aviación general del país y en él se realizan la mayoría de las operaciones de vuelos privados, fletados, turísticos y de escuelas de aviación. Funciona como el aeropuerto principal para vuelos nacionales y tiene vuelos internacionales comerciales para Bocas del Toro, Panamá y Managua, Nicaragua. El aeropuerto sirvió de centro de conexión de la línea aérea nacional Nature Air, uno de los dos principales servicios aéreos regionales de Costa Rica.

### Salud
San José tiene quizás una de las infraestructuras salubres más densas y mejor equipadas del continente, debido a que alberga a la mayoría de hospitales del país, y dentro de sus límites concentra a los mejores centros médicos tanto de Costa Rica como de América Central. En San José se ubica el octavo mejor hospital privado de Latinoamérica, y el mejor de Centroamérica: la Clínica Bíblica. A su vez, los mejores nosocomios públicos de la nación también se encuentran en la ciudad. Por otro lado, la sede central de la Cruz Roja Costarricense está igualmente localizada en la capital.
Actualmente los índices de salubridad josefinos son de los mejores en el hemisferio, con una mortalidad infantil —indicador que refleja indirectamente las condiciones socioeconómicas de una sociedad y sobre todo su impacto en los sectores más desprotegidos— de 9.5 por cada mil habitantes en 2011, registrando un descenso sostenido desde hace décadas, así como una cobertura médica del 100%, una capacidad de vacunación con una media superior al 85% en casi todos los casos (DPT, VOP, VHB, HIB, BCG y SRP) y una esperanza de vida superior a los 79 años.

#### Caja Costarricense del Seguro Social

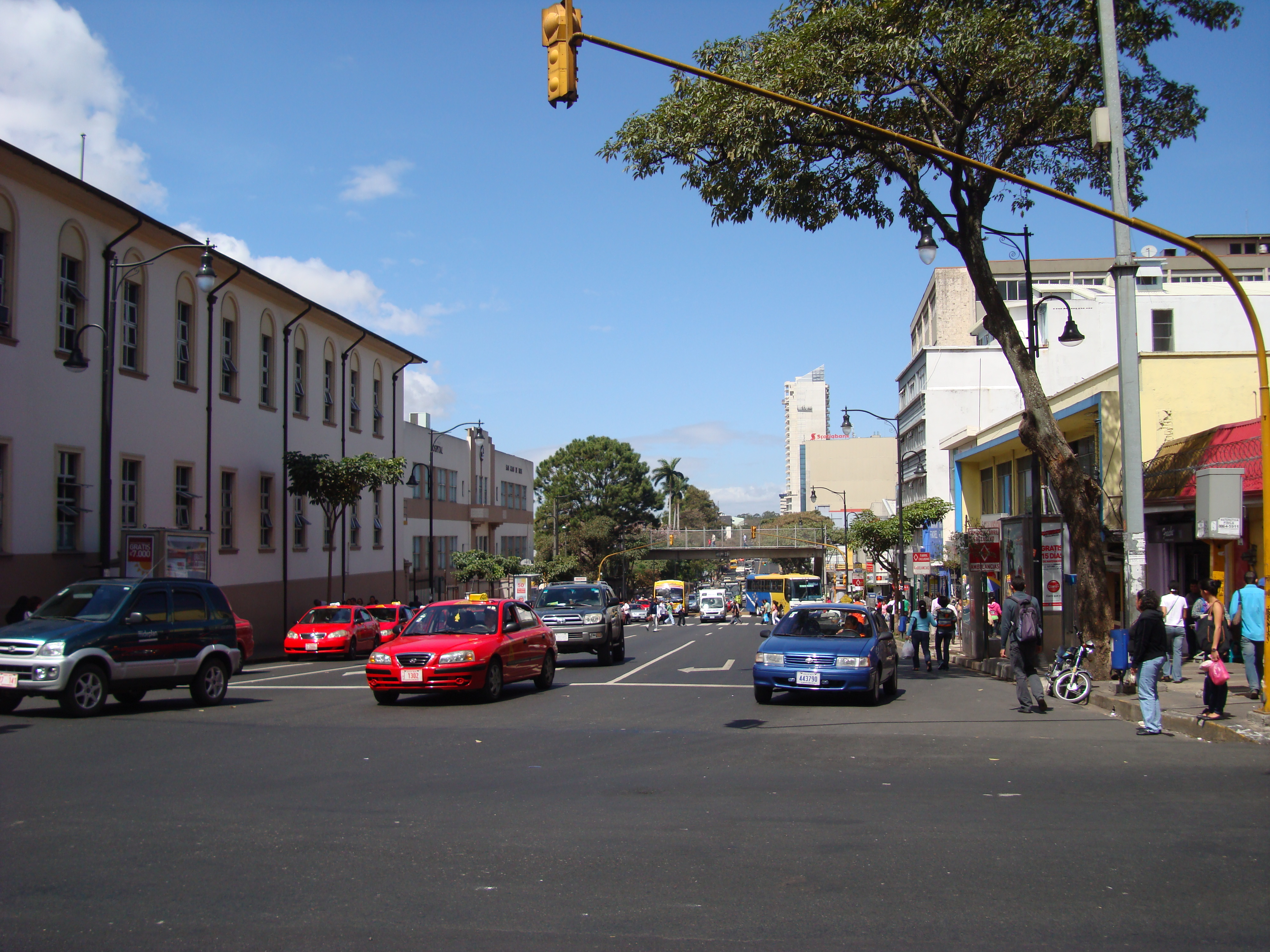
A la izquierda, la fachada del Hospital San Juan de Dios sobre el paseo Colón.

La Caja Costarricense de Seguro Social (CCSS) es una institución estatal encargada de administrar y dar mantenimiento a los centros médicos públicos de Costa Rica además de suministrarles médicamentos, equipos médicos, productos de limpieza y aseo, etc. Es encargada también de velar por la seguridad social del país junto con la Junta de Protección Social. Además de proporcionar seguros de salud y pensiones, organizar campañas de vacunación, prevención de la difusión de enfermedades y fumigación.
El Seguro Social del país es uno de los mejores del mundo, como consecuente se obtiene una buena atención médica y un servicio de salud aceptable en el país y principalmente en la ciudad, que concentra a los mejores nosocomios de la región centroamericana. Los hospitales públicos en Costa Rica se clasifican según la CCSS en: hospitales nacionales (clase A), hospitales regionales (clase B), hospitales periféricos (clase C) y hospitales especializados. Todos los hospitales clase A y muchos de los centros especializados se encuentran en la ciudad de San José.
El hospital público josefino más importante es el centenario San Juan de Dios, primer centro médico de Costa Rica fundado en 1845. Está ubicado en el distrito de Hospital, en el centro de la ciudad. En 1989 se le declaró institución benemérita de la Patria.
Otros hospitales públicos importantes, parte del grueso sistema salubre de la urbe y su periferia son:
- Hospital Rafael Ángel Calderón Guardia, en el distrito del Carmen (hospital general clase A).

- Hospital México, al oeste de San José en Uruca (hospital general clase A).

- Hospital Nacional de Niños Carlos Sáenz Herrera, en el distrito de Hospital (especialidades pediátricas).

- Hospital Nacional de Geriatría y Gerontología Rául Blanco Cervantes, en el distrito de Hospital (geriatría y gerontología).

- Hospital de las Mujeres Adolfo Carit Eva, en el distrito de Hospital (gineco-obstetricia y patología de mama).

- Hospital Nacional Psiquiátrico Manuel Antonio Chapuí Torres, al oeste de San José en Pavas (psiquiatría).

- Centro Nacional de Rehabilitación Humberto Araya Rojas, al oeste de San José en Uruca (rehabilitación y fisioterapia).

En la ciudad también se encuentran varias clínicas públicas como la Clínica Dr. Carlos Durán, la Clínica Dr. Moreno Cañas o la Clínica Central, que se encargan del nivel de atención intermedio con servicios médicos básicos y algunas especialidades, complementando al vasto calibre de 50 Ebais que posee la periferia josefina. Asimismo, existen muchísimos centros médicos de capital privado.

#### Junta de Protección Social
La Junta de Protección Social (JPS) es una institución que ha velado desde sus inicios por la seguridad social del país, y busca generar recursos con dichos fines, por medio de la lotería y otros sorteos oficiales a nivel nacional. La JPS, llamada anteriormente Junta de Caridad de San José, fue fundada en 1844 y es hoy una Institución Benemérita de la Patria. Su labor incluye el apoyo para la fundación del primer hospital del país, de los cementerios de la ciudad, de los centros para leprosos y tuberculosos, y más recientemente del Hospital Carlos Sáenz Herrera y de otros centros de importancia social para el país.

### Seguridad

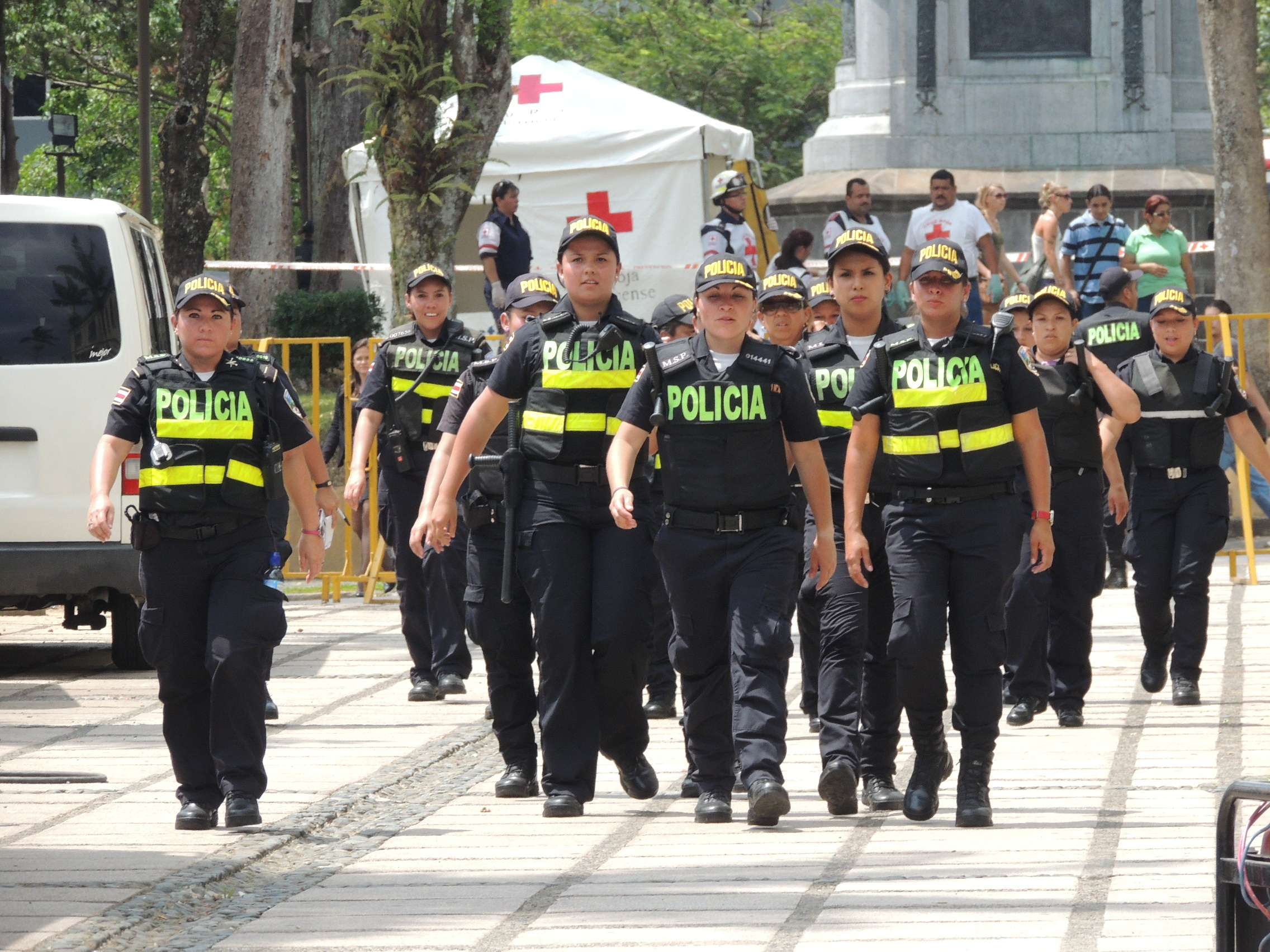
Agentes de la Fuerza Pública en el bulevar Moreno Cañas.

La ciudad de San José es una de las capitales más seguras de América Latina. La seguridad del municipio se encuentra a cargo de la Policía Municipal, adscrita a la Dirección Municipal de Seguridad Ciudadana y Policía de San José, y de la Fuerza Pública, dependiente del Ministerio de Seguridad Pública, que trabajan en coordinación para la prevención y represión de la criminalidad en el casco central.
Son muchos los esfuerzos del gobierno central y local para mejorar la seguridad ciudadana de la urbe; que por congregar diariamente a más de 1 millón de personas puede generar situaciones de inseguridad propias de un ambiente urbano densamente poblado. De esta manera, la capital dispone de más de 250 cámaras de vigilancia (170 ya instaladas, y otras 100 en proceso de habilitación para 2017) pertenecientes en su mayoría a la Policía Municipal, que se utilizan para el monitoreo y vigilancia las 24 horas en áreas vulnerables de la ciudad, principalmente en paradas de autobuses así como en algunos parques, bulevares y eventos masivos. Asimismo, se encuentran desplegados en San José más de 600 policías municipales, y varias decenas de miles de efectivos de la Fuerza Pública organizados en las delegaciones de todos los distritos del casco metropolitano, dependientes de la Dirección Regional Primera de la Provincia de San José.
En general la ciudad es bastante segura —pese a eso— existen ciertos momentos del día y la semana en que el casco urbano permanece menos activo y la incidencia criminal aumenta, así como focos específicos y barrios con mayor delincuencia e inseguridad. Entre ellos, las áreas más conflictivas localizadas en el cantón central son: la Coca Cola, ciertas zonas de Barrio México y El Paso de la Vaca en Merced (la denominada "Zona Roja"); y los Ángeles, Cristo Rey, Barrio Cuba y ciertas zonas de Carit en Hospital.

### Servicios públicos

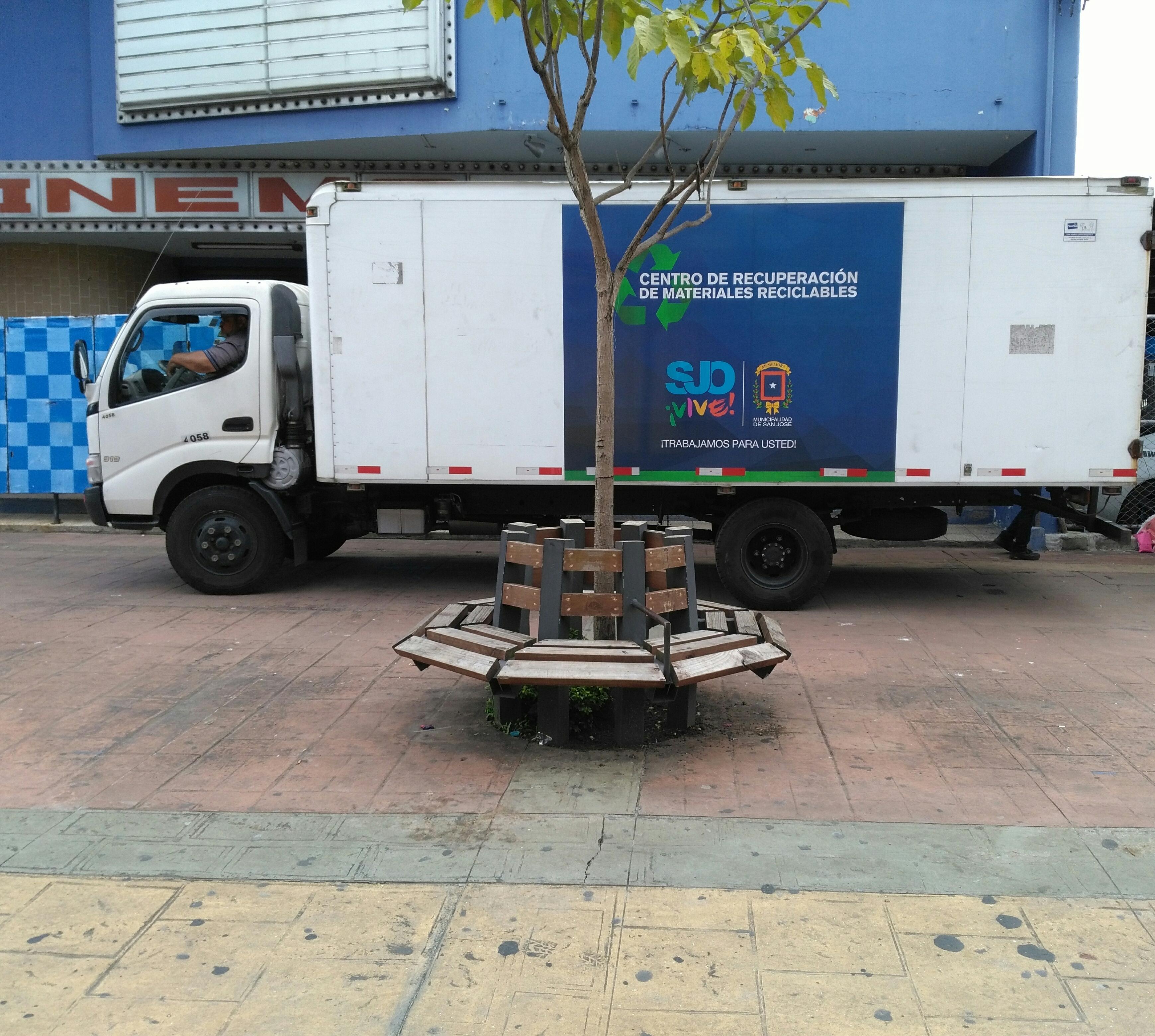
Unidad del servicio municipal de reciclaje en el Barrio chino.

La mayor parte de los servicios públicos que se encuentran en la ciudad los prestan las empresas estatales o el ayuntamiento. En cuanto al servicio de alcantarillado pluvial, la ciudad cuenta con una red aproximada de 700 km, y 150 km de acequias, quebradas y ríos. La Municipalidad de San José prevé el mantenimiento anual de aproximadamente 8.700 tragantes, y la reparación anual aproximada de 1000 metros lineales de alcantarillado pluvial.
Asimismo, existe una red independiente para el alcantarillado sanitario, pues este ámbito es competencia del Instituto Costarricense de Acueductos y Alcantarillados (AyA), con un acceso urbano del 100% y cantonal del 89,1%. Paralelamente, el servicio de agua potable también lo provee el Instituto Costarricense de Acueductos y Alcantarillados (AyA) y cubre un 100% del casco urbano.
En el ámbito eléctrico la ciudad es suplida por el Instituto Costarricense de Electricidad (ICE) mediante la Compañía Nacional de Fuerza y Luz (CNFL). Mientras que el alumbrado público es competencia municipal. Además, los servicios de telefonía (móvil, fija y pública) e internet son brindados por la estatal empresa de Kölbi adscrita al ICE, así como por entes de capital privado como Tigo, Claro y Movistar que tienen injerencia en el mercado celular o de la red.
Por otro lado, el ciclo de la gestión de desechos sólidos contempla principalmente las etapas de recolección, transporte, tratamiento y disposición final, gestionado en su totalidad por la Municipalidad de San José. Mientras que las fases conclusivas de la manipulación residual se dan en concesión a la empresa EBI, en el Parque de Tecnología Ambiental ubicado en el área cantonal del distrito de Uruca. En cuanto a la recuperación, valorización, reutilización y reciclaje, el gobierno local dispone de un centro de acopio en el Barrio Cuba de Hospital, y otro en el área metropolitana en el distrito de Hatillo.

## Educación

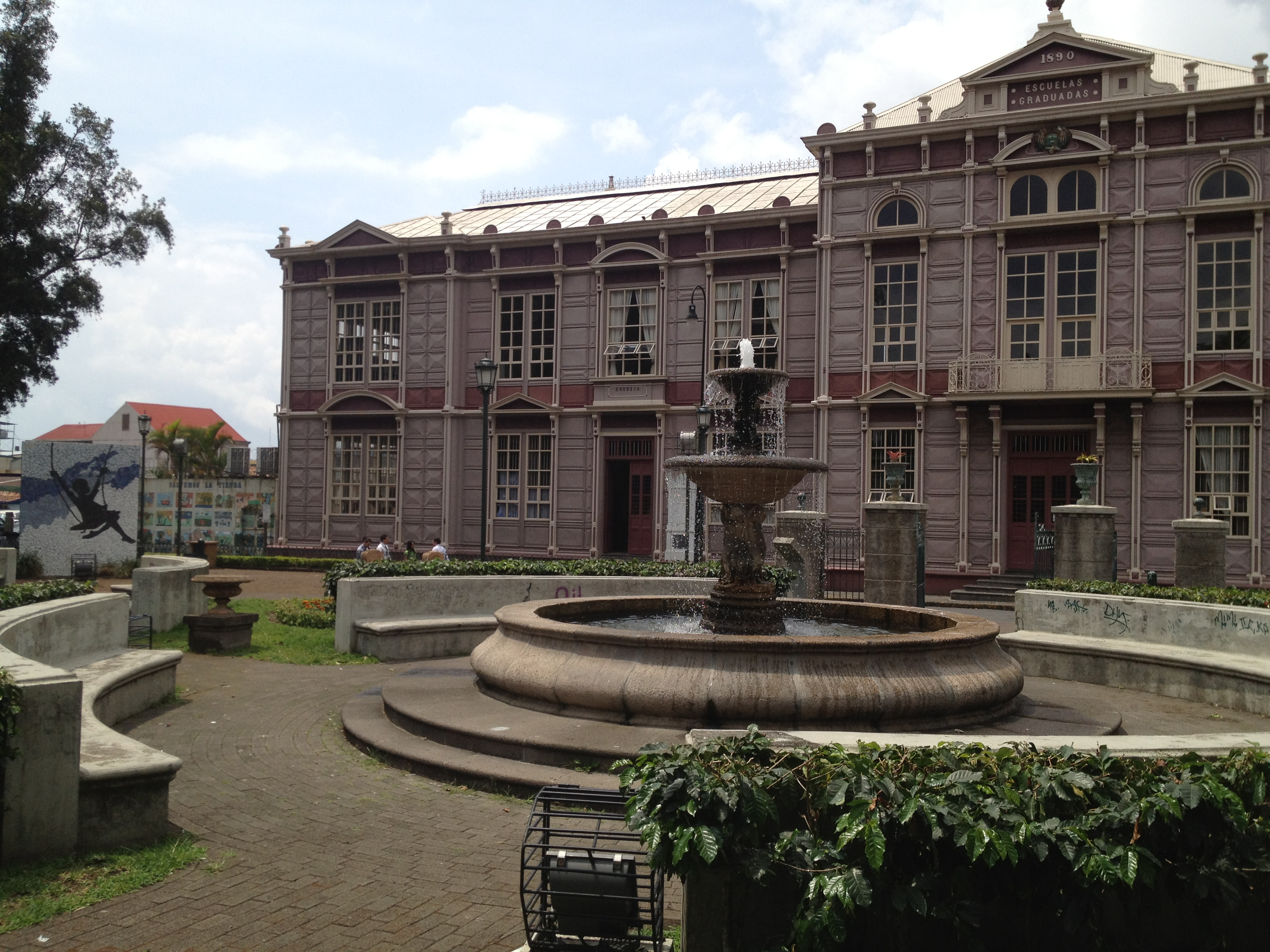
El Edificio Metálico, sede la Escuela Buenaventura Corrales. Construido en 1889 en hierro sólido e inspirado en el diseño del arquitecto francés Gustave Eiffel, es patrimonio de la educación costarricense.

Costa Rica posee una de las mejores clasificaciones de América en muchos de los índices de alfabetización y educación. De esta manera San José ofrece un servicio de educación gratuita y obligatoria, con una cobertura educativa del 100% en todos los ciclos instructivos, y más de 210 centros de enseñanza mayoritariamente estatales en la totalidad de sus distritos, que se organizan en circuitos regionales, y están regidos bajo la dirección del Ministerio de Educación Pública (MEP).
El nivel educativo josefino es muy alto, el analfabetismo es casi inexistente y la población se encuentra muy calificada, con una escolaridad promedio en alza de 9.9 años para el 2011. Asimismo la matriculación en todos los grados es bastante alta y el índice de aprobación es mayoritario.
En cuanto a la educación universitaria pública, la ciudad cuenta con su principal universidad situada muy cerca del centro; la Universidad de Costa Rica (UCR), que es la mejor de América Central y tiene su campus en Montes de Oca, una localidad periférica al este del casco central. Otras instituciones de educación superior públicas con sedes en San José son: la Universidad Estatal a Distancia (UNED) que ofrece educación superior a distancia, el Instituto Tecnológico de Costa Rica (TEC) principal universidad nacional para las ingenierías con recinto en Barrio Amón y el Instituto Nacional de Aprendizaje (INA) que imparte capacitación técnica especializada y gratuita en su Unidad Regional Central Oriental.
De igual manera en la ciudad se encuentran multitud de centros educativos privados. En San José existen más de 51 universidades privadas, algunas ofrecen más carreras y otras son especializadas.

## Economía
San José es una ciudad emergente en Centroamérica y una de las 20 más importantes dentro del mercado ascendente en todo el mundo. Asimismo, con un PIB de $35 527 millones de dólares y un PIB per cápita de $25 519, es la urbe que más dinero genera en el istmo y uno de los principales hubs financieros de alcance global en Centroamérica, principal hub de fabricación de dispositivos médicos, industria farmacéutica, tecnologías de la información y manufactura de dispositivos electrónicos, siendo paralelamente una de las mejores ciudades para invertir en la región.
Con un desempleo del 3%, el principal sector económico de la ciudad es el de servicios, pues engloba al 80% de la fuerza laboral, mientras que el 19% trabaja en el área industrial o de manufactura. El sector privado absorbe a la mayoría de empleados, siete de cada diez trabajadores son asalariados, dos de cada diez trabajan por cuenta propia y el resto son empleadores. Asimismo, la ciudad es la sede del Banco Central de Costa Rica y de las tres principales entidades financieras estatales del país (entre las más grandes e importantes en Centroamérica); los bancos Nacional, Costa Rica y Popular. Mientras que también concentra la mayoría de las empresas autónomas del Estado, como el Instituto Costarricense de Electricidad, la Caja Costarricense del Seguro Social, la Compañía Nacional de Fuerza y Luz, el Instituto Nacional de Acueductos y Alcantarillados, el Instituto Nacional de Seguros, la Junta de Protección Social, y la Refinadora Costarricense de Petróleo.
De esta manera, en San José y su conurbano inmediato se localizan 14.430 patronos que representan el 20,2% del total de empleadores de la República y cerca de la mitad de los que posee la Gran Área Metropolitana. Paralelamente la economía de la ciudad, cimentada en los servicios terciarios y el comercio, está fundamentada en la pequeña y mediana empresa. Aproximadamente el 77% de las empresas josefinas tienen entre 1 y 5 empleados y el 19% entre 6 y 31 empleados, representando en conjunto el 96% de los establecimientos empresariales del casco y el cantón.
La gran hegemonía económica de la ciudad se ve reflejada en que a diario alberga al 30,3% de la masa laboral del país, siendo la comunidad costarricense que absorbe más mano de obra. De igual manera, en 2011 más del 31% de la inversión extranjera directa en el sector inmobiliario y la gran mayoría de permisos de construcción concedidos en la provincia fueron dirigidos a San José.

### Centros comerciales
El país y principalmente San José han experimentado un crecimiento y desarrollo comercial muy grande en las últimas dos décadas, por consecuente se han tenido que construir grandes malls para albergar el creciente comercio nacional, dichos establecimientos sirven de referente a la cultura de globalización que —ineludiblemente— se encuentra en la vida diaria josefina. Además en la periferia de la ciudad de San José se encuentra uno de los centros comerciales más grandes de Centroamérica. En dichos conglomerados se pueden encontrar establecimientos de consumo de todos los tipos, restaurantes, cines y bancos.
Los principales centros comerciales del Área Metropolitana de San José son:
- Multiplaza Escazú, ubicado en la zona oeste, en Escazú.
- Avenida Escazú, ubicado en Escazú.
- Distrito Cuatro, ubicado en Escazú.
- Momentum Lindora, ubicado en la zona oeste, en Santa Ana.
- Multiplaza Curridabat, ubicado en la zona este, en Curridabat.
- Plaza del Sol, ubicado en Curridabat.
- Momentum Pinares, ubicado en Curridabat.
- Aleste, ubicado en Curridabat.
- Mall San Pedro, ubicado en la zona este, en Montes de Oca.
- American Outlet Mall, ubicado en Montes de Oca.
- Multicentro Desamparados, ubicado en la zona sur, en Desamparados.
- Lincoln Plaza, ubicado en la zona noreste, en Moravia.

## Turismo

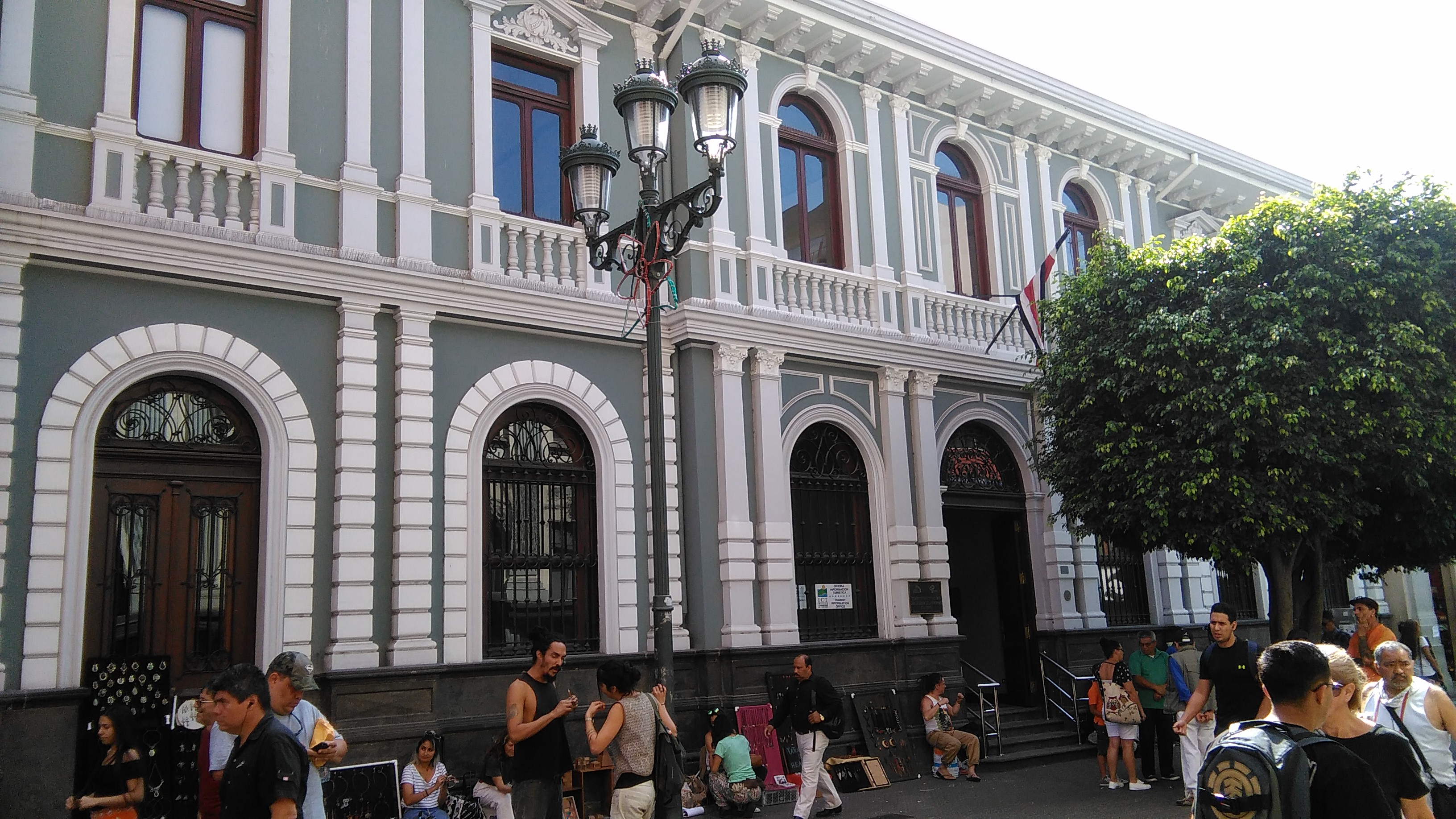
Oficina de información turística en la avenida Central

Costa Rica y San José son la nación y la ciudad más visitadas de Centroamérica, respectivamente. La ciudad se perfila además como uno de los principales destinos turísticos de toda América Latina con más de 1.5 millones de visitas extranjeras anuales. En la capital se conserva el acervo cultural más relevante del país, así como una de las superestructuras turísticas, riquezas arquitectónicas y ofertas gastronómicas más diversas de la región, teniendo además las ventajas competitivas de albergar anualmente varios eventos multitudinarios y de estar muy cerca de otros grandes atractivos turísticos provinciales que le permiten incursionar en el mercado como un gran polo de distribución de visitantes.
De esta manera, la ciudad se posiciona como un foco turístico cultural e histórico muy alejado del ecoturismo masivo que acoge el resto de la nación, recibiendo el apoyo logístico, la promoción y el respaldo en esta materia de la Oficina Municipal de Turismo, adscrita al Departamento de Servicios Sociales y Económicos de la Gerencia de Provisión de Servicio de la Municipalidad de San José; así como del Instituto Costarricense de Turismo, la Cancillería y el Ministerio de Cultura.
Paralelamente, la creación de la marca ciudad josefina en 2017 permite desarrollar un sentido de pertenencia y una buena promoción fuera de las fronteras costarricenses, tratando de conjugar todos los espacios de patrimonio cultural, actividades artísticas y riquezas gastronómicas que ofrece la urbe.

## Cultura

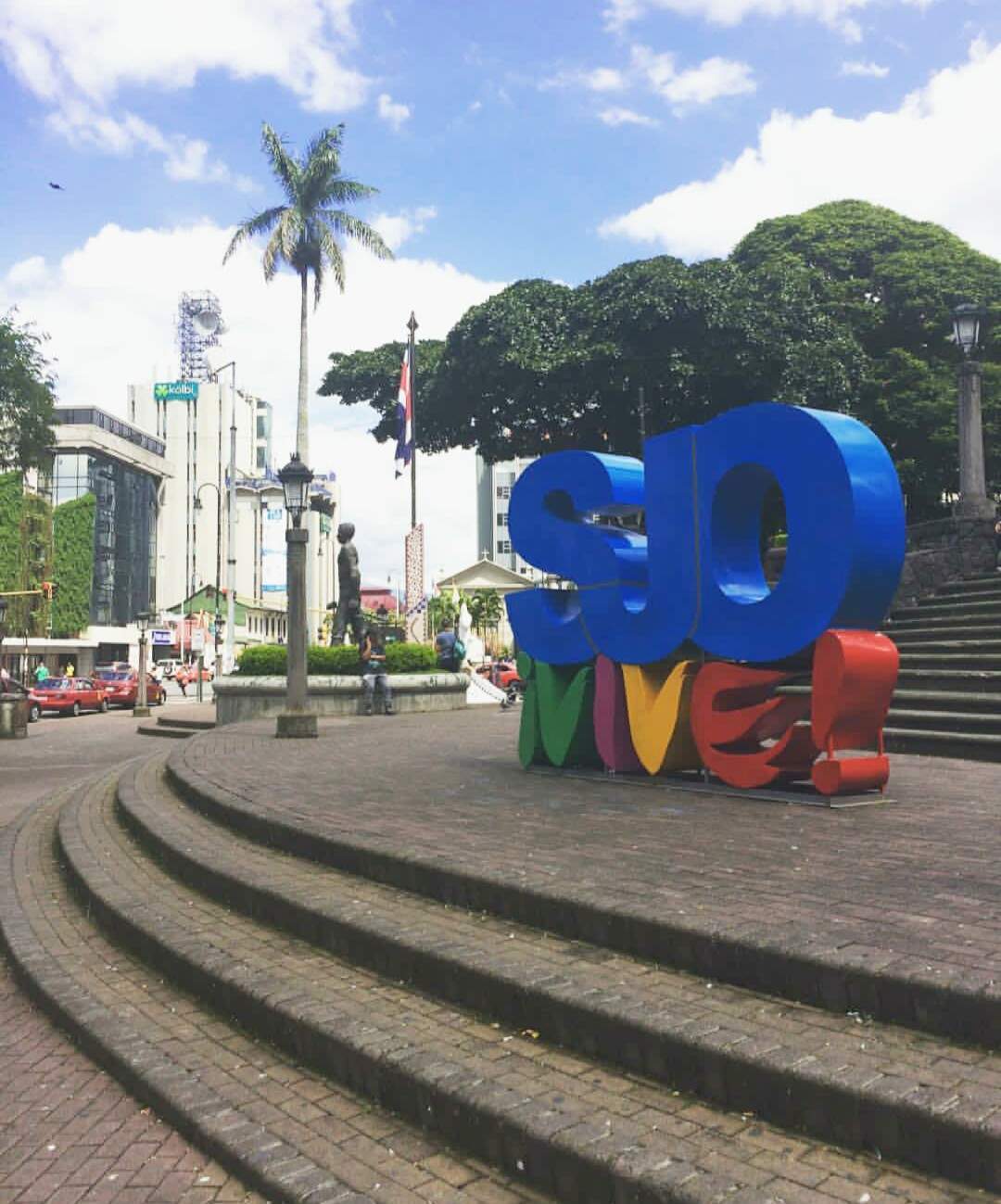
Marca ciudad de San José en el Parque Central.

En la ciudad se encuentra una oferta cultural muy extensa que abarca desde el teatro y la danza, hasta la poesía e innumerables ramas de las artes plásticas. La metrópoli se perfila como el punto de encuentro de cientos de culturas extranjeras, provenientes de más de 150 países de todo el mundo, siendo un cúmulo cosmopolita y un gran receptor de inmigrantes, además de un centro de reunión de muchas otras subculturas nacionales que se conjugan en una identidad cultural propia, reflejada en manifestaciones como la antigua retreta (paseos circulares en los parques), el pachuco (jerga típica), o músicas locales como el tambito josefino y el vals corrido. San José cuenta con decenas de teatros, auditorios, museos, edificios históricos y parques, espacios referentes y promotores de la vida cultural josefina.
Los habitantes de San José representan un crisol de costumbres y orígenes muy diverso, en el que se observan expresiones únicas de su entorno sincrético. El núcleo de vida de esta ciudad son sin duda sus mercados folclóricos y parques, foros donde la cotidianidad josefina puede apreciarse en su totalidad. A su vez, con una intensa vida cultural, en San José se realizan eventos y actividades prácticamente todos los días, con importantes espacios como los bulevares, las plazas y los museos que son puntos idóneos para una diversa rama de exposiciones gratuitas.
A lo largo de la semana, en esta ciudad que sirve como un polo de paso para cientos de miles de personas, los josefinos conviven con personas de muchos procedencias, generando una rutina que define el costumbrismo dinámico de esta ciudad cada vez más activa. En las noches se acude a cines, teatros y —especialmente los fines de semana— a bares y clubs nocturnos (destacando en Barrio La California); mientras que en las mañanas de los fines de semana es bastante frecuente la asistencia a las ferias del agricultor. En los grandes parques, como La Sabana, se hace ejercicio o las familias y amigos organizan picnics. Es también muy frecuente observar la presencia de artistas callejeros en sus bulevares, en especial el de la avenida Central, donde pueden verse desde marimberos (instrumento típico traído desde Guanacaste), hasta violinistas.

### Teatros y auditorios
San José tiene abundanes teatros, con arquitectura neoclásica, barroca y neobarroca, que son grandes atractivos turísticos y casi siempre ofrecen obras teatrales, presentaciones culturales, presentaciones artísticas, entre otras actividades y eventos. En la capital existen tres grandes teatros que destacan por su valor histórico, arquitectónico y cultural:
|  | Teatro Nacional de Costa Rica Es considerado la joya arquitectónica de San José, fue diseñado por el inmigrante italiano Cristóforo Molinari, y ha sido declarado Monumento Nacional. De arquitectura neoclásica y decoraciones barrocas y de estilo rococó hechas en mármol de Carrara, cuenta con una cúpula metálica fabricada en Bélgica, esculturas de Pietro Bulgarelli, Juan Ramón Bonilla, Pietro Capurro, Adriático Foli y Jorge Jiménez Deredia, y la pintura del italiano Aleardo Villa, "Alegoría del café y el banano", que decora el techo de la escalera principal. En él se realizan presentaciones anuales de obras de teatro, danza, conciertos con orquestas sinfónicas, y reuniones y cenas de Estado. |
|  | Teatro Variedades Fundado por inmigrantes españoles, es el teatro más antiguo de Costa Rica (1892) que se mantiene en funcionamiento, es también el cine más antiguo del país (1920). Posee una fachada de estilo neoclásico. Ha sido centro de eventos sociales, culturales y políticos de todo tipo a través de su historia. |
|  | Teatro Popular Melico Salazar Cuenta con 1.180 butacas, se destaca por su arquitectura neoclásica y relieves decorativos de influencia modernista. Construido en 1927 por el inmigrante español José Raventós, es el principal foro de la cultura popular del país y uno de los espacios de representación artística más importantes de la nación costarricense. En él se llevan a cabo espectáculos de alto nivel de música, teatro, danza, eventos multiculturales, manifestaciones clásicas, tradicionales y contemporáneas. Su nombre es un homenaje al tenor nacional Melico Salazar. |

Otro teatro importante es el Auditorio Nacional (526 butacas), que se encuentra ubicado dentro del Centro Costarricense de la Ciencia y la Cultura (antigua Penitenciaría Central), que además alberga la Galería Nacional y el Museo de los Niños. El teatro del Auditorio Nacional es uno de los más versátiles del país: se presentan conciertos de música clásica, conciertos nacionales e internacionales, certámenes de belleza, presentaciones audiovisuales, conferencias, seminarios, congresos científicos e intelectuales, y por supuesto, obras de teatro.
De gran relevancia es también el Teatro Oscar Fressler, sede del Taller Nacional de Teatro, institución adscrita al Ministerio de Cultura y Juventud de Costa Rica. Su importancia radica en su proyección hacia las comunidades, escuelas, colegios, cárceles y grupos comunales, para la divulgación de las artes dramáticas para aquellas personas que no la practican de forma profesional. En lo que se refiere al ámbito universitario, el Teatro de Bellas Artes de la Universidad de Costa Rica, ubicado en San Pedro de Montes de Oca, es el primer teatro universitario del país, que además funciona como taller experimental para los estudiantes y los recién graduados de la Escuela de Artes Dramáticas de la Universidad de Costa Rica. También se encuentra el Teatro de La Aduana, sede de la Compañía Nacional de Teatro.
En San José existen también una gran cantidad de teatros independientes, ubicados en su mayoría en el Centro Cívico e Histórico de la ciudad de San José. Se pueden mencionar entre ellos los teatros Arlequín, Chaplin, Del Ángel, De la Danza, De San José, El Triciclo, José Joaquín Vargas Calvo, La Comedia, La Esquina, La Máscara, Lucho Barahona, Lawrence Olivier (también cine con el nombre de Sala Garbo), Teatro 1887, Moliére, Sala de la calle 15, Torres, Giratablas, Urbano, Abya Ayala del Centro Nacional de la Cultura (CENAC, antigua Fábrica Nacional de Licores) y Eugene O'Neill (Centro Cultural Costarricense-Norteamericano).

### Museos
La ciudad posee un conjunto importante de museos que cuentan con exposiciones de la historia nacional, descubrimientos científicos, colecciones de oro, jade y muchas piedras preciosas del país, además de exhibiciones artísticas y culturales. En estos museos se pueden encontrar desde centenas de objetos de orfebrería indígena costarricense hasta la más moderna apuesta del arte plástico contemporáneo.
El Museo Nacional de Costa Rica, creado en 1887, se encuentra actualmente ubicado en el Cuartel Bellavista, un antiguo edificio en forma de fortaleza que data de 1917, que luego de la abolición del ejército nacional en 1949 pasó a ser administrado por el museo y es su sede principal. El museo cuenta con varias salas de exhibición permanente, donde destacan la de historia precolombina, donde se exhiben más de 800 objetos prehispánicos provenientes de las tres grandes áreas culturales del país (Gran Nicoya, Central-Atlántica y Díquis), con una sala especial donde se exhiben piezas de oro precolombinas; la sala colonial, que es la reconstrucción de una antigua casa colonial guanacasteca que fue traslada al recinto del museo; la Casa de los Comandantes, que rescata la belleza arquitectónica del San José de finales del siglo XIX y principios del XX; también existe una sala de exhibición temporal, donde se han realizado exposiciones como la del festival Hinamatsuri de muñecas provenientes del Japón. El museo también cuenta en sus instalaciones con la Biblioteca Héctor Gamboa Paniagua y un mariposario.
El Centro Costarricense de la Ciencia y la Cultura se encuentra localizado en la antigua Penitenciaría Central, cuya fachada es Patrimonio Arquitectónico de Costa Rica. Este edificio alberga el Museo de los Niños, Museo Penitenciario, el Teatro Auditorio Nacional, la Galería Nacional y el Complejo Juvenil. El objetivo de esta institución es fortalecer la educación y estimular el desarrollo científico y tecnológico nacional.

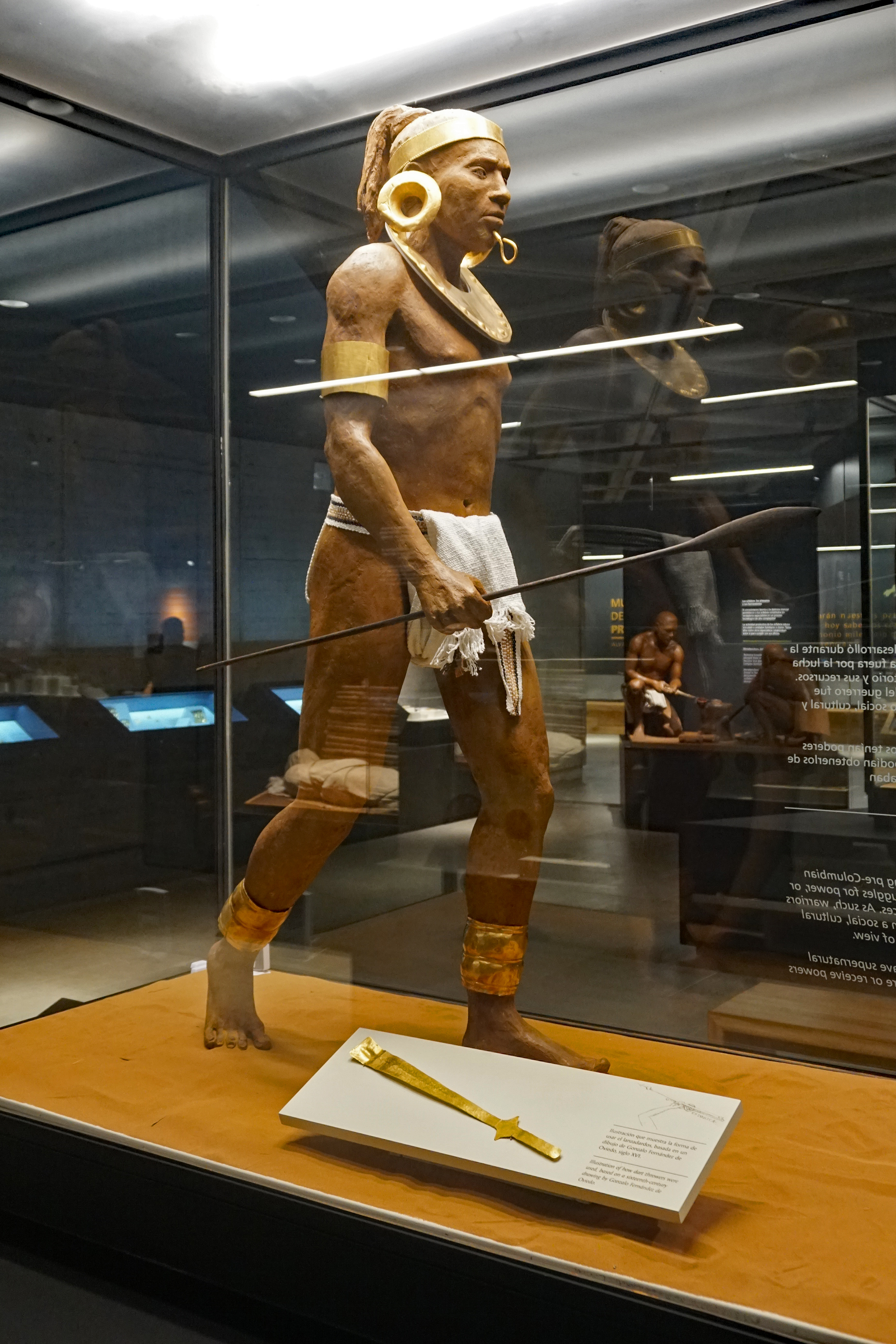
Diorama de un guerrero en el Museo del Oro Precolombino.

En los bajos de la Plaza de la Cultura, se encuentran los museos del Banco Central de Costa Rica, localizados en un edificio subterráneo construido bajo esta plaza en la década de 1980, diseñado por los arquitectos costarricenses Edgar Vargas, Jorge Bertheau y Jorge Borbón. Su estructura tiene forma de pirámide invertida, dividida en tres niveles y es el único edificio subterráneo del país. Cuenta con cinco galerías donde se exhiben exposiciones plásticas. En este edificio se encuentran el Museo del Oro Precolombino y el Museo de Numismática Jaime Solera Bennett. El Museo del Oro Precolombino alberga una colección de 1600 piezas de oro prehispánico que datan del 500 al 1500 a. C. Además de las piezas, se exhiben dioramas que reconstruyen la vida cotidiana de los indígenas costarricenses previo al contacto europeo, así como la reconstrucción de una tumba real de la zona del Díquis, exhibiciones que explican el uso y función de las piezas, la tecnología metalúrgica utilizada para elaborarlas y su función social, religiosa y cultural para los pueblos aborígenes. La imagen actual es el resultado de una profunda remodelación realizada en 1997 bajo la dirección técnica del artista y arquitecto Ibo Bonilla. El Museo de Numismática, por su parte, presenta una muy completa exhibición de la historia monetaria del país desde la época prehispánica hasta la actualidad.
El Museo del Jade posee la colección de piezas de jade más grande del mundo, con 2500 objetos. El jade precolombino de Costa Rica, cuya lapidaria data de 500 a. C. a 700 d. C., fue un importante símbolo de rango y poder entre las sociedades autóctonas, y su elaboración se convirtió en una representación verdaderamente significativa del arte precolombino nacional. Además, el museo resguarda más de 3000 piezas de cerámica, donde destaca la cerámica nicoyana, patrimonio cultural del país. Desde 2014 ocupa un moderno edificio de cinco pisos en las cercanías de la Plaza de la Democracia.

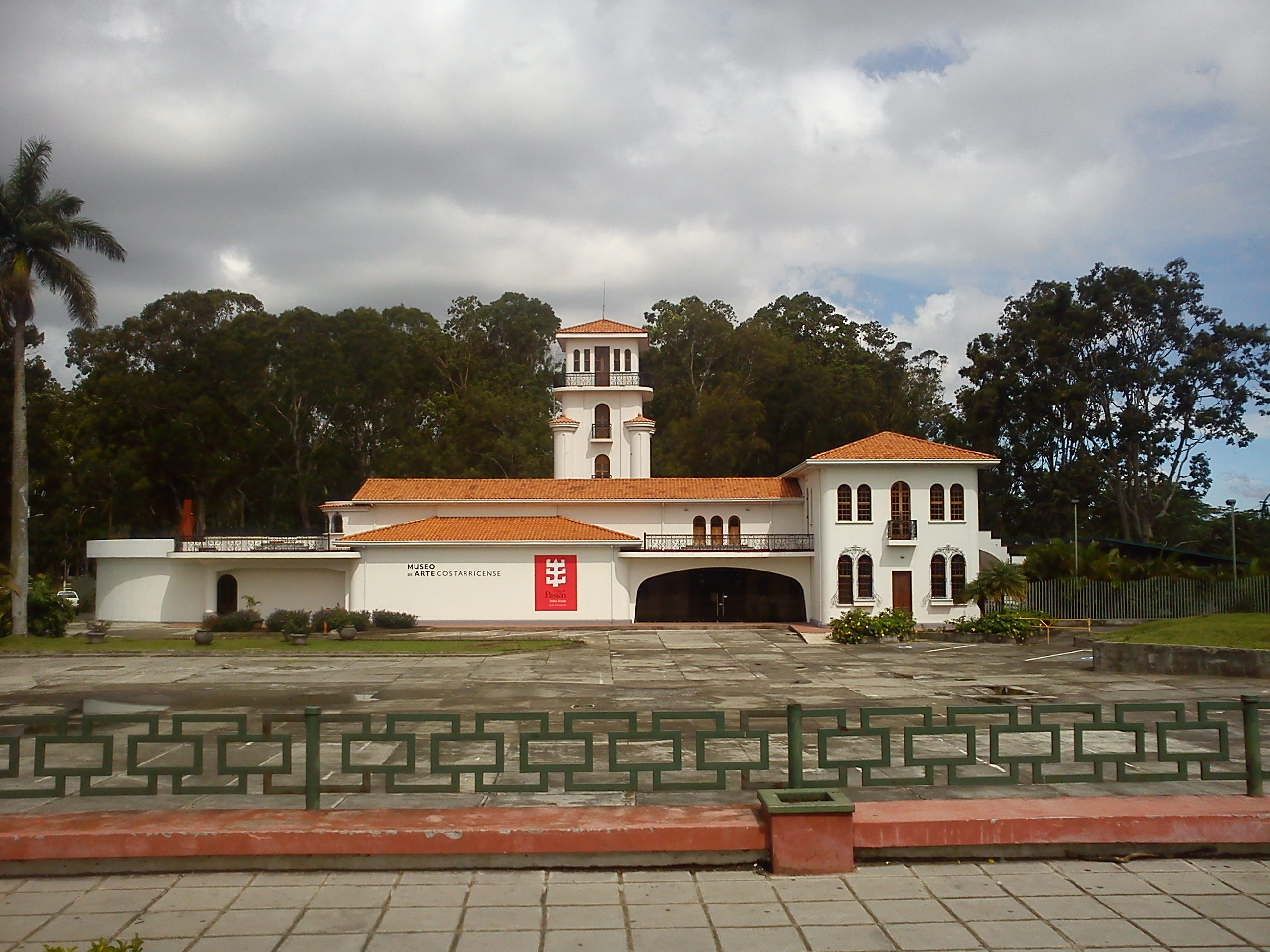
Museo de Arte Costarricense

El Museo de Arte Costarricense se localiza en el Parque Metropolitano La Sabana, dentro de las instalaciones de la antigua terminal aeroportuaria de El Coco, en un inmueble de estilo neocolonial construido en la década de 1930. Esta institución lidera las principales actividades relacionadas con las artes plásticas de Costa Rica. Reúne y exhibe piezas artísticas de diversos artistas nacionales e internacionales, y cuenta con más de 6000 obras en su colección (pintura, escultura, fotografía, etc).
El Museo de Arte y Diseño Contemporáneo se encuentra ubicado en el Centro Nacional de la Cultura (CENAC), la antigua sede de la Fábrica Nacional de Licores, cuyo edificio, localizado en el importante casco histórico central de la ciudad, data de la década de 1850, y es la actual sede del Ministerio de Cultura y Juventud de Costa Rica. El museo resguarda más de 900 obras de artistas nacionales y extranjeros dentro del arte y el diseño contemporáneos. El CENAC posee un anfiteatro, el Teatro de la Danza, el Teatro 1887, la Galería 1887 y una videoteca.
En San José se pueden encontrar otros museos destacables como: el Museo de Ciencias Naturales de La Salle, el Museo Postal, Telegráfico y Filatélico de los Correos de Costa Rica, el Museo Para la Paz y el Progreso Humano de la Fundación Arias, el Museo Histórico del Instituto Costarricense de Electricidad, el Museo de Insectos de la Universidad de Costa Rica, el Museo de Criminología del Organismo de Investigación Judicial, el Museo Masónico Rafael Obregón Loría, el Museo de la Comunidad Judía, el Museo de Arte Contemporáneo Italiano, el Museo del Liceo de Costa Rica y el Museo Histórico Dr.Rafael Ángel Calderón Guardia. Además, por toda la ciudad se ubican decenas de instituciones museísticas como galerías de arte, bibliotecas, librerías y salas de exposición con algún carácter expositor, colección artística/natural o información histórica abierta al público.

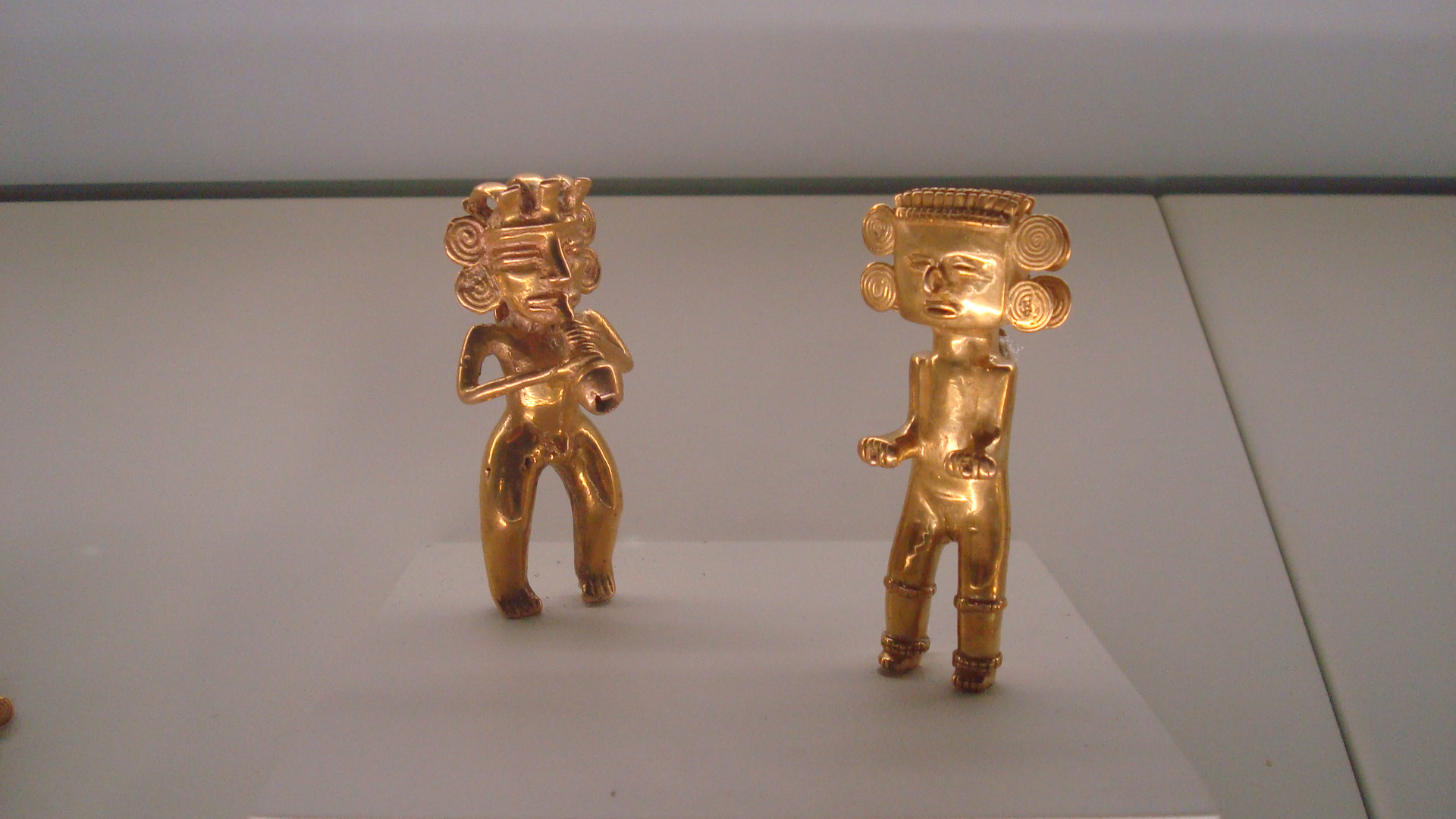
Objetos precolombinos de oro en el Museo del Oro Precolombino.
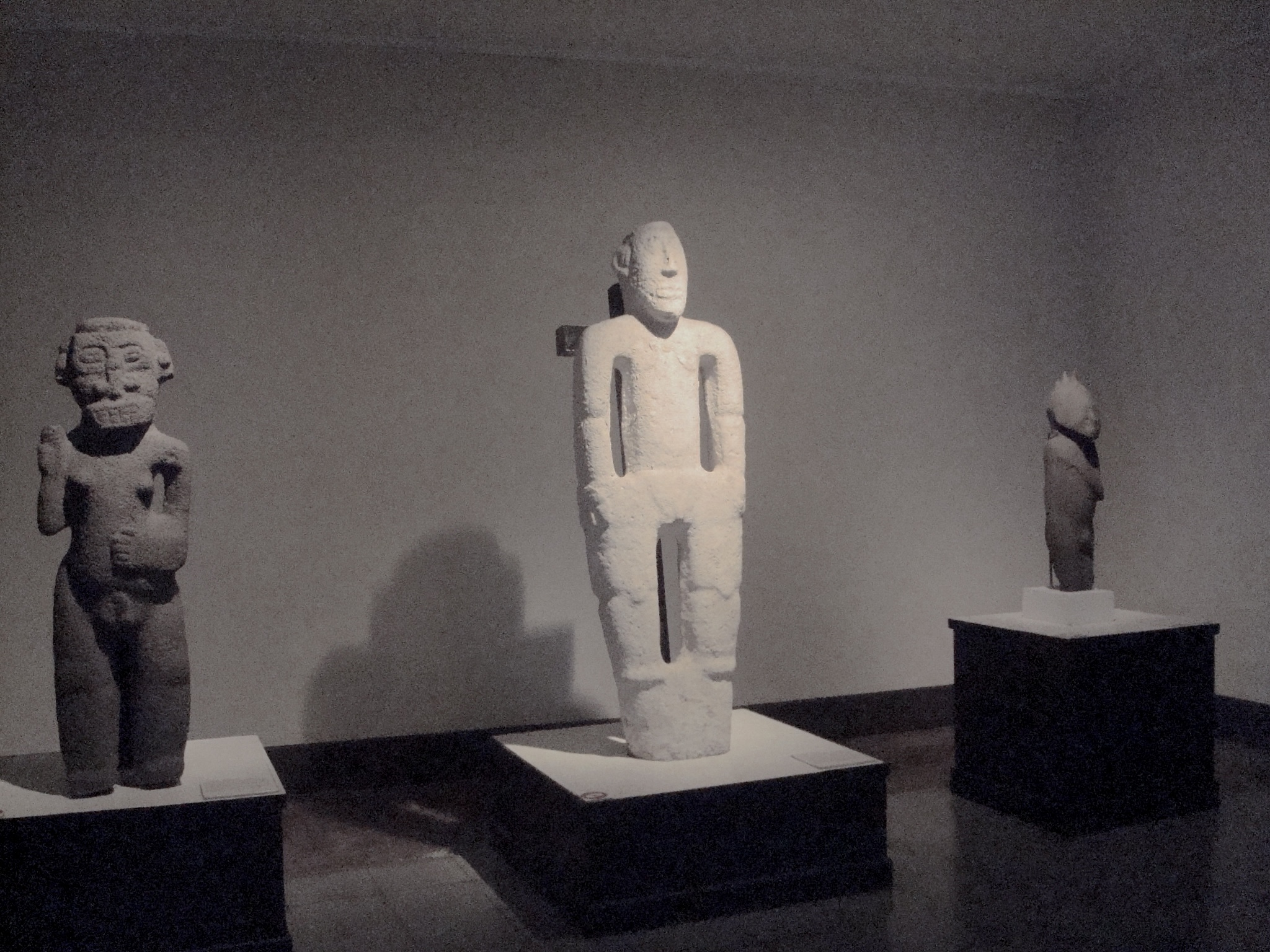
Estatuas en la sala precolombina del Museo Nacional de Costa Rica.
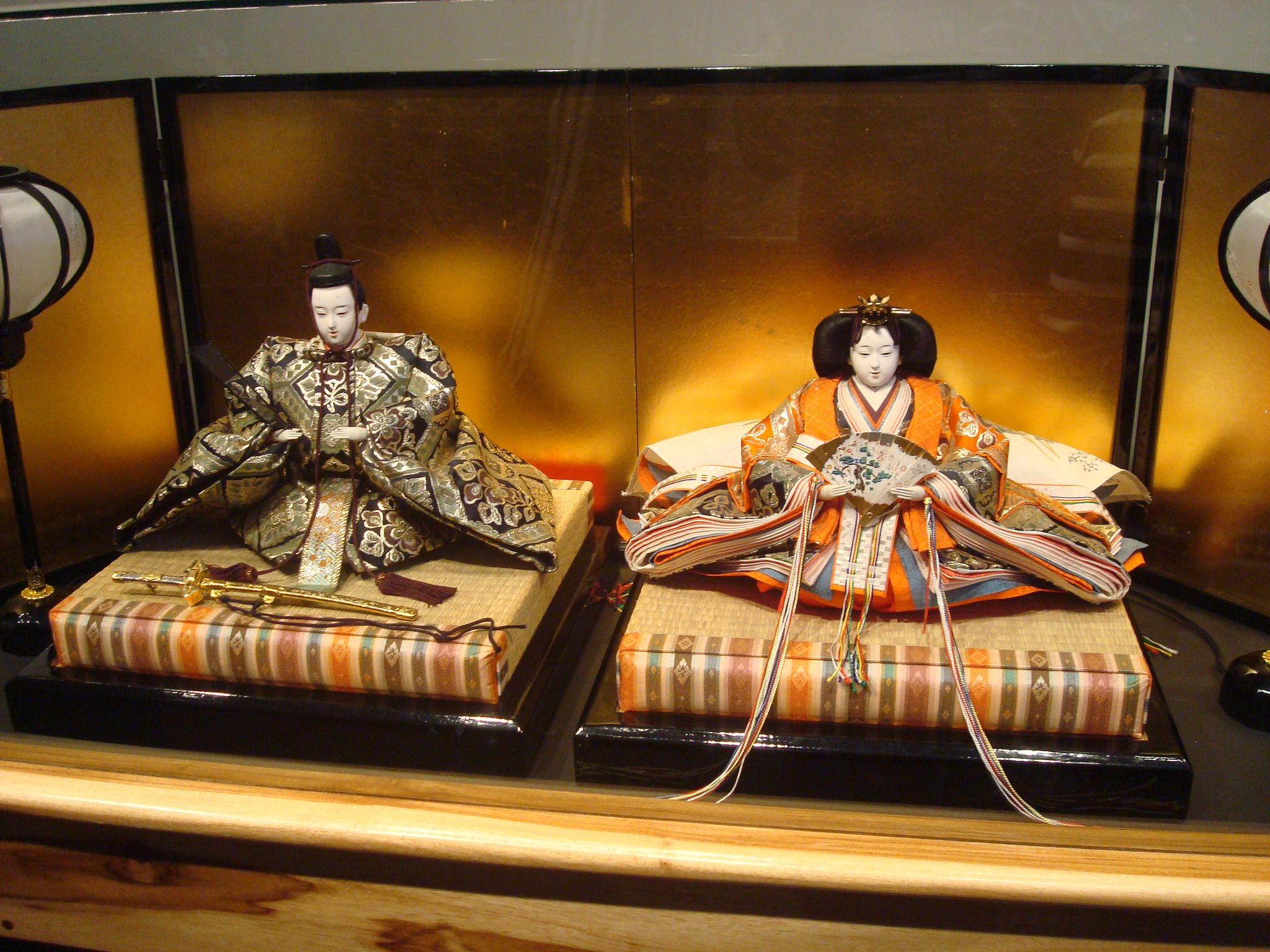
Muñecas japonesas del festival Hinamatsuri en exhibición temporal en el Museo Nacional.
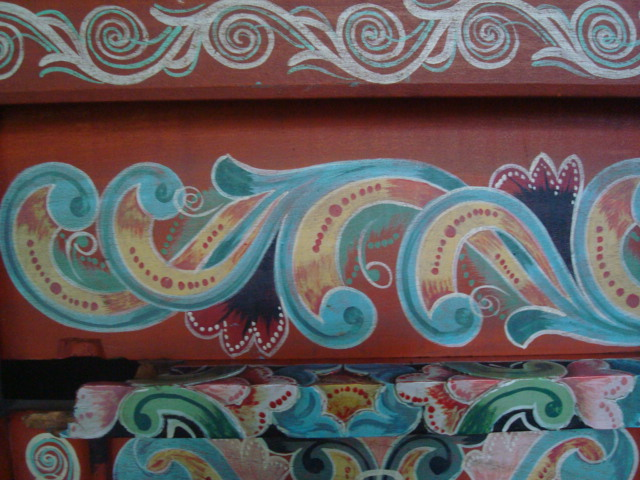
Detalle de una carreta típica pintada, patrimonio nacional de Costa Rica, en el Museo Nacional.
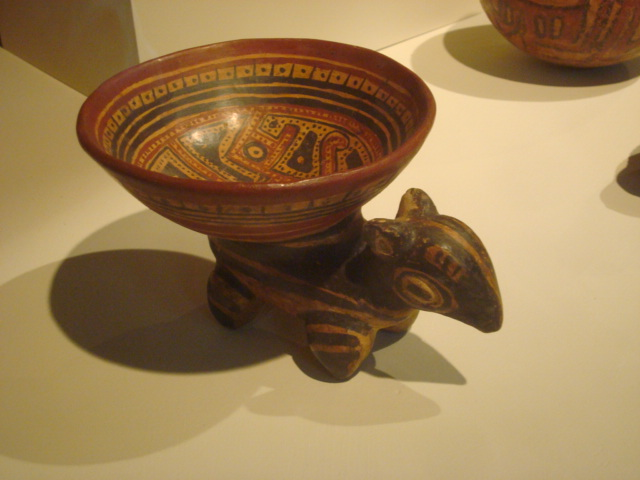
Cerámica nicoyana en el Museo del Jade.

### Espacios públicos
En San José destacan las más de 490 áreas verdes, parques y plazas (que representan casi un 10% del uso de suelo josefino) y brindan a los ciudadanos gran cantidad de kioscos, zonas verdes y de esparcimiento, lagos, fuentes, estatuas y esculturas, así como permiten el establecimiento de muchas especies de aves, árboles y plantas. Uno de los más relevantes de la ciudad es el Parque Metropolitano La Sabana, llamado también "el pulmón de San José", es un parque muy extenso, de 72 hectáreas, que se ubica al oeste de la ciudad en el distrito de Mata Redonda.
El Parque Metropolitano La Sabana es Patrimonio Histórico Arquitectónico de Costa Rica desde el año 2001. Sus terrenos fueron donados por el presbítero Manuel Antonio Chapuí en 1783, con el objetivo de que fueran utilizados en bienestar de todos los costarricenses. En este parque se ubicó el Aeropuerto El Coco, el primero de Costa Rica, entre 1930 y 1974, año en que es inaugurado oficialmente. La Sabana, como es conocida popularmente, cuenta con un gran lago, amplia variedad y cantidad de árboles como el poró, el llama del bosque, la corteza amarilla, el eucalipto o el ciprés. Además de áreas verdes para la recreación, senderos peatonales, canchas para la práctica del fútbol, baloncesto, tenis, la piscina María del Milagro París y un canopy que recorre toda la superficie del parque. En los alrededores de La Sabana sobresalen instituciones como la Contraloría General de la República, el Museo de Arte Costarricense, el Instituto Costarricense de Electricidad y el Liceo Luis Dobles Segreda, y otros atractivos como los monumentos a los expresidentes León Cortés Castro y Otilio Ulate Blanco, el Gimnasio Nacional «Eddie Cortés», y el Estadio Nacional de Costa Rica, uno de los mejores estadios de toda América Latina.
Aparte de La Sabana, los principales parques de la ciudad son:

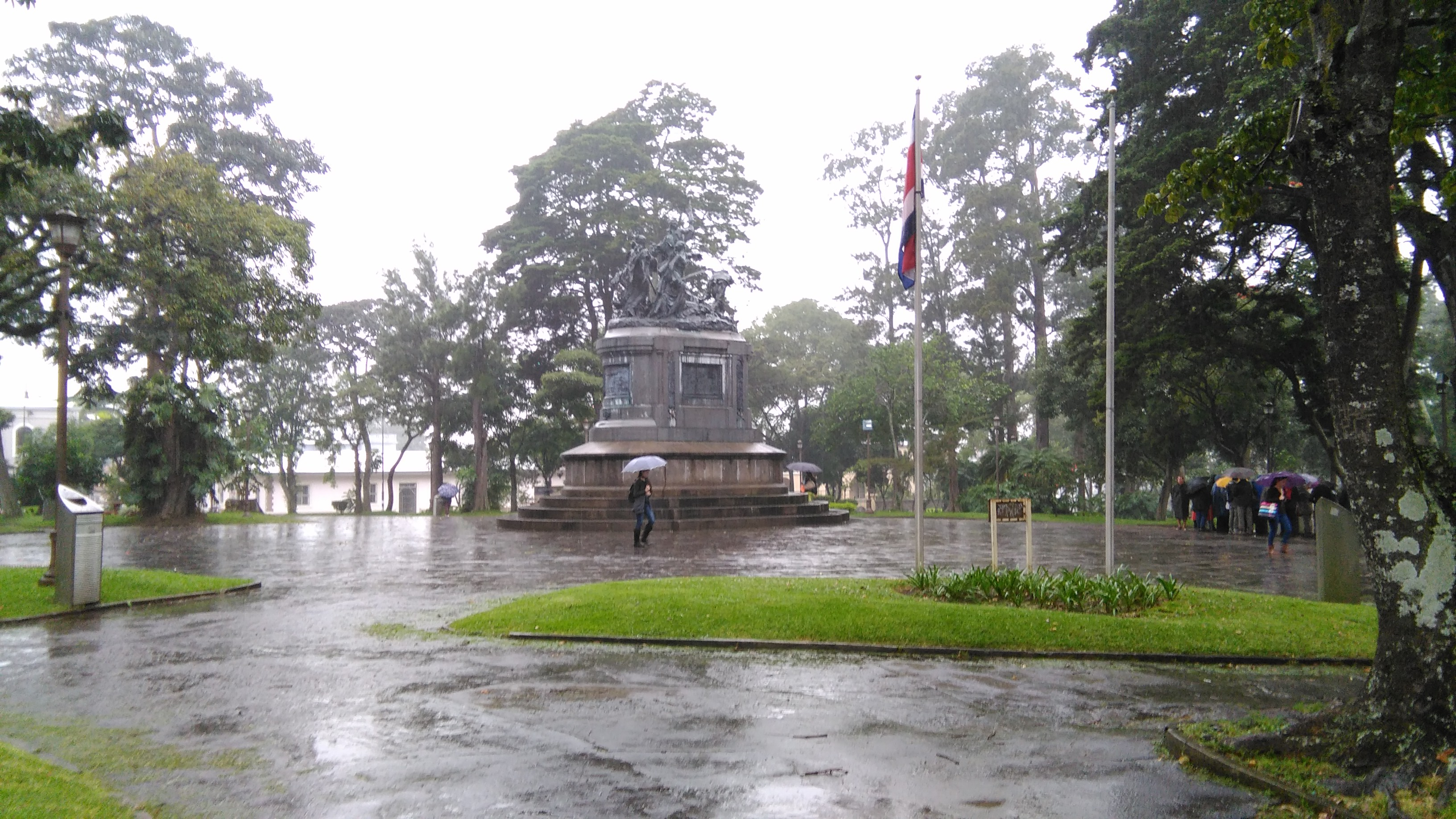
Parque Nacional.
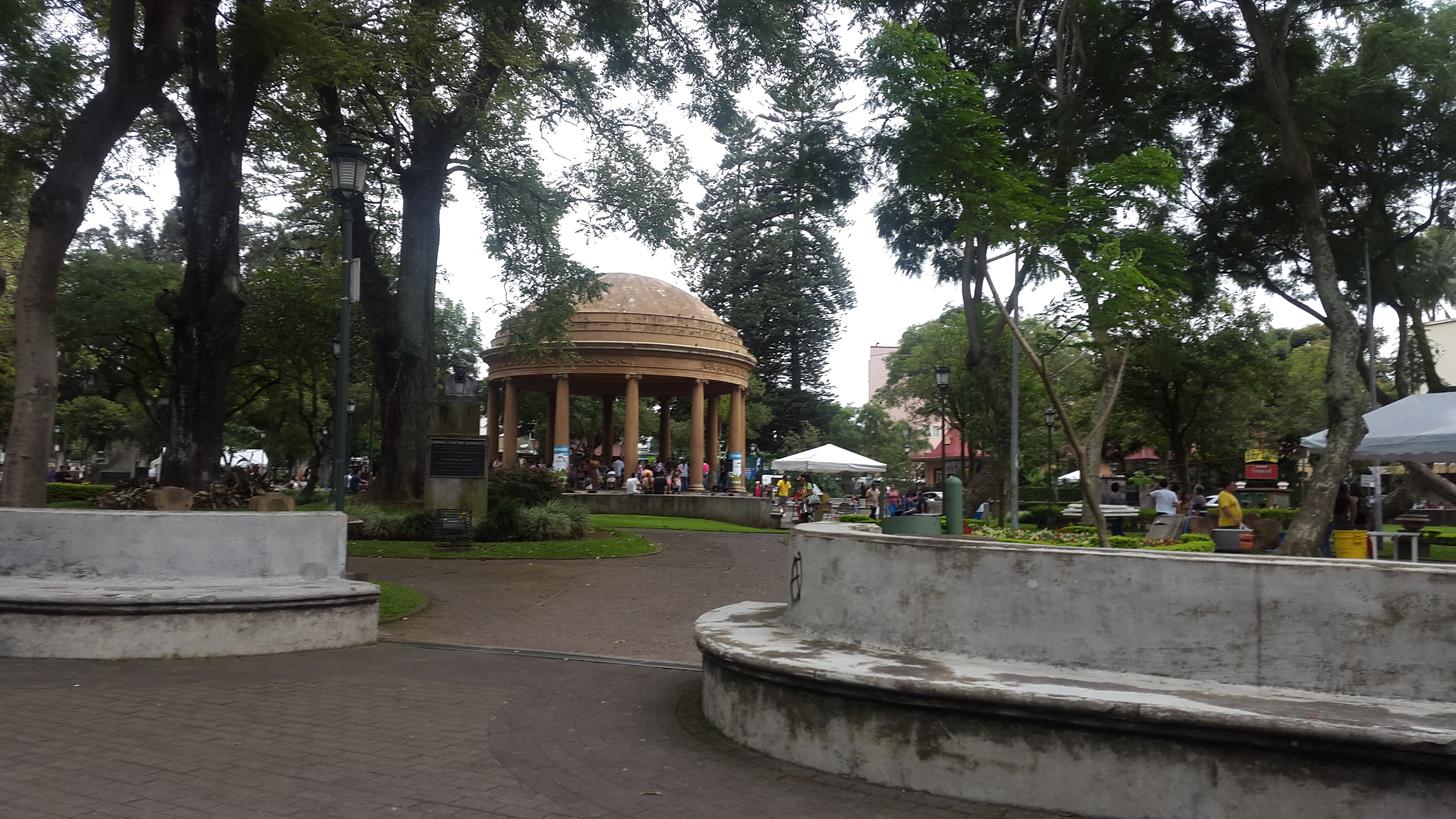
Parque Morazán.
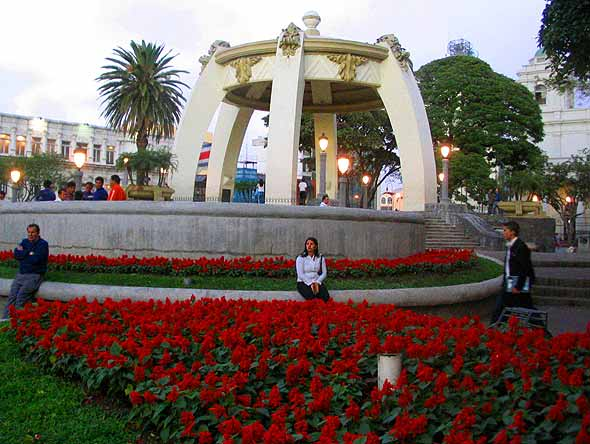
Parque Central.
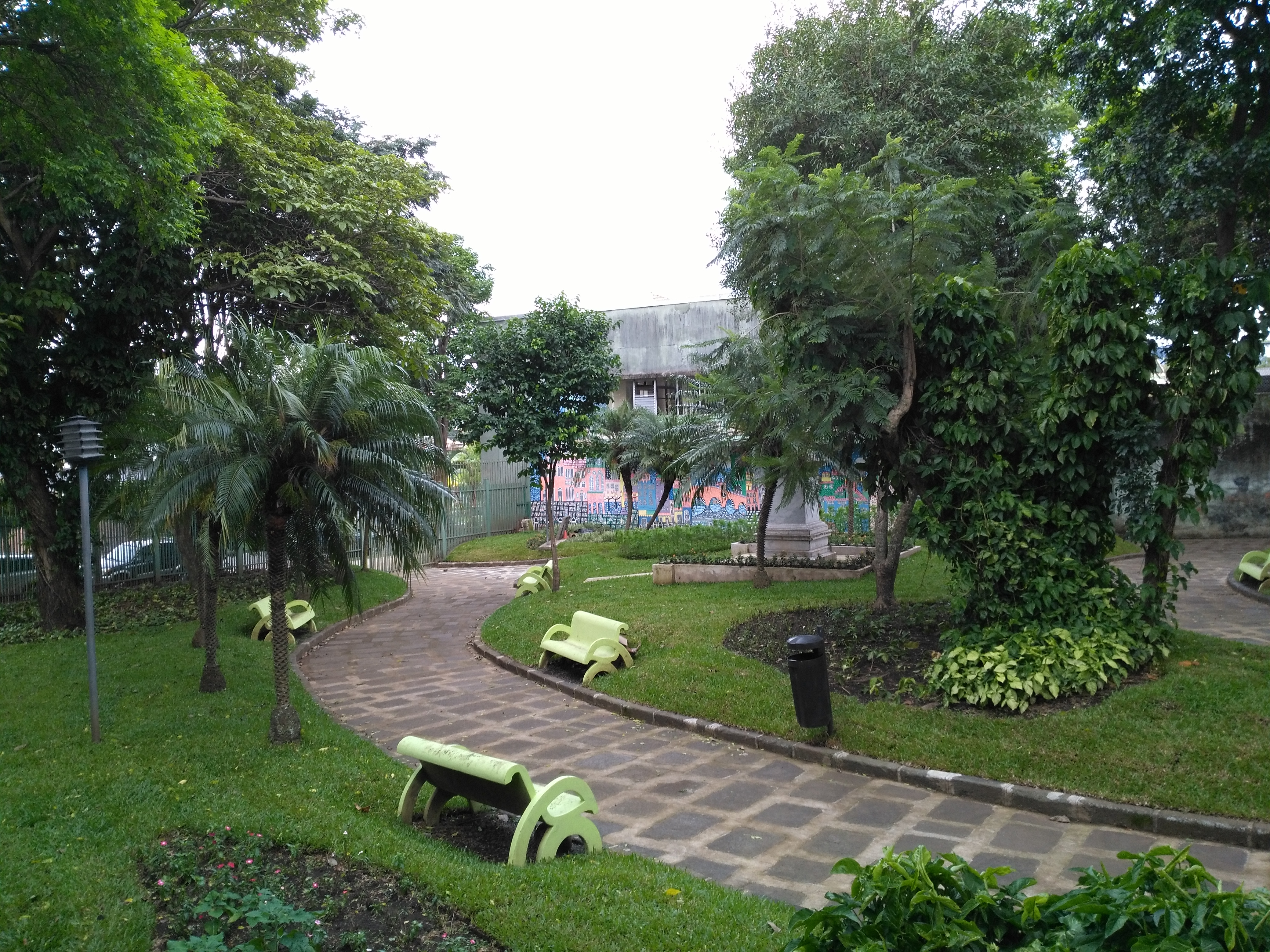
Parque Italia.

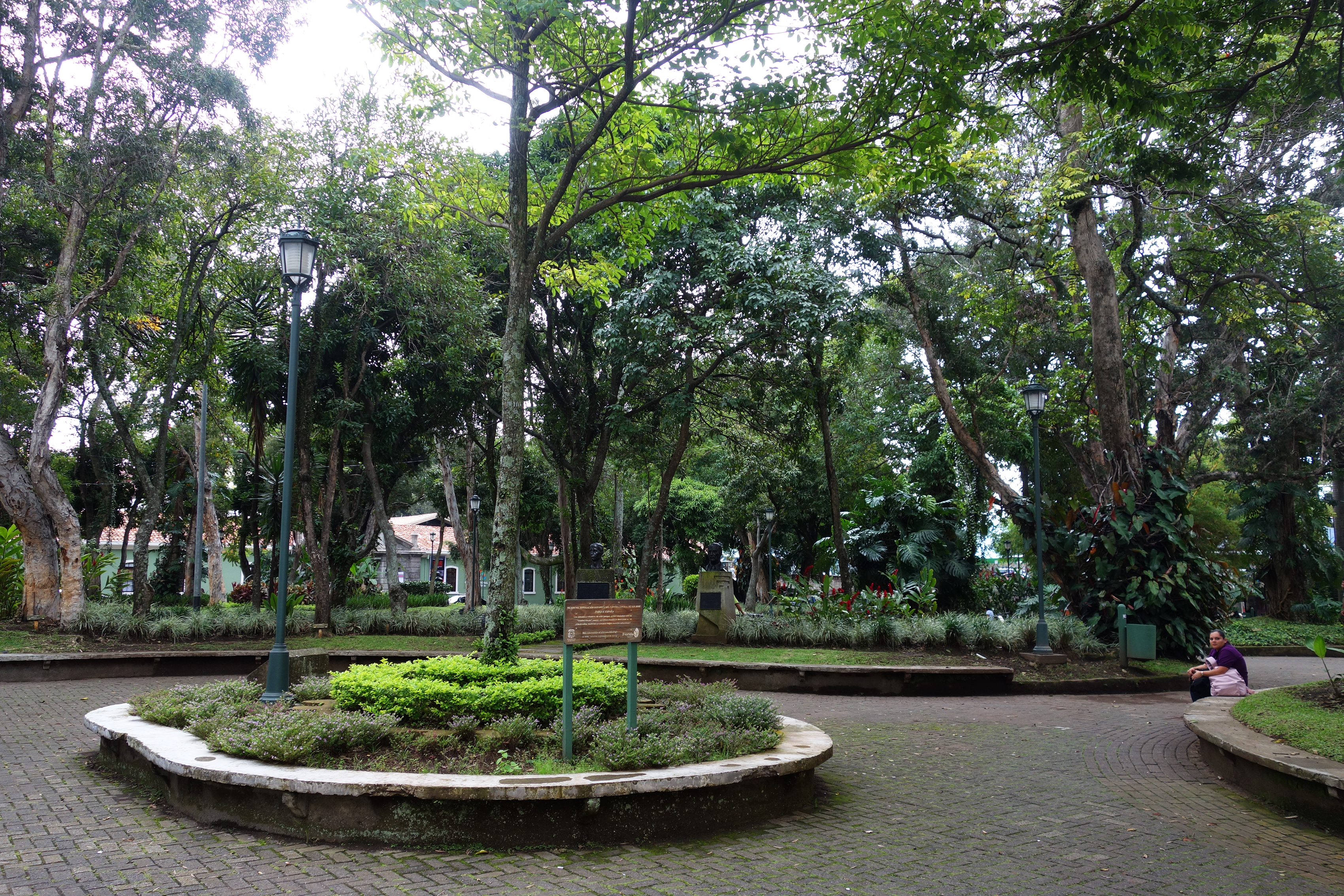
Parque España.
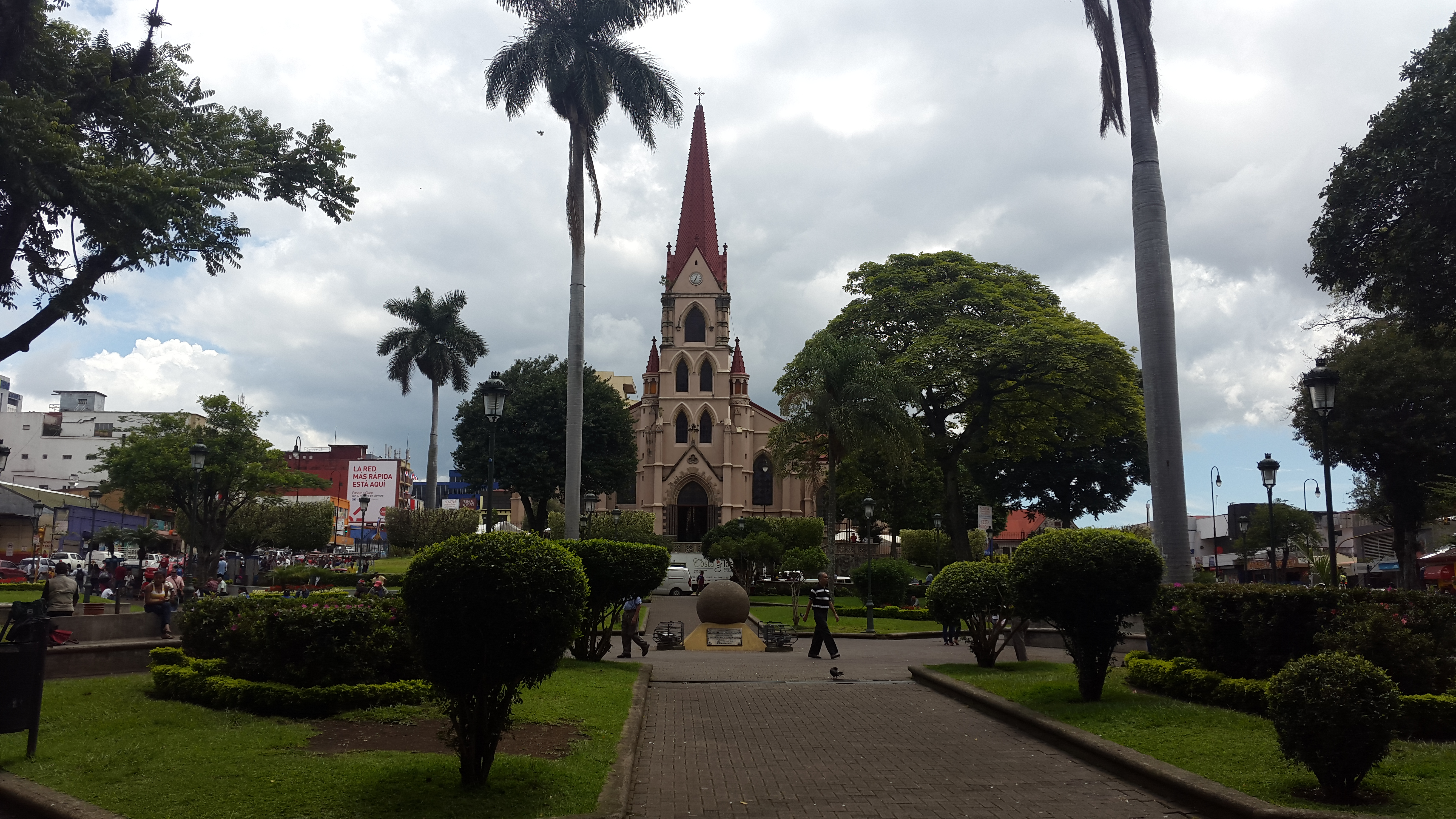
Parque Braulio Carrillo (Merced).
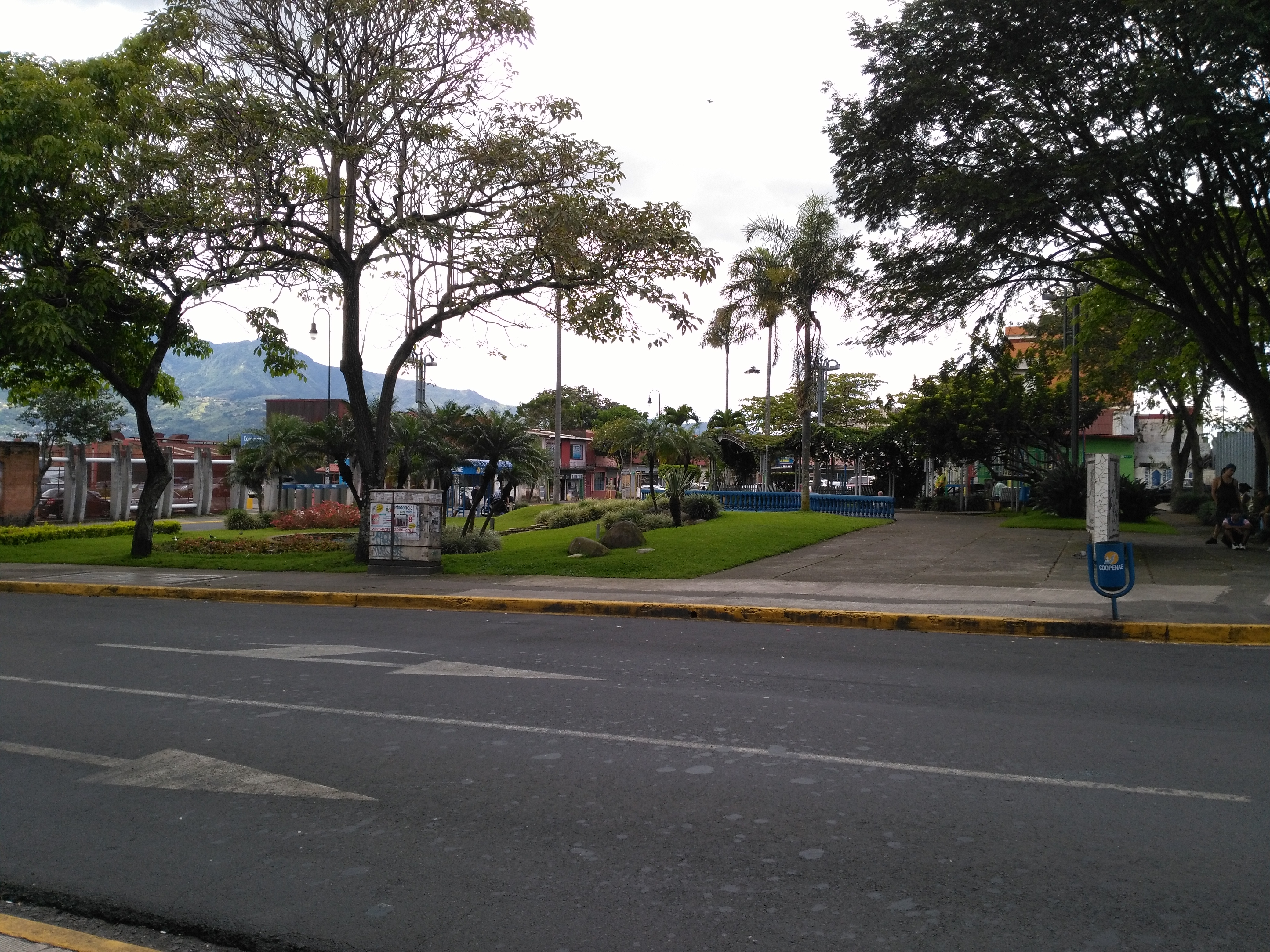
Parque la Dolorosa.
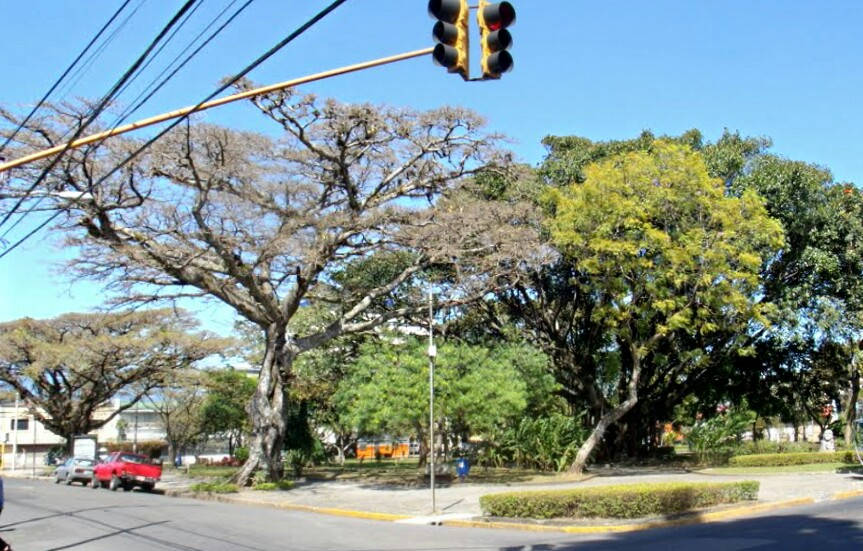
Parque Beneméritos (M.ª Auxi.).

Las plazas son lugares espaciosos y zonas de esparcimiento que conectan varias calles de la ciudad, la mayoría se encuentran en el centro de la misma, las principales son las siguientes:

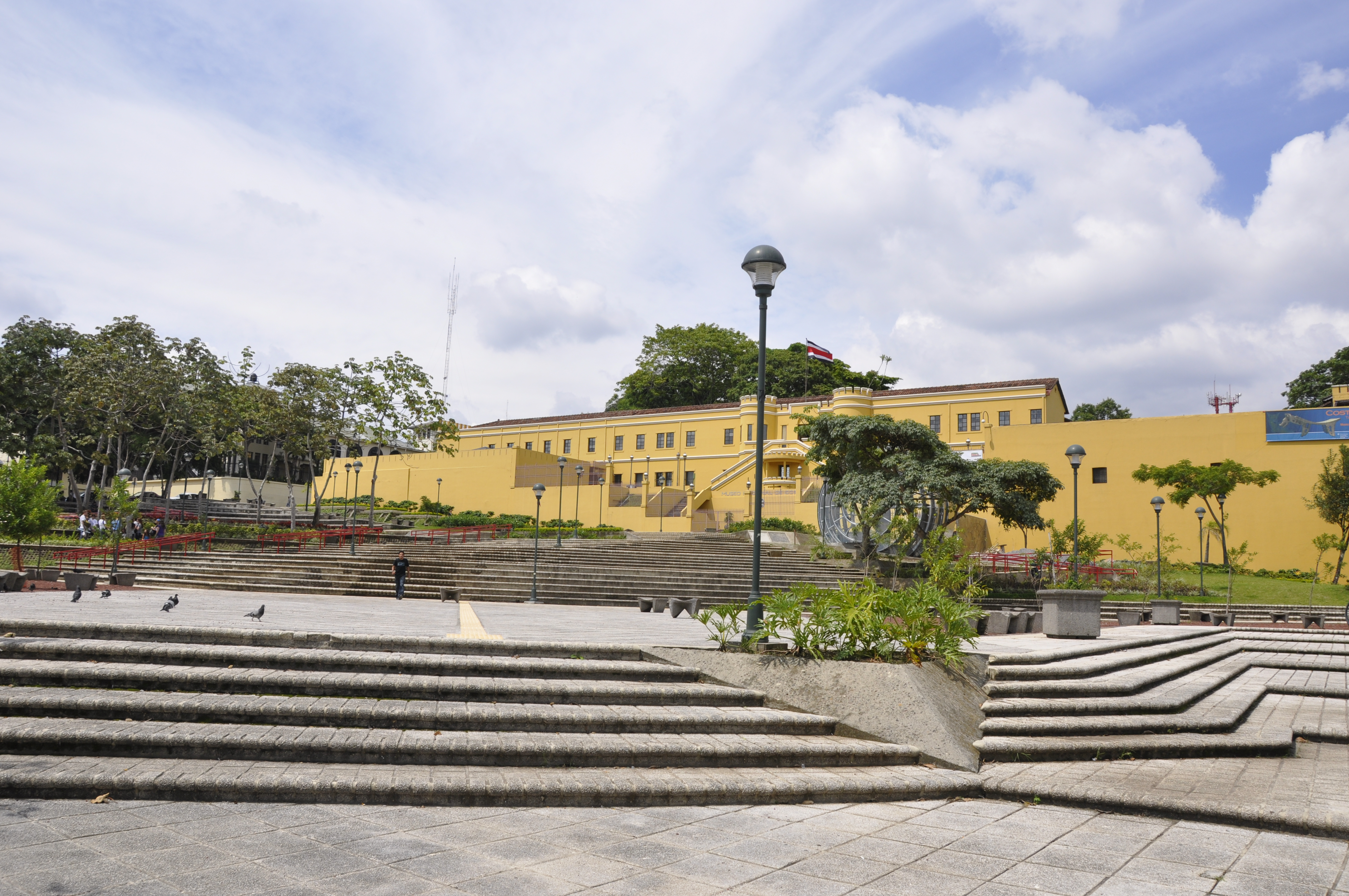
Plaza de la Democracia.
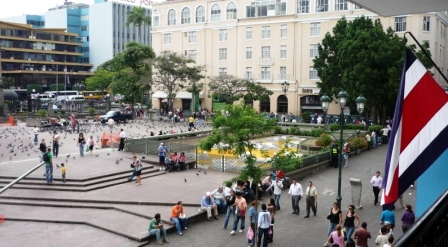
Plaza de la Cultura.
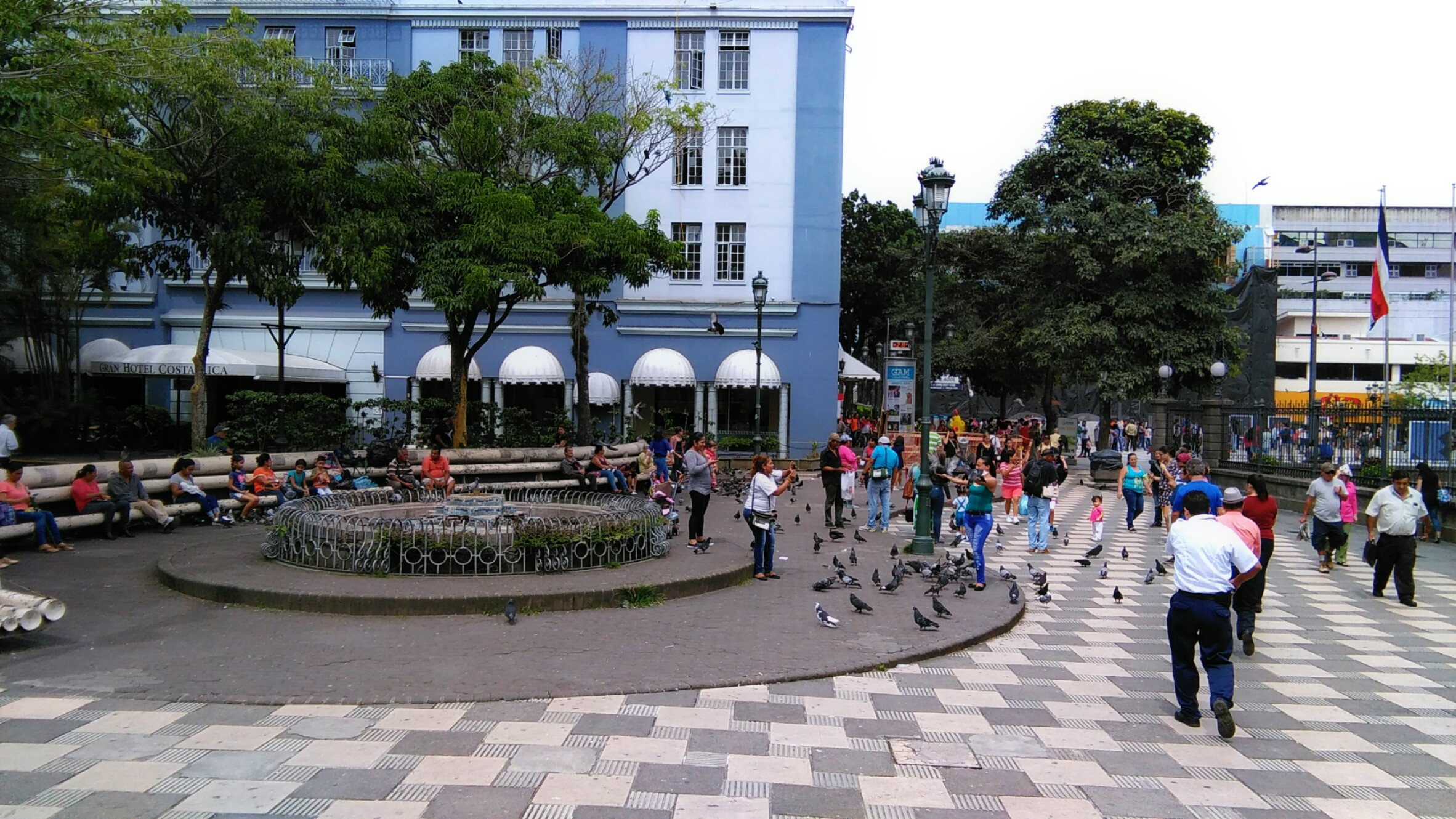
Plaza Juan Mora Fernández.
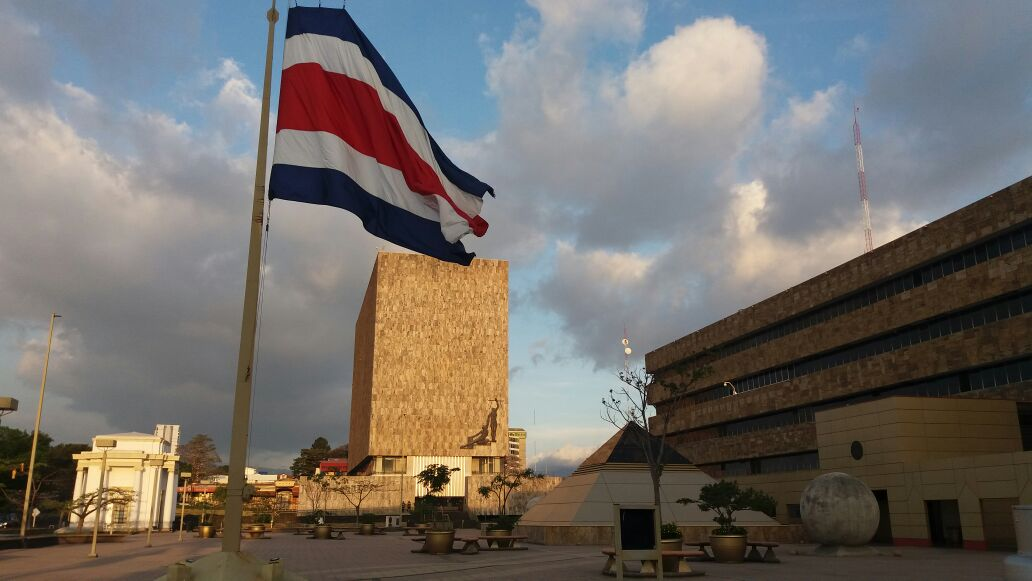
Plaza de la Justicia (Corte).

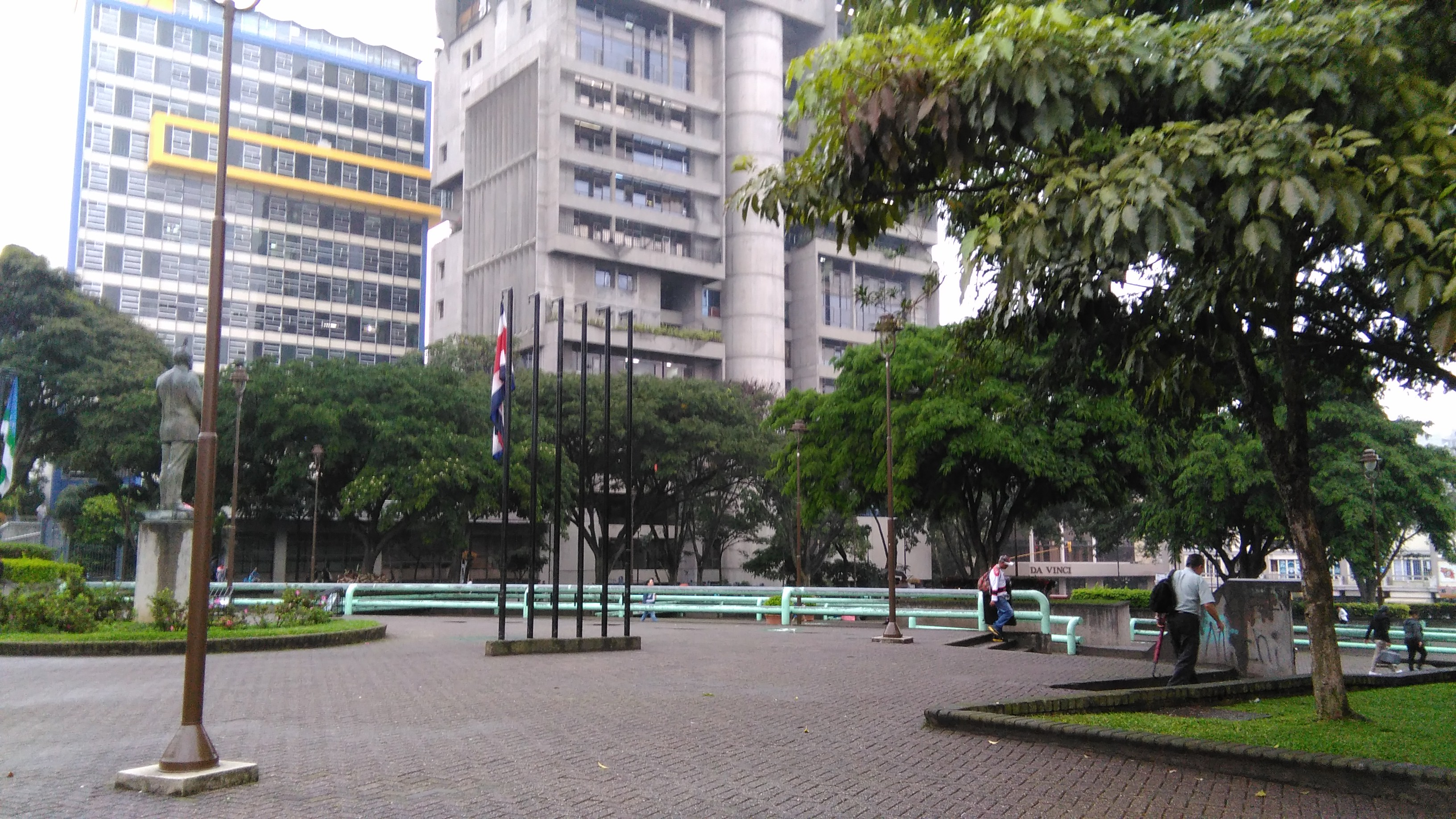
Plaza de las Garantías Sociales.
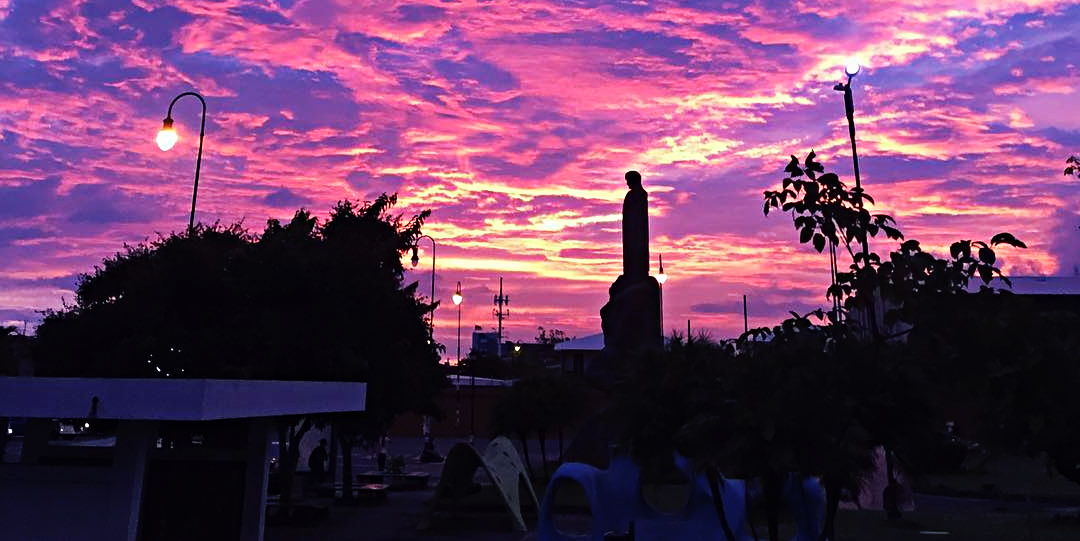
Plaza Cleto González Víquez.
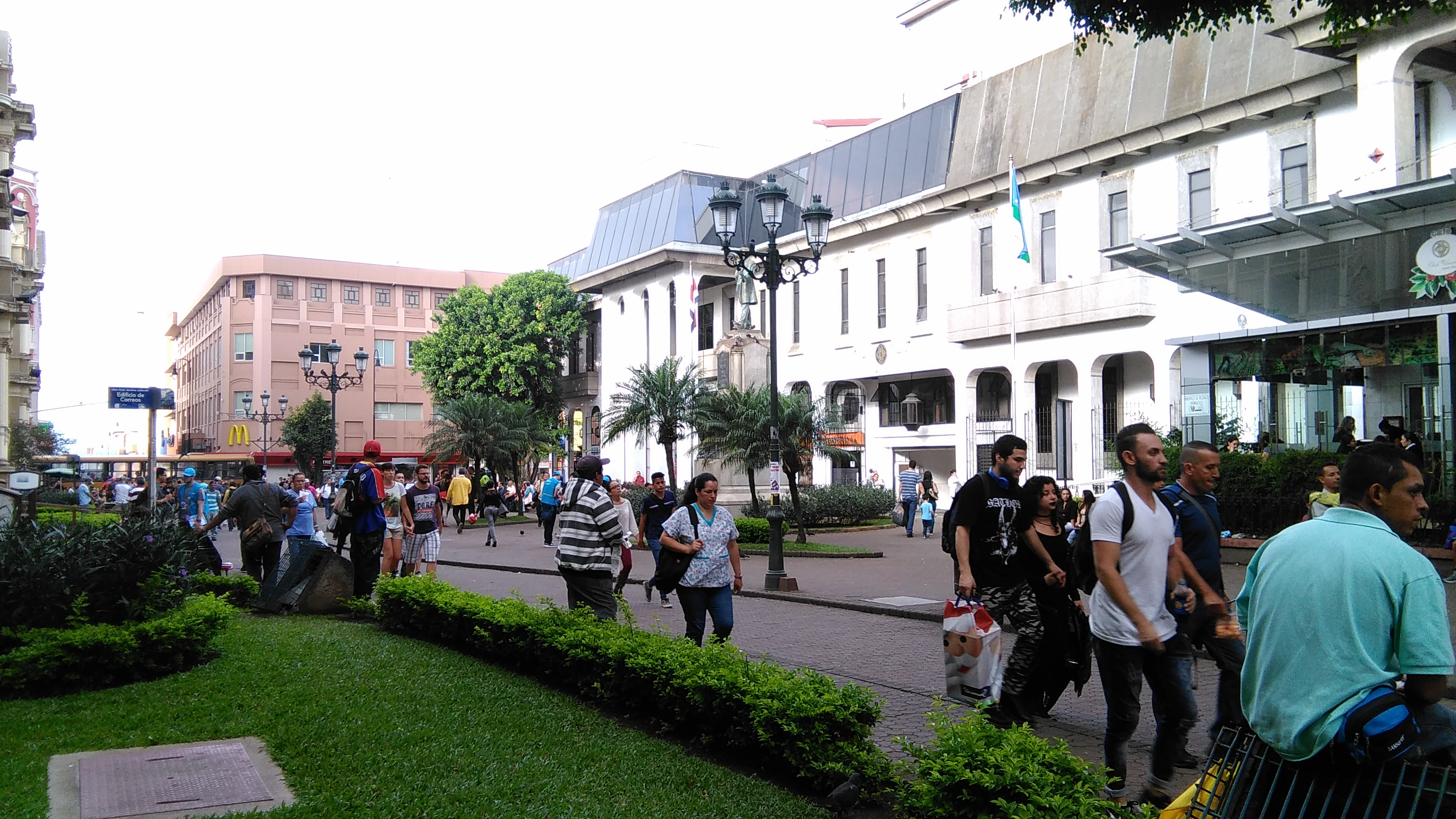
Plaza Juan Mora Porras (Correo).
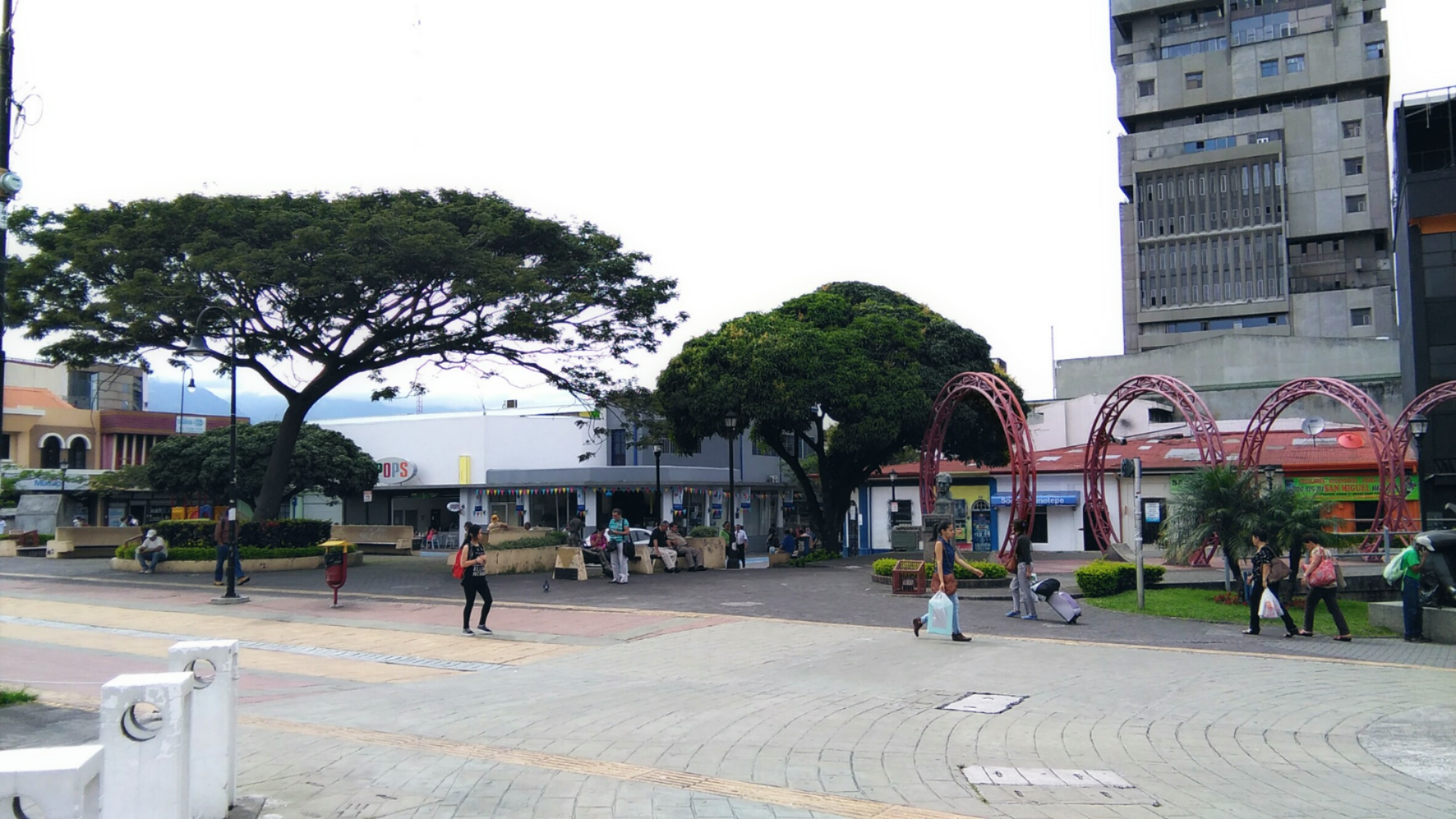
Plaza de las Artes (Soledad-Artigas).

En la ciudad también se encuentra el Parque Zoológico Simón Bolívar, que cuenta con gran variedad de animales, la laguna del Parque Bolívar (uno de los pocos humedales josefinos protegidos) y además el Jardín Botánico Nacional Simón Bolívar dedicado a la conservación de hábitats con especies de la flora de Costa Rica en un vivero. Este zoológico se ubica al noroeste de San José en el distrito del Carmen.
Otra atracción muy popular es el Parque Diversiones, ubicado muy cerca de la ciudad al oeste del conurbano, en el distrito Uruca. Este cuenta con gran variedad de juegos mecánicos para distintas edades ubicados en diferentes áreas temáticas, restaurantes, un centro de videojuegos arcade y una sección llamada "Pueblo Antiguo" que recrea al San José de antaño.

### Mercados tradicionales
En San José se pueden encontrar distintos mercados folclóricos, distribuidos en diversos puntos de la ciudad. Estos establecimientos, de gran atractivo turístico, cuentan con multitud de comercios tradicionales costarricenses, como: verdulerías, floristerías y restaurantes típicos. Siendo unos importantes referentes en la cultura popular del país.
En la ciudad se encuentra el mercado de mayor relevancia en la nación, el Mercado Central de San José, ubicado entre las avenidas 0 y 1 y las calles 6 y 8 y establecido en 1880. Fue declarado patrimonio cultural de Costa Rica en 1995. Otros mercados de importancia son:
- El Mercado Borbón.

- El Mercado del Antiguo Registro.

- El Mercado Municipal de Artesanías.

- Y durante los fines de semana, las distintas Ferias del Agricultor, distribuidas por la urbe.

### Gastronomía

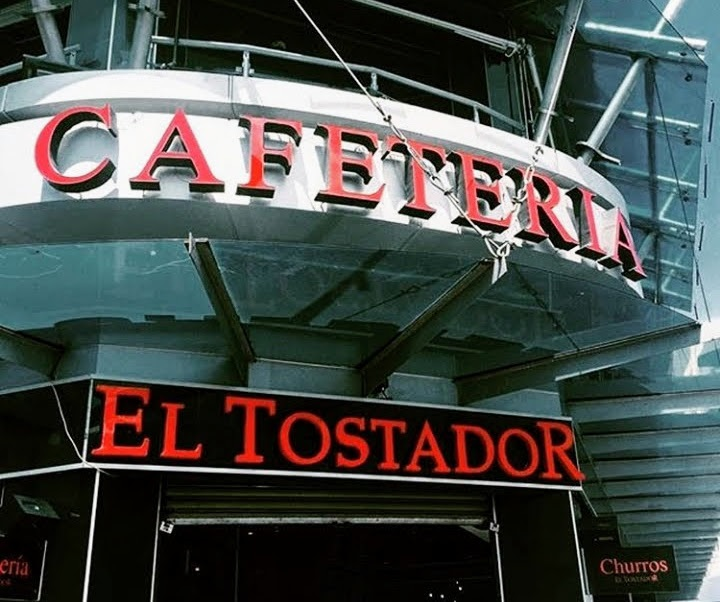
La Cafetería El Tostador es una de las más emblemáticas de San José, fue fundada en los años 1940.

San José, como cualquier otra gran ciudad del mundo, presenta un amplio repasto culinario con una diversa oferta internacional y de otras cocinas locales ticas, desde gourmet hasta fast food, pasando por tex-mex y comida limonense. Sin embargo, existen rasgos característicos dentro de la cultura gastronómica de esta capital, que la diferencian de otras poblaciones, como por ejemplo la impopularidad de las ventas ambulantes de comida callejera, tan frecuentes en otras grandes urbes. En este municipio incluso son consideradas ilegales, y constantemente suceden operativos para evitarlas, por lo que no existe en la gastronomía josefina una tradición por las ventas de alimentos en la calle, predominando ancestralmente la comida casera. Esta distinción costumbrista convive con una histórica y nutrida inmigración desde Europa a San José, de la cual —una vez asentada en la ciudad— hubo importante influencia cultural y comercial, generando una coyuntura sociológica que propició una temprana consolidación de icónicos establecimientos alimentarios formales (sodas, cantinas, cafés, heladerías, panaderías, hoteles, confiterías, mercados), a las que generalmente se acude frente otras a alternativas de consumo ambulante.  Ante tal panorama, es en esta ciudad donde nacen verdaderos símbolos culturales para todo el país: la Soda Tapia, El Gran Vicio, la Cafetería Central o la Heladería de Lolo Mora en el Mercado Central; la cantina La Bohemia, la Soda Palace, la soda El Frontón, la cantina el Adriático, la Cafetería El Tostador, la Churrería Manolos o el Restaurante Chelles, son algunos de los comercios que resuenan en la cocina local.

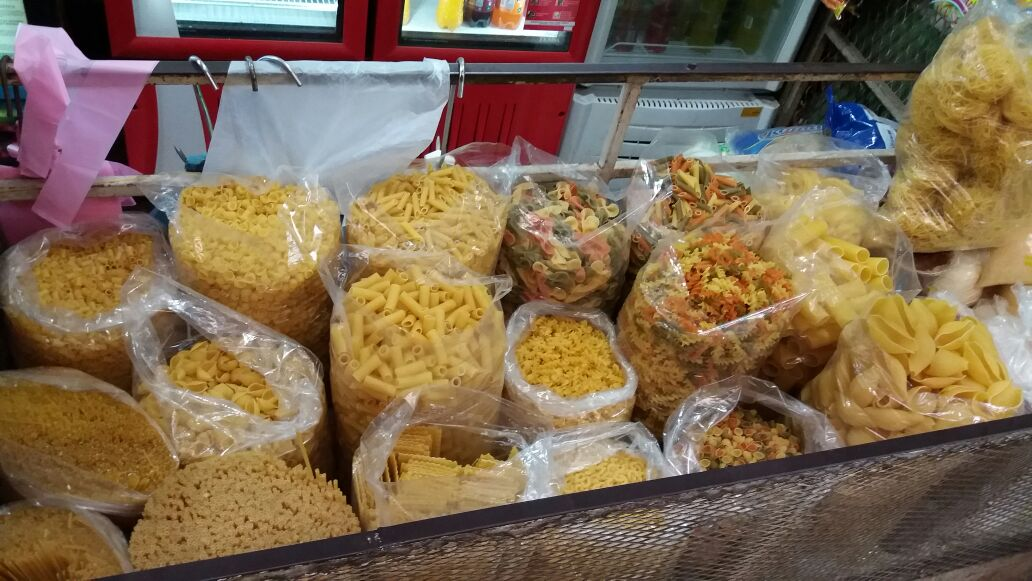
Venta de pastas tradicionales en el Mercado Central de San José.

De esta forma, la gastronomía de San José es aquella surgida entre los hogares y los establecimientos alimentarios de esta ciudad, muchos de ellos aún vigentes. Dicha cocina está totalmente asimilada en la cultura gastronómica del Valle Central, en la que la sólida huella del pasado agrario, humilde y rural josefino se une a su meteórico desarrollo urbanístico, donde se observa además la interacción de las culturas indígenas, africanas e ibéricas coloniales (españoles y sefardíes) presentes en su fundación, con las de los posteriores inmigrantes llegados principalmente desde el Mediterráneo entre 1880 y 1950, así como de otras partes del país y, más recientemente, de Asia y Latinoamérica. Todo condicionado a su vez por el entorno tropical, fértil y montañoso de la meseta intervolcánica en la que descansa este crisol de costumbres alimenticias.
Por lo tanto, el núcleo de la comida josefina son los cereales (arroz, frijoles, trigo y maíz), que se utilizan con todo tipo de vegetales, lácteos, embutidos y carnes (en especial de aves de corral y res, con un consumo también importante de cerdo). Los pescados y mariscos tienen un papel secundario en la dieta, ya que su consumo es visible pero mucho más reducido en comparación con otras proteínas, y provienen tanto de las abundantes fuentes de agua dulce del Valle Central, como de la provincia de Puntarenas en la costa del Pacífico. De este mosaico de ingredientes nacen preparaciones muy importantes en la cotidianidad josefina: gallo pinto, casado, pastas (frescas, secas, de origen italiano, chino o criollo), sopas (especialmente la olla de carne, con abundantes verduras y trozos de res), vegetales rellenos (son típicos el tomate, repollo, berenjena y chile dulce) y múltiples arroces arreglados (los principales con pollo, con palmito, cantonés o con atún). En las sodas, mercados y panaderías resaltan con especial importancia las variedades locales de sánguches, empanadas (ya sea de maíz frito, de trigo horneado o de plátano en mantequilla), pizzas (traída por inmigrantes italianos, utilizando ingredientes locales), gallitos (aperitivos a base de carnes, embutidos, verduras o queso), pasteles (hojaldres salados con diversos rellenos), enyucados (croquetas de yuca) y tosteles (reposterías típicas). 

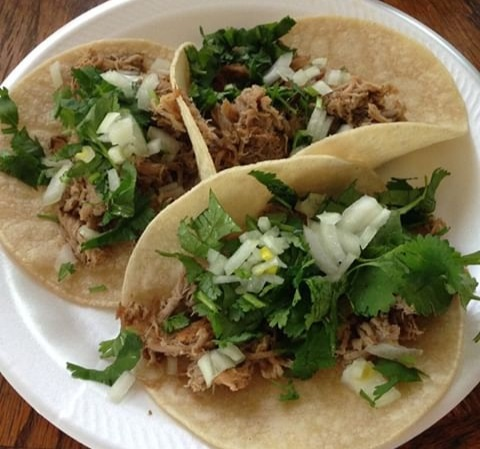
Típicos gallos de carne mechada.

Además, debido a que históricamente esta ciudad fue su núcleo productor, el café representa la bebida josefina más importante, con sempiternas cafeterías, donde además se disponen de típicos expendios de semillas, tosteles, frutos secos y dulces; especialmente el característico churro. Otras bebidas básicas en San José son el aguadulce, el chocolate, la cerveza, la ginebra, el ron, las mistelas, y —por supuesto— el guaro y los frescos frutales. Entre los postres destaca el arroz con leche, la mazamorra, el dulce de leche, los vegetales en dulce de tapa (chiverre, higos, ayotes, plátanos), la ensalada de frutas (embebida en helados y granola) y todo tipo de queques, atoles, flanes, cajetas, chocolates y turrones. Sin embargo, la especialidad local es el helado consumido fervientemente en decenas de heladerías, así como la icónica variedad josefina del sorbete, a base de vainilla y canela, que se sirve en el Mercado Central.
En muchas zonas de la ciudad existen áreas con abundantes ofertas culinarias, como la avenida Central, el paseo Colón, la avenida Segunda, Barrio La California, los alrededores del Parque Metropolitano La Sabana, Barrio Amón y Barrio Escalante, estos dos últimos se localizan en el Carmen y cuentan con paseos gastronómicos, actividades culinarias periódicas o una importante concentración de restaurantes, cafeterías y mercados de comidas. De forma paralela, en el Barrio chino y el Parque de las Garantías Sociales (ambos en Catedral) se realizan frecuentemente bastantes festivales gastronómicos con todo tipo de temáticas.

### Moda
San José es uno de los principales núcleos en la industria de la moda costarricense, ya que alberga todos los años y durante varios meses importantes eventos y actividades en materia de diseño nacional e internacional. De todas ellas la principal es el Festival Internacional de Diseño (FID) organizado desde hace casi una década por el Museo de Arte y Diseño Contemporáneo (MADC) y algunos entes de capital privada. Otros eventos de gran importancia son el SJO Mercedes-Benz Fashion Week realizado anualmente a finales de agosto y otra gran cantidad de pasarelas impulsadas por tiendas, particulares o facultades de diseño.

### Barrio chino

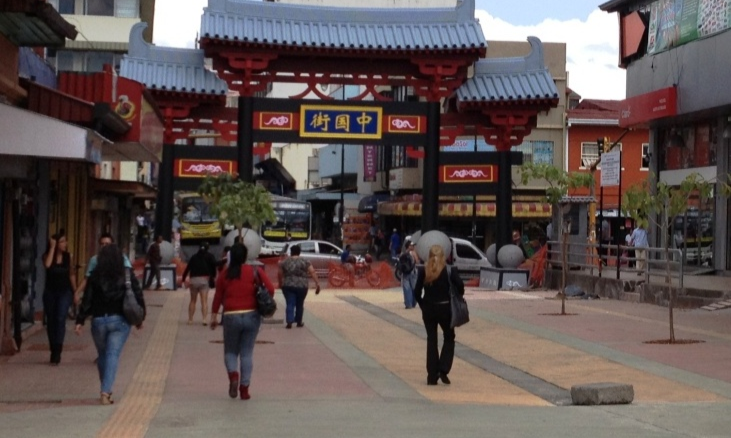
Arco de entrada al barrio chino.

El barrio chino de San José, es un área urbana de 12 cuadras: entre la avenida 2.ª y avenida 14 (en dirección norte sur) y entre las calles 7 y 11 (en sentido oeste a este), contenida en el Barrio Soledad de Catedral. El eje central lo constituye un bulevar o paso peatonal de concreto estampado en colores rojo y amarillo (simbolizan la buena suerte y la prosperidad respectivamente, para la cultura china), a lo largo de la calle 9. Es el primero en su tipo en una ciudad centroamericana.
La zona comenzó a desarrollarse como un núcleo comercial de origen chino durante las últimas décadas del siglo XX, básicamente con la instalación de un gran número de locales orientales. El barrio como tal fue oficialmente inaugurado el miércoles 5 de diciembre de 2012.

### Barrio italiano

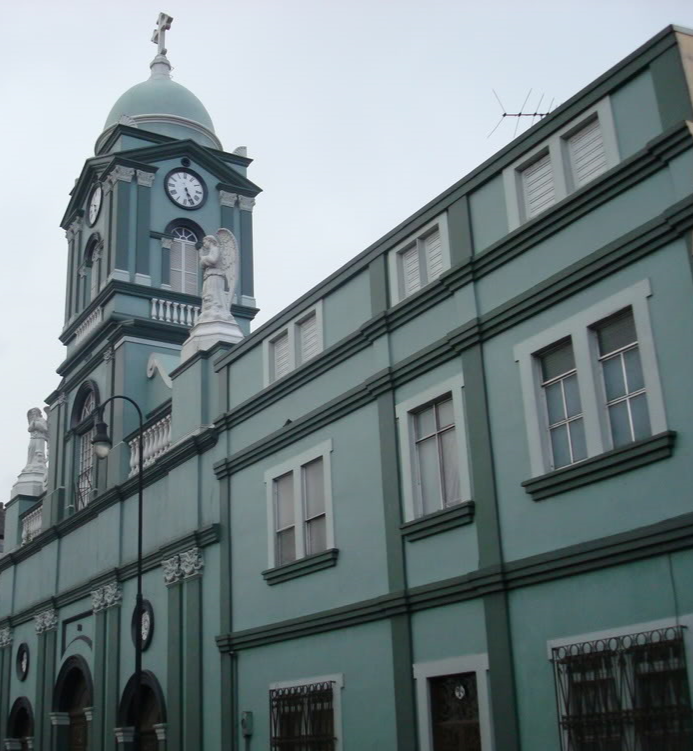
Iglesia de la Dolorosa, en el barrio homónimo.

En medio de los distritos de Hospital y Catedral se ubica el Barrio de la Dolorosa, en el que un sector comprendido por 6 cuadras desde la calle central hasta la calle 5, y entre las avenidas 10 y 14, concentró por décadas a gran cantidad de inmigrantes italianos especialmente durante el siglo XX y con mayor nimiedad en la actualidad.
En este barrio se localizan por ejemplo; los famosos bares La Bohemia y La Lyra, fundados por familias italianas hace más de 80 años. Asimismo, edificaciones de gran importancia histórica como la casa de la familia Scriba o la casa de la familia Ingianna fueron construidas en el cuadrante italiano de la Dolorosa.

### Barrio judío
En el contexto de la Segunda Guerra Mundial; San José recibió una masiva inmigración judía mayoritariamente de polacos, checos y ucranianos de denominación asquenazí. Muchos de ellos se congregaron en el sector occidental de la ciudad, alrededor de la Sabana, el paseo Colón, Barrio Don Bosco de Hospital y el Barrio Pitahaya de Merced, el tercero más grande del distrito. En este último, que incluso se conoce como el Pequeño Tel Aviv, se instaló la primera sinagoga de Costa Rica y el Centro Sionista, desde mediados del siglo XX.
En la actualidad, cerca del Barrio Pitahaya todavía se ubica el Cementerio Judío de San José, en la calle 36. Asimismo del otro lado de la Sabana se encuentra el Instituto Jaim Weizman, que es un colegio privado judío.

### Actividades culturales
La ciudad alberga una vida cultural intensa, en la que se encuentran eventos artísticos o deportivos y actividades sociales casi que a diario, con un promedio de más de 200 celebraciones mensuales. Aun así, existen eventos cuya trascendencia es mayor y que se realizan en San José periódicamente, algunos de ellos son:

#### Art City Tour
El Art City Tour es un programa de GAM Cultural, gestionado desde la sociedad civil y que integra otras iniciativas y colectivos que trabajan en beneficio del imaginario de la ciudad. Durante los recorridos, los visitantes tienen acceso gratuito a todos los espacios culturales participantes y a las unidades de transporte habilitadas durante esta noche.

#### Festivales

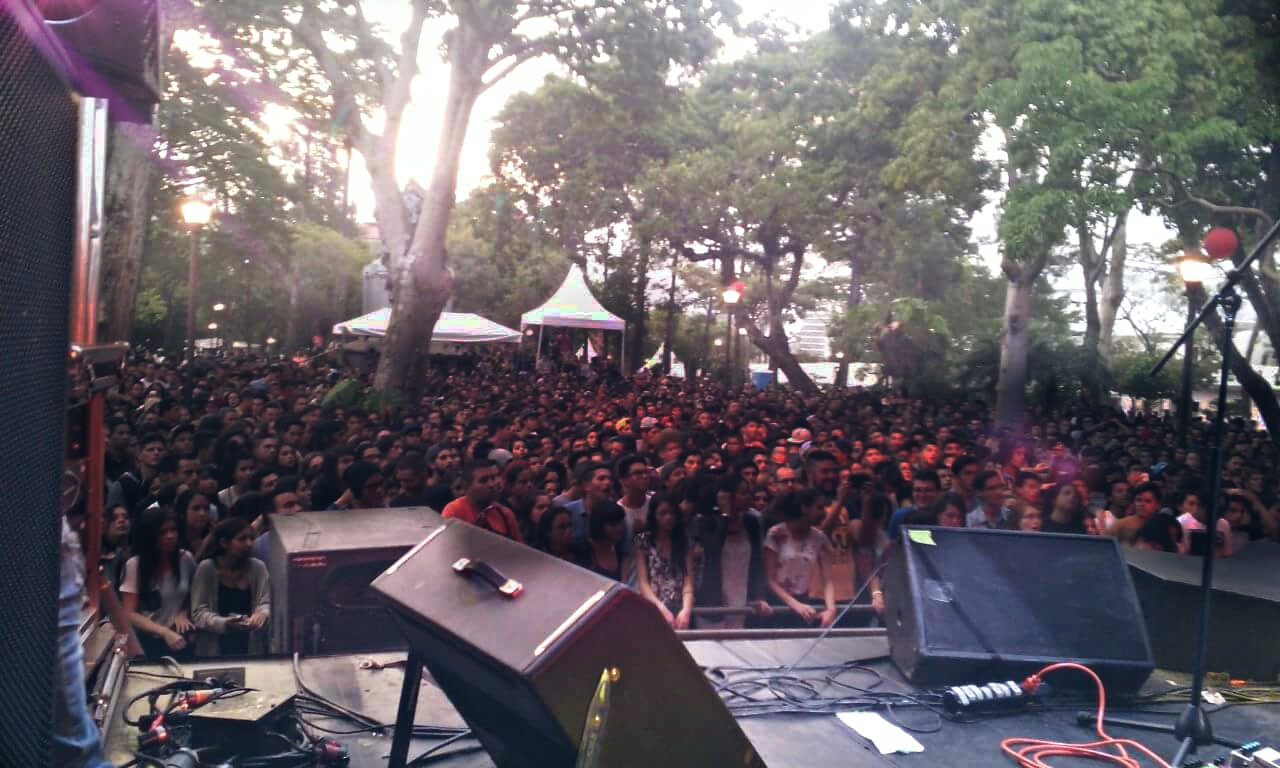
Concierto en el Transitarte de 2014.

En San José periódicamente se realizan gran cantidad de festivales. Entre los más importantes destaca el Festival Nacional de las Artes-FNA, que es un evento que pretende fortalecer la identidad, le creatividad, la convivencia, y esencialmente hacer real para la gente un derecho ciudadano; la accesibilidad al arte y a las manifestaciones culturales, fortaleciendo la construcción de la democracia, como un componente de desarrollo integral.
Por su parte, la variante llamada Festival Internacional de las Artes-FIA, se ha caracterizado por ser, no solo una ventana artística para la producción local ante un público masivo sino también una oportunidad para el intercambio de experiencias y el sincretismo cultural entre artistas locales y extranjeros, en beneficio de la diversidad del medio costarricense, tanto para el artista mismo como para el público asistente.
Además, una vez al año el municipio organiza el Transitarte, un evento artístico-cultural que surge en el 2004 y busca dinamizar el eje norte de la ciudad con arte y cultura, especialmente, el Parque Morazán, Parque España, Parque Jardín de Paz, Tribunal Supremo de Elecciones, parque nacional, paseo de las Damas y sus inmediaciones. Transitarte convierte el espacio público en un escenario ideal para desarrollar actividades artísticas, literarias, recreativas, artesanales, audiovisuales, gastronómicas y deportivas durante un fin de semana. Este festival de verano ofrece al público y artistas la oportunidad de encontrarse, compartir y participar de diversas propuestas creativas de la más alta calidad nacional e internacional.
En armonía con la inspiración temática anual, se destacan siempre espacios para conciertos con grupos musicales de reconocida trayectoria y junto a ellos talentos emergentes, artistas de las artes plásticas distribuidos en los parques ejecutando sus propuestas novedosas, casas editoriales enfocadas en el intercambio, exposición y venta de libros, presentación de narradores orales, participación del Sistema de Bibliotecas Municipales, juegos recreativos para la familia, exposición de artesanías, presentaciones artísticas variadas, exhibición de cine, baile popular, juego de pólvora. En fin un despliegue artístico-cultural para convocar al público josefino y visitante a disfrutar San José de forma segura y gratuita.
A mediados de año se dan cita en el paseo Colón importantes productores de la escena electrónica para el Chepe Joven, uno de los festivales más importantes de la región en este género. Dicho evento se organiza anualmente por el gobierno local para dar un espacio gratuito y seguro a los sectores afines de este tipo de música, atrayendo importantes figuras internacionales y a los más importantes exponentes locales. Posteriormente, muchos bares de la ciudad disponen de afterparties que se extienden hasta bien entrada la madrugada.

##### Festival de la Luz

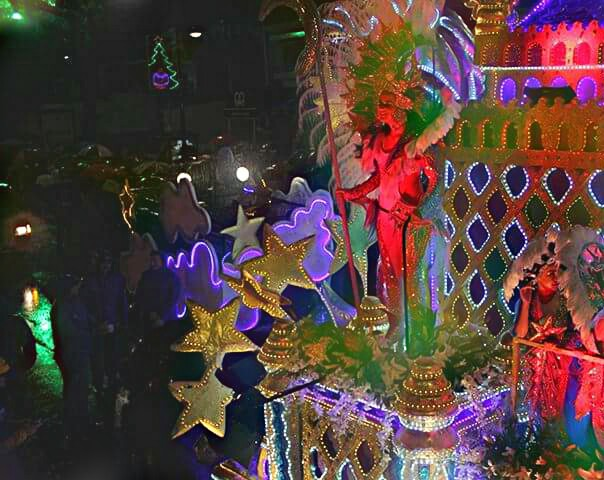
Carroza de la Municipalidad de San José en el Festival de La Luz de 2014.

El Festival de La Luz se origina en 1996, cuando la Municipalidad de San José organizó el primer desfile de carrozas y de las mejores bandas del país, que a lo largo de su recorrido por el paseo Colón y la avenida Segunda, le brindan a los costarricenses un gran espectáculo de color y alegría, en el marco navideño en que se celebra esta actividad.
El firme ascenso en la calidad, la belleza y el resplandor nacional del Festival de la Luz, han comprobado que este se ha convertido ya en una actividad inseparable y esencial de las fiestas navideñas.
Lo han confirmado también, los múltiples y elogiosos comentarios con que los ciudadanos y todos los medios de comunicación social y algunos noticieros internacionales de destacada relevancia como CNN, Televisa, Univision entre otros, se han referido a él, convirtiéndolo en el evento popular más importante del año, donde asisten 1 millón de personas, aparte de que su transmisión por todos los canales de televisión, lo han constituido en el programa de mayor audiencia en el mes de diciembre, calculado en otro millón de personas.

#### Fin de año

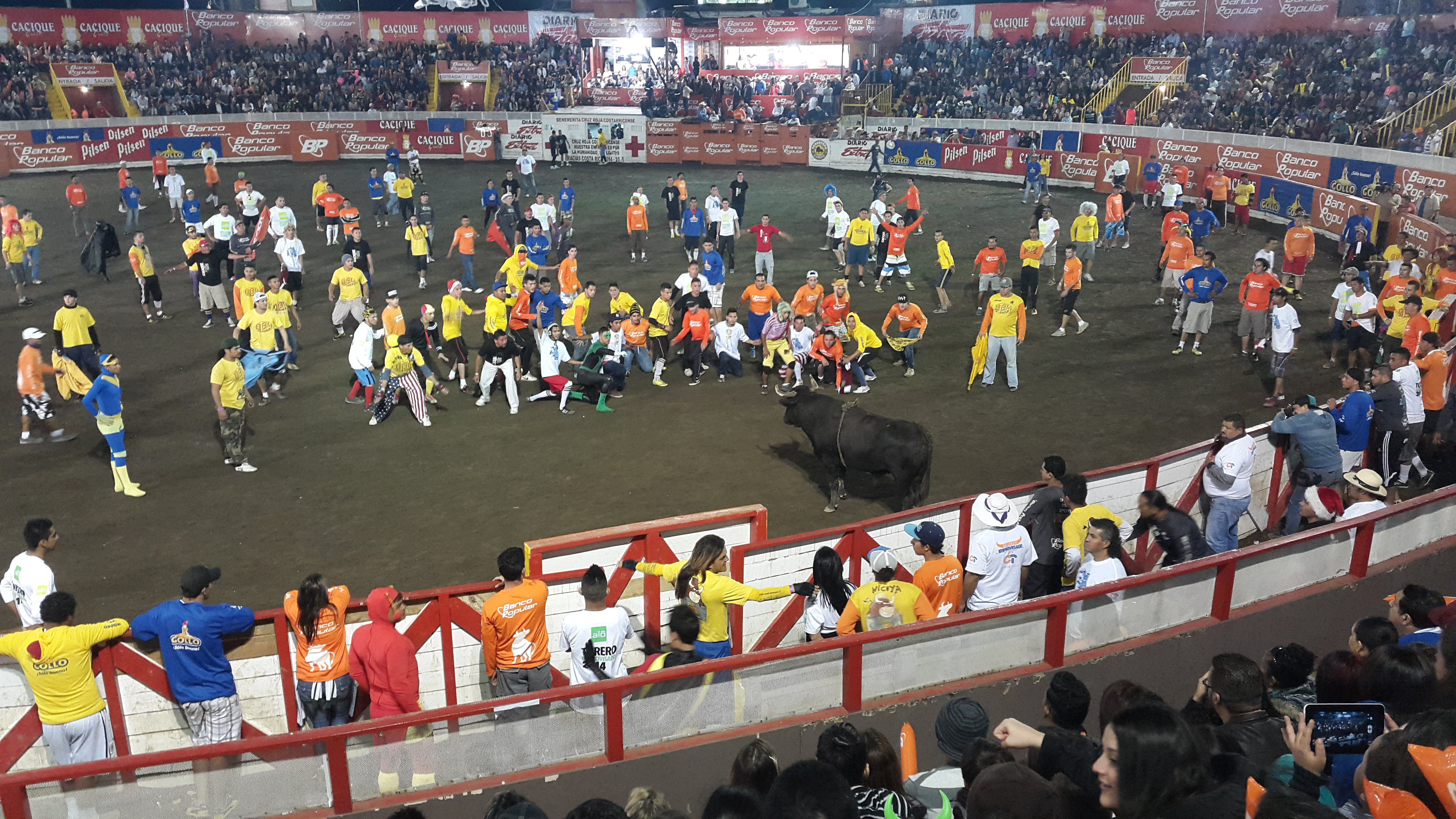
Corridas de toros en las Fiestas de San José.

Para diciembre, los josefinos organizan muchas actividades tradicionales que inician con las iluminaciones de la fachada del Museo de los Niños y el árbol navideño del Hospital de Niños, y continúan en la segunda semana de diciembre con el avenidazo, un conjunto de conciertos, actividades culturales y culinarias llevadas a cabo a lo largo de toda la avenida Central. Posteriormente, comienzan las Fiestas de San José, celebradas desde hace décadas a las afueras de la ciudad en Zapote, en las cuales se dan las populares corridas de toros, junto con pequeños puestos de comidas, bebidas, música y multitud de juegos mecánicos. Además, el 26 se realiza el Tope de San José, un desfile de caballos con diversos conciertos y el 27 se da el Carnaval de San José, un desfile de conjuntos musicales, grupos de baile, cimarronas y bandas.

## Deportes

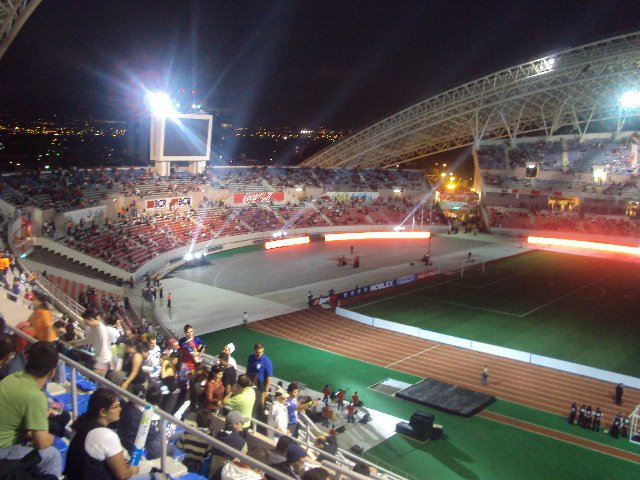
Estadio Nacional en el Parque Metropolitano La Sabana

Por ser el centro de la vida del país, varios eventos deportivos han tomado lugar en la ciudad. San José ha sido la sede de los Juegos Deportivos Nacionales en varias ocasiones. También es sede de algunos equipos de béisbol que disputan sus encuentros en el estadio Antonio Escarré y de varios equipos de baloncesto, como el del Liceo de Costa Rica. Sin embargo, la ciudad no posee ningún equipo propio de fútbol, pese a que en 1935 el Deportivo Saprissa fuera fundado en el josefino Barrio Los Ángeles, como también tuvo al seis veces campeón Club Sport La Libertad aunque actualmente ya solo sea una academia de fútbol, y anteriormente otros clubes también se situarón en la urbe.
Al oeste de la ciudad se localiza el Estadio Nacional, uno de los mejores de Latinoamérica y el cual posee una pista de atletismo sintética que se usa para la práctica del atletismo en sus distintas facetas y una cancha de fútbol profesional avalada por la FIFA. El anterior estadio se demolió a finales del 2008 y en los primeros meses del 2009, se inició la construcción de un nuevo estadio, que fue donado por el gobierno de China y fue inaugurado el 26 de marzo de 2011. Por su capacidad (35.062 butacas), es el tercero en tamaño de la región, detrás del Estadio Cuscatlán de El Salvador (53,400) y del Estadio Olímpico Metropolitano de Honduras (45,000).
San José fue sede en marzo del 2013 de los X Juegos Deportivos Centroamericanos y tanto el Estadio Nacional como el Parque Metropolitano La Sabana fueron escenarios de gran parte de los eventos junto con la nueva Ciudad Deportiva de Hatillo, al sur de la conurbación josefina.
Las piscinas josefinas más importantes son las: María del Milagro París de La Sabana y las Claudia Poll de Plaza Víquez, además de la cercana Piscina Olímpica de la Ciudad Deportiva de Hatillo. Además, al sur de la ciudad el Parque de la Paz posee un velódromo y una cancha de hockey en patines.

## Ciudades hermanadas
La ciudad de San José tiene diversos convenios y acuerdos de hermanamiento, colaboración o cooperación con varias ciudades y comunidades alrededor del mundo. También tiene un tratado de parcería con Marabá, Brasil, establecido en La Habana, Cuba durante el 2005, en el marco del Programa de Ciudades Sostenibles del UN-Habitat y el UNEP. Ciudades hermanadas con:
Tienen 14 capitales hermanadas con:
| - Buenos Aires (Argentina) - Caracas (Venezuela) - Ciudad de Guatemala (Guatemala) - Ciudad de México (México) - Ciudad de Panamá (Panamá) - Lima (Perú) - Madrid (España) | - Managua (Nicaragua) - Montevideo (Uruguay) - Pekín (China) - Quito (Ecuador) - San Salvador (El Salvador) - Taipéi (Taiwán) - Tegucigalpa (Honduras) |

Tienen 14 ciudades hermanadas con:
| - Guadalajara (México) - Huancayo (Perú) - Juliaca (Perú) - Kfar Saba (Israel) - McAllen (Estados Unidos) - Medellín (Colombia) - Miami-Dade (Estados Unidos) | - Okayama (Japón) - Puebla de Zaragoza (México) - Río de Janeiro (Brasil) - Saltillo (México) - San José (Estados Unidos) - San Pedro Sula (Honduras) - São Paulo (Brasil) |

### Parcerías
| Marabá (Brasil) |

| Predecesor: Sucre    | Capital Iberoamericana de la Cultura 2006 | Sucesor: Bogotá |
| Predecesor: Brasilia | Capital Iberoamericana de la Cultura 2023 | Sucesor: Sucre  |

## Imágenes

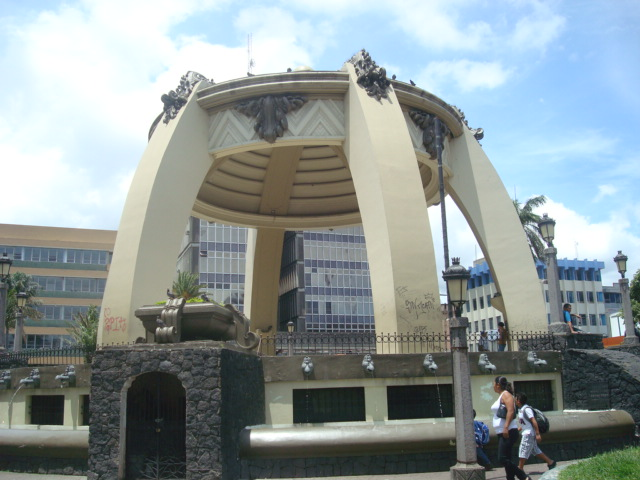
Kiosko del Parque Central.
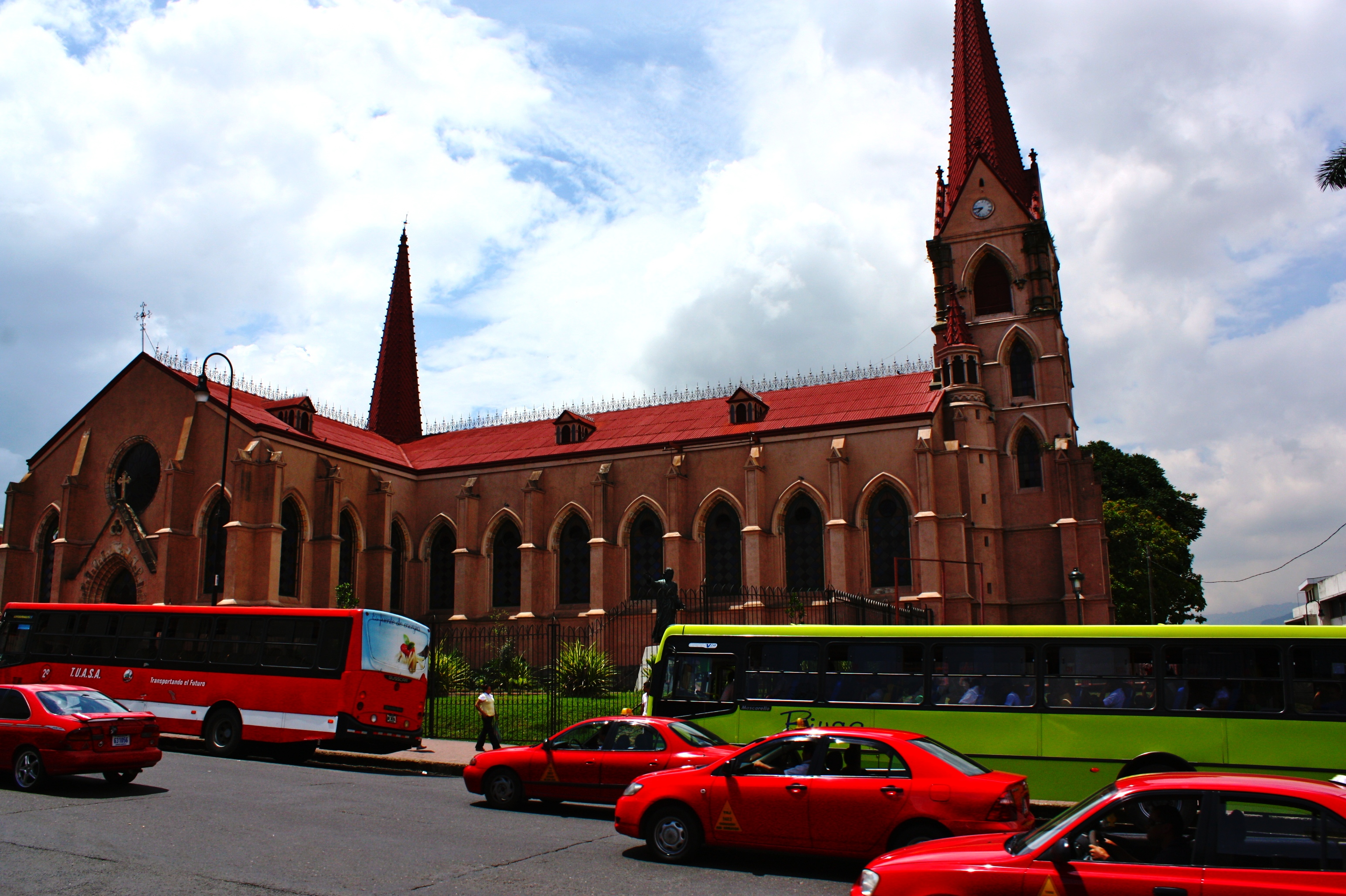
Iglesia de Nuestra Señora de la Merced.
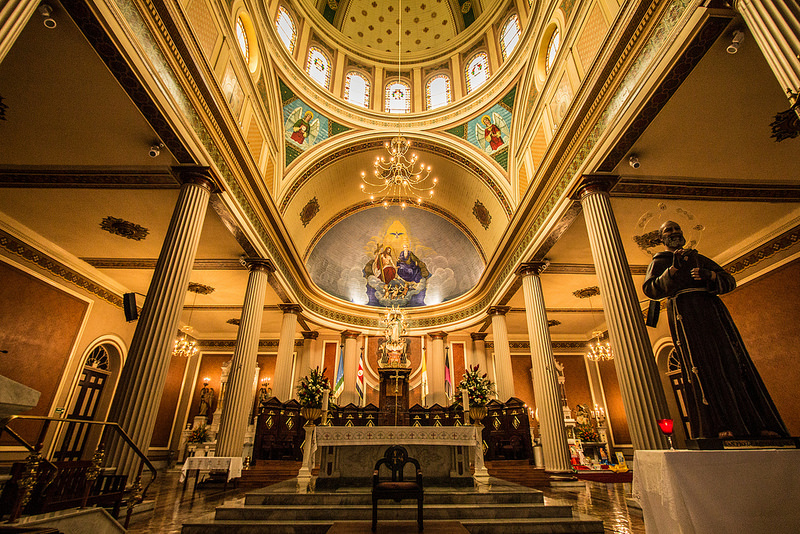
Altar de la Catedral Metropolitana de San José
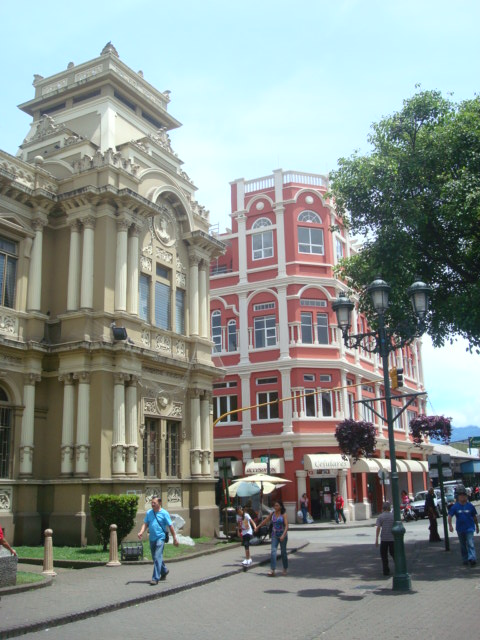
Correo (izquierda) y Herdocia (derecha).
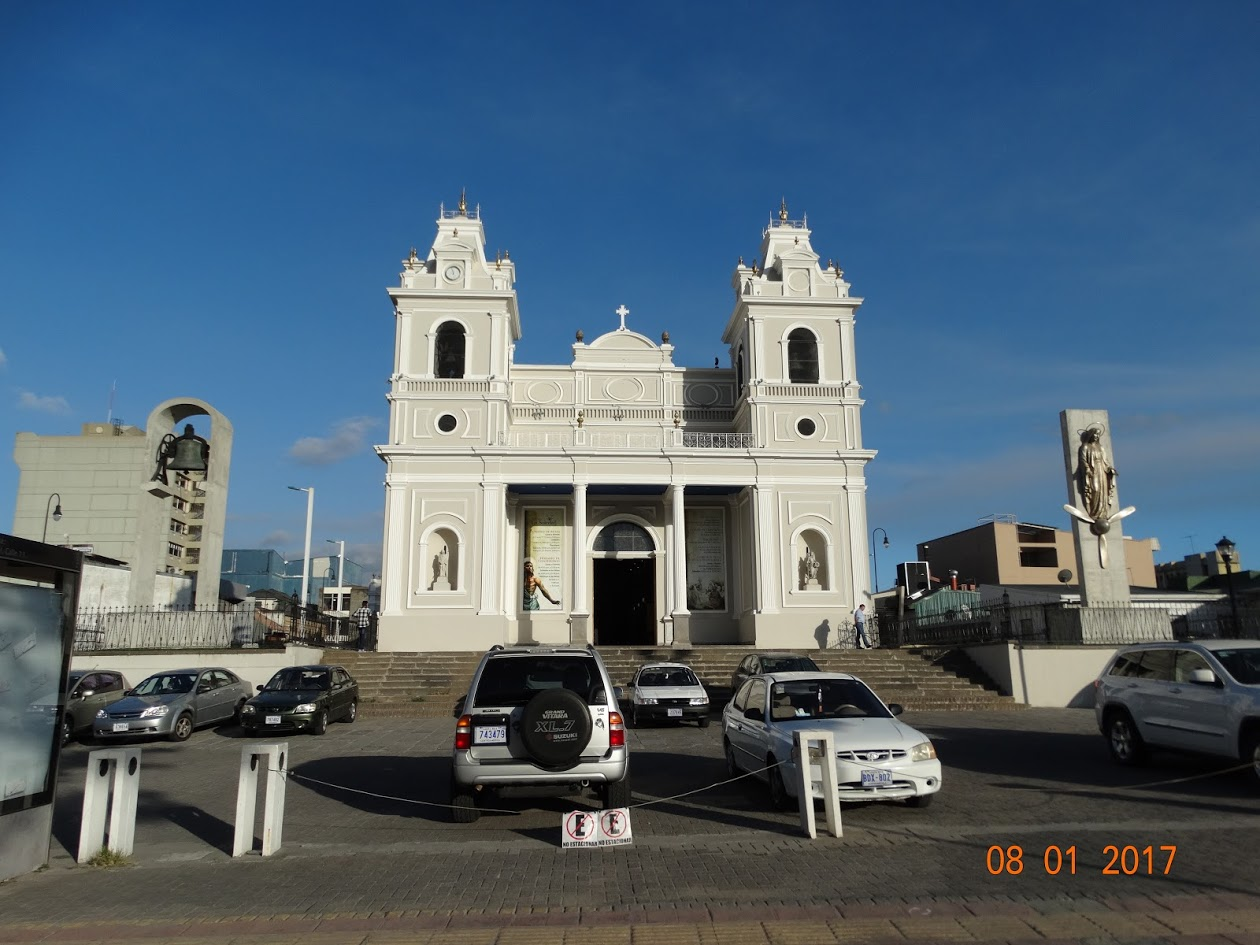
Iglesia de la Soledad.
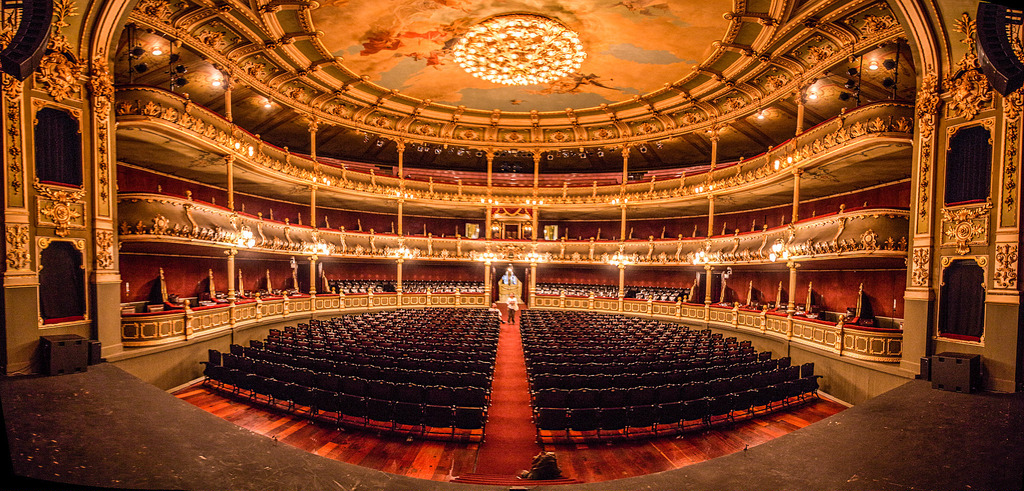
Interior del Teatro Nacional.